# Tiberio
Tiberio Giulio Cesare Augusto (in latino Tiberius Iulius Caesar Augustus; Roma, 16 novembre 42 a.C. – Miseno, 16 marzo 37) è stato il secondo imperatore romano, appartenente alla dinastia giulio-claudia e regnante dal 14 fino alla sua morte.
Membro della gens Claudia, alla nascita ebbe il nome di Tiberio Claudio Nerone (Tiberius Claudius Nero). Fu adottato da Augusto nel 4, e il suo nome mutò in Tiberio Giulio Cesare (Tiberius Iulius Caesar); alla morte del padre adottivo, il 19 agosto 14, ottenne il nome di Tiberio (Giulio) Cesare Augusto (Tiberius [Iulius] Caesar Augustus) e poté succedergli ufficialmente nel ruolo di princeps, sebbene già dall'anno 12 fosse stato associato nel governo dell'Impero.
In gioventù Tiberio si distinse per il suo talento militare, conducendo brillantemente numerose campagne lungo i confini settentrionali dell'Impero e in Illirico. Dopo un periodo di volontario esilio sull'isola di Rodi, rientrò a Roma nel 2 e condusse altre spedizioni in Illirico e in Germania, dove pose rimedio alle conseguenze della battaglia di Teutoburgo. Asceso al trono, operò molte importanti riforme in ambito economico e politico e pose fine alla politica di espansione militare, limitandosi a mantenere sicuri i confini, grazie anche all'opera del nipote Germanico Giulio Cesare. Dopo la morte di quest'ultimo, Tiberio favorì sempre più l'ascesa del prefetto del pretorio Seiano, allontanandosi da Roma per ritirarsi nell'isola di Capri. Quando il prefetto mostrò di volersi impadronire del potere assoluto, Tiberio lo fece destituire e uccidere, ma evitò ugualmente di rientrare nella capitale.
Inoltre, durante il suo governo, in Giudea, si diffuse la dottrina predicata da Gesù, condannato a morte per crocifissione sotto il prefetto Ponzio Pilato.
Tiberio fu duramente criticato dagli storici antichi, quali Tacito e Svetonio, ma la sua figura è stata rivalutata dalla storiografia moderna come quella di un politico abile e attento.

## Le fonti storiografiche

Copertina di un'edizione di Tacito curata da Jakob Gronov; al centro, un ritratto di Tiberio

Le principali fonti storiografiche su Tiberio sono quattro: Publio Cornelio Tacito, che dedica la prima esade dei suoi Annales al regno di Tiberio; Gaio Svetonio Tranquillo, che si occupa dell'imperatore nella terza delle biografie delle Vite dei Cesari; Velleio Patercolo, contemporaneo di Tiberio, che scrive di quest'ultimo nel secondo libro dei suoi Historiae Romanae ad M. Vinicium consulem libri duo; Cassio Dione, che narra del principato di Tiberio nei libri LVII e LVIII della sua Storia romana. Altri riferimenti minori si possono trovare in diversi autori, fra cui Seneca il Vecchio, Seneca, Valerio Massimo, Plinio il Vecchio, Filone di Alessandria e Flavio Giuseppe. Tiberio stesso scrisse un commentario sulla propria vita, andato però perduto.
Dalla prevalenza delle fonti Tiberio emerge come un personaggio negativo, i cui vizi sono messi in luce in contrasto all'immagine di facciata del civilis princeps. Questa caratterizzazione era già presente in opere storiografiche precedenti, come quelle di Aufidio Basso, Servilio Noniano o le memorie di Agrippina minore, o ancora è possibile che essa derivi da un'unica fonte, ma non c'è un consenso definitivo sulla questione. Di contro, alcuni scrittori, come Filone di Alessandria, ci hanno trasmesso un'immagine più positiva di Tiberio, quella di un monarca anziano, buono, intelligente e giusto.

## Biografia

### Origini familiari e giovinezza
(Tacito, Annales, VI, 51; trad. di Lidia Pighetti)
Tiberio nacque a Roma il 16 novembre del 42 a.C. dall'omonimo Tiberio Claudio Nerone, cesariano, pretore nello stesso anno, e da Livia Drusilla, di circa trent'anni più giovane del marito. Tanto dal ramo paterno che da quello materno apparteneva alla gens Claudia, un'antica famiglia patrizia giunta a Roma dalla Sabina nei primi anni della Repubblica romana e distintasi nel corso dei secoli per il raggiungimento di numerosi onori e alte magistrature. Fin dall'origine, la gens Claudia si era divisa in numerose famiglie, tra le quali si distinse quella che assunse il cognomen Nero (Nerone, che in lingua sabina significa "forte e valoroso"), a cui apparteneva Tiberio.

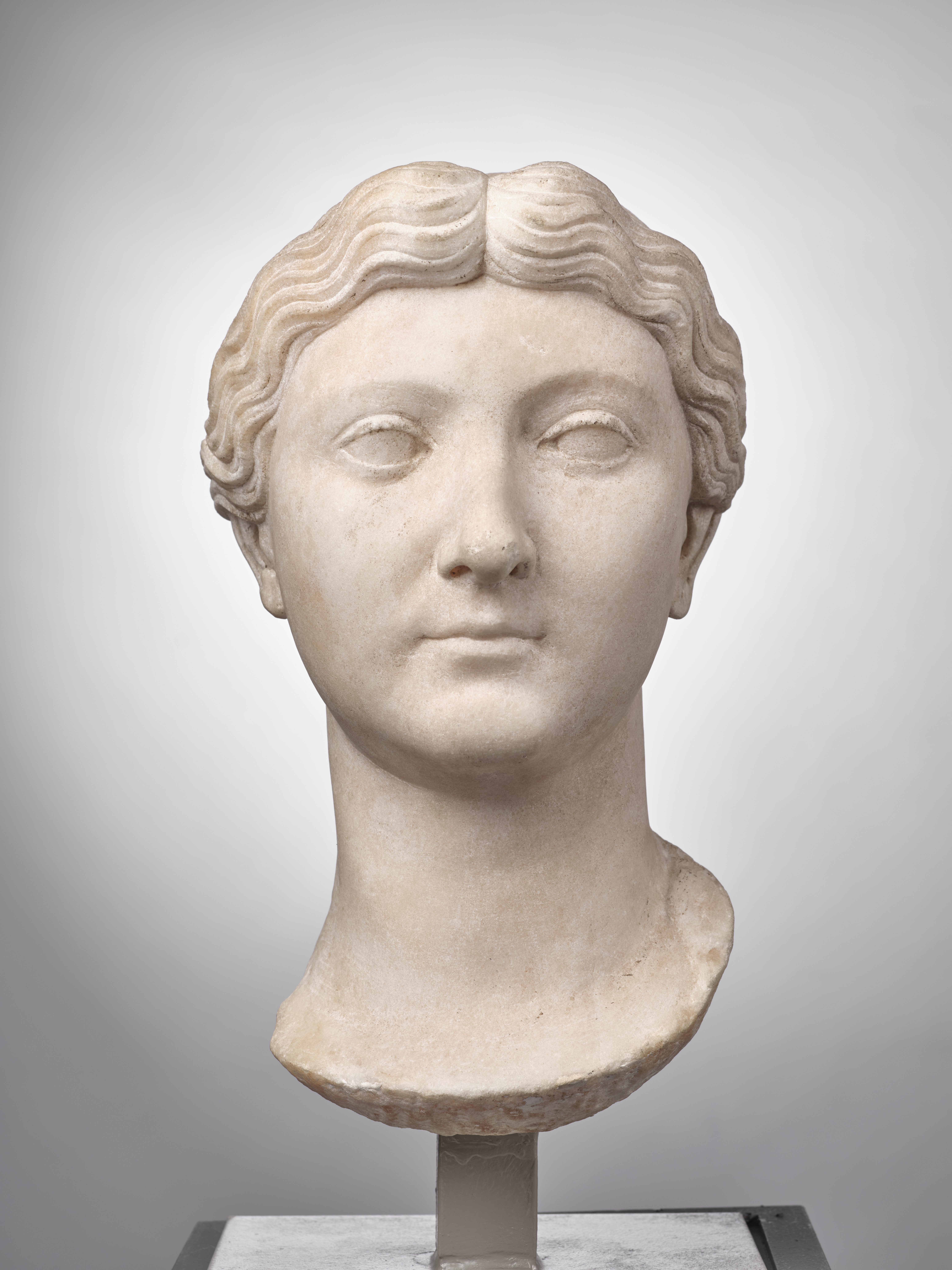
Ritratto di Livia, madre di Tiberio (Tolosa, Museo Saint-Raymond)

Egli poteva dunque dirsi membro di una stirpe che aveva dato alla luce personalità di altissimo rilievo, come Appio Claudio Cieco, e che annoverava tra i più grandi assertori della superiorità del patriziato. Il padre era stato tra i più ferventi sostenitori di Gaio Giulio Cesare e, dopo la sua morte, si era schierato dalla parte di Marco Antonio, luogotenente di Cesare in Gallia, entrando in contrasto con Ottaviano, erede designato dallo stesso Cesare.
Dopo la costituzione del secondo triumvirato tra Ottaviano, Antonio e Marco Emilio Lepido e le conseguenti proscrizioni, i contrasti tra i sostenitori di Ottaviano e quelli di Antonio si concretizzarono in una situazione di conflitto, ma il padre di Tiberio continuò ad appoggiare l'ex luogotenente di Cesare. Allo scoppio del bellum Perusinum, suscitato dal console Lucio Antonio e da Fulvia, moglie di Marco Antonio, il padre di Tiberio si unì dunque agli antoniani, fomentando il malcontento che stava nascendo in molte regioni d'Italia. Dopo la vittoria di Ottaviano, che riuscì a sconfiggere Fulvia asserragliata a Perugia e a restaurare il proprio controllo su tutta la penisola italica, egli fu costretto a fuggire, portando assieme a sé la moglie e il figlio omonimo. La famiglia si rifugiò dunque a Napoli, e partì poi alla volta della Sicilia, controllata da Sesto Pompeo. I tre furono poi costretti a raggiungere l'Acaia, dove si stavano radunando le truppe antoniane che avevano lasciato l'Italia.

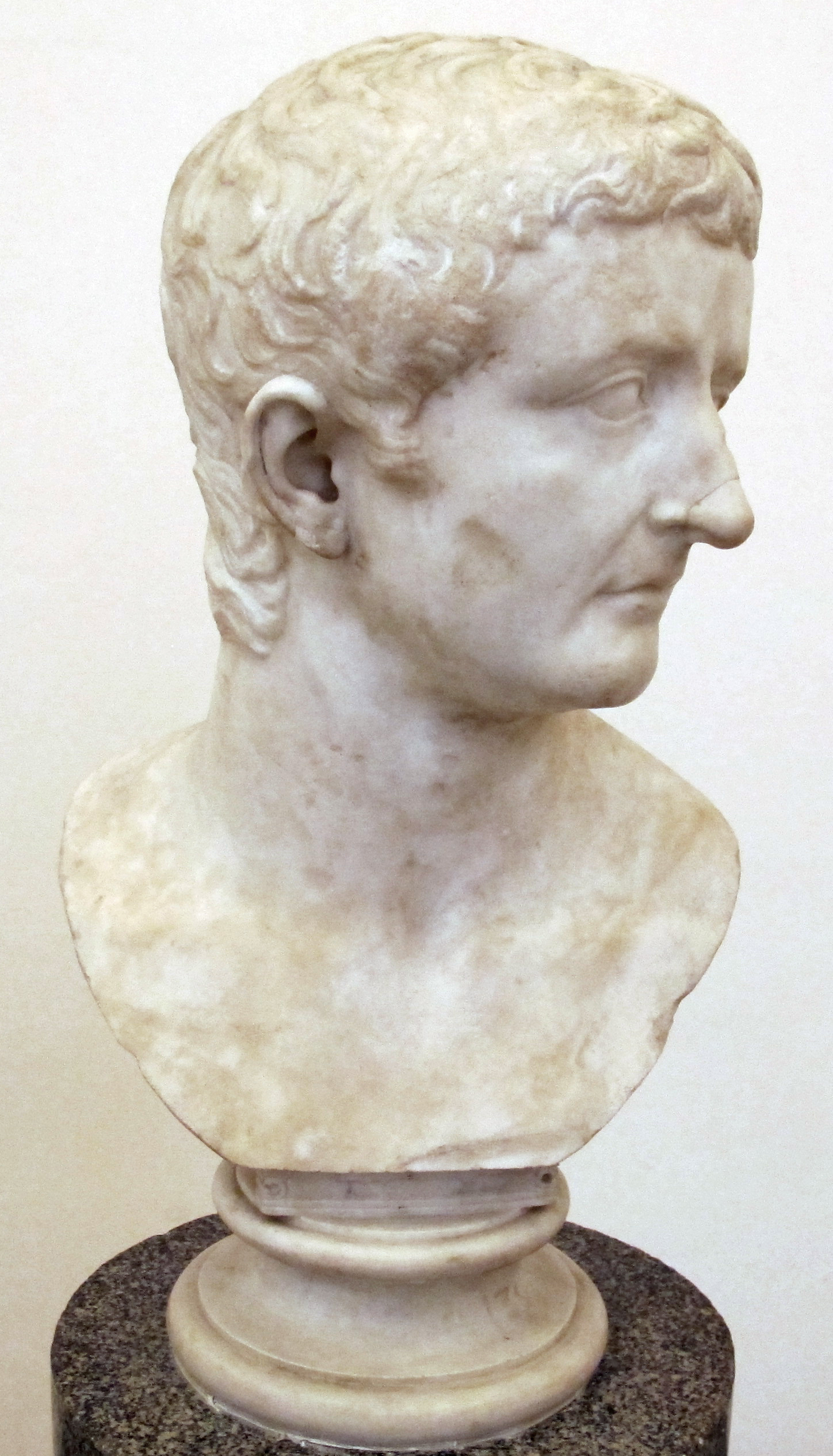
Busto di Tiberio appartenente al primo tipo ritrattistico di Tiberio, creato forse attorno al 19 a.C. (Museo Archeologico Nazionale di Napoli)

Il piccolo Tiberio, costretto a prendere parte alla fuga e a patire le insicurezze del viaggio, ebbe dunque un'infanzia disagevole e agitata, fino a quando gli accordi di Brindisi, che ristabilivano una pace precaria, permisero agli antoniani fuoriusciti di fare ritorno in Italia. Nel 39 a.C. Ottaviano decise di divorziare da sua moglie Scribonia, dalla quale aveva avuto la figlia Giulia, per prendere in sposa la madre del piccolo Tiberio, Livia Drusilla, della quale era sinceramente innamorato. È possibile che dietro le nozze ci fosse anche un disegno politico: Ottaviano sperava così di riavvicinarsi alla fazione degli antoniani, mentre l'anziano padre di Tiberio intendeva, concedendo sua moglie a Ottaviano, allontanare sempre più il rivale da Sesto Pompeo, che era lo zio di Scribonia. Al suo ritorno in Italia, Tiberio era stato adottato per via testamentaria da Marco Gallio, forse un amico e un alleato del padre, raccogliendone l'eredità; poiché Gallio era stato un nemico di Ottaviano, però, Tiberio in seguito non ne assunse il nome.
Tiberio e il fratello minore Druso furono mandati a vivere presso l'anziano padre: nel 33 a.C. quest'ultimo morì senza aver ricevuto alcuna promozione politica e fu proprio il figlio maggiore a pronunciarne la laudatio funebris dai rostri del Foro. Tiberio si trasferì dunque nella casa di Ottaviano assieme alla madre e al fratello, proprio mentre le tensioni tra Ottaviano e Antonio sfociavano in un nuovo conflitto, che si concluse nel 31 a.C. con lo scontro decisivo di Azio. Nel 29 a.C., durante la cerimonia del trionfo di Ottaviano dopo la definitiva vittoria su Antonio ad Azio, fu Tiberio a precedere il carro del vincitore, conducendo il cavallo interno di sinistra, mentre Marcello, nipote di Ottaviano, montava quello esterno di destra, trovandosi dunque al posto d'onore. Diresse in seguito anche i giochi urbani e prese parte a quelli troiani, tenuti nel circo, come capo della squadra dei fanciulli più grandi. Il 24 aprile del 27 a.C. fu vestito della toga virile; durante lo stesso anno, dedicò dei giochi funebri al padre e al nonno materno Marco Livio Druso Claudiano.
La sua educazione incluse retorica, filosofia, diritto, e storia. Suo precettore fu Messalla Corvino, il cui stile, caratterizzato da una sintassi chiara e semplice, non fu imitato da Tiberio, la cui oratoria fu descritta come oscura e verbosa. Fra i suoi insegnanti di filosofia si ricordano Nestore e, forse, il peripatetico Ateneo, mentre suo maestro di retorica fu Teodoro di Gadara. Dalla sua formazione, acquisì gusti letterari antiquati e inusuali. Si dedicò infatti alla composizione di testi poetici, a imitazione del poeti greci Euforione di Calcide, Riano e Partenio di Nicea, in uno stile tortuoso e arcaizzante, con grande uso di vocaboli rari e desueti, ed ebbe fra i suoi autori preferiti anche Timone di Fliunte, tanto che un grammatico del suo seguito dedicò all'imperatore un commentario dei Silli, e forse Callimaco.

### Carriera militare e civile (26-6 a.C.)

#### Primi passi nella vita pubblica (26-16 a.C.)

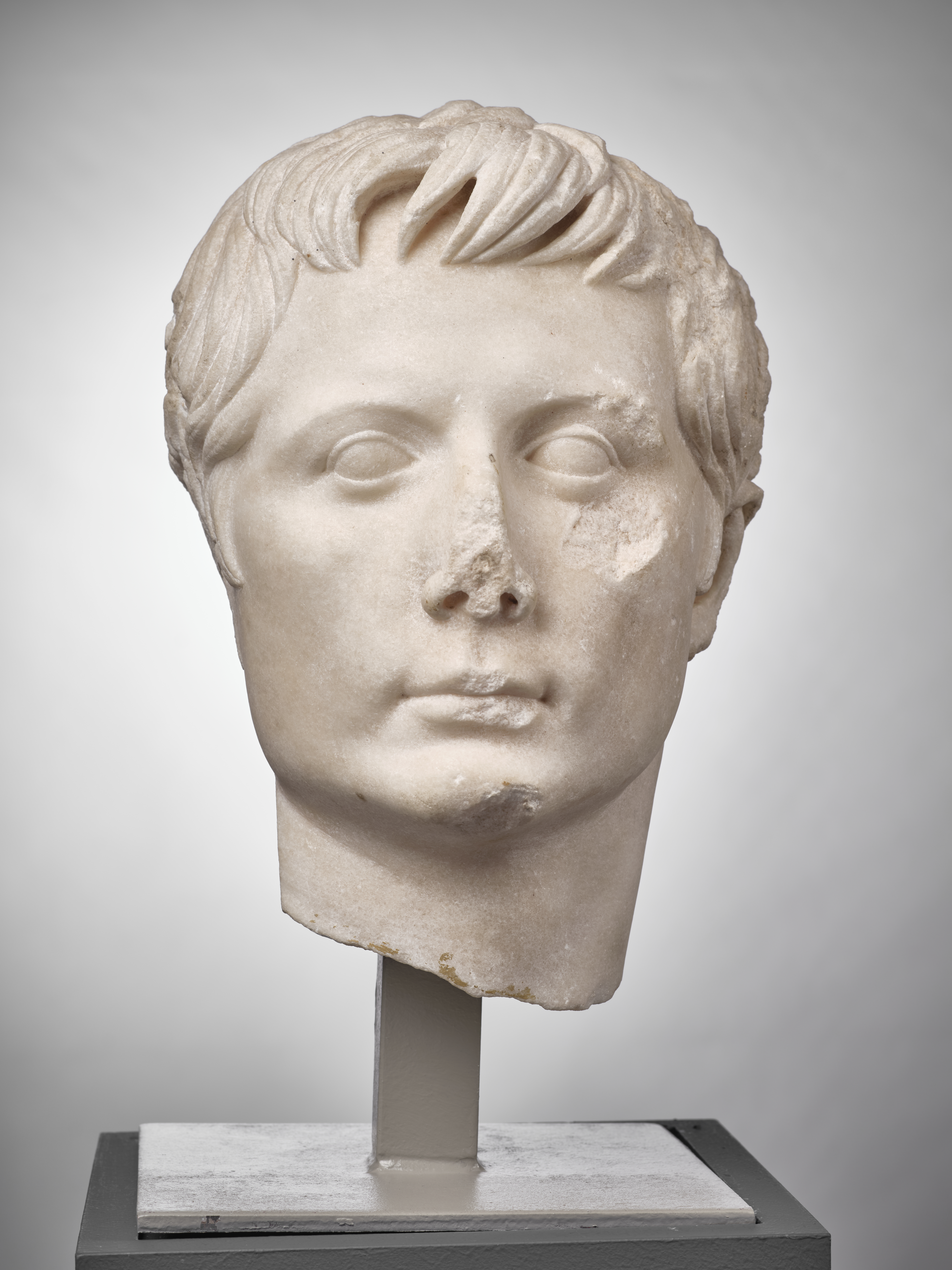
Ritratto di Augusto (Tolosa, Museo Saint-Raymond)

Iniziato alla vita civile, si distinse come difensore e accusatore in numerosi processi giudiziari. Fra il 26 a.C. e il 25 a.C. difese davanti ad Augusto il re Archelao di Cappadocia, gli abitanti di Tralle e i Tessali; furono i rapporti di suo padre con gli abitanti di Tralle e i possibili legami di clientela di Archelao con Tiberio Nerone a promuovere il patrocinato del giovane Tiberio. Intervenne in Senato anche a favore di due città d'Asia e dell'isola di Chio. Nel 25 a.C. Augusto decise di inviare in Spagna i sedicenni Tiberio e Marcello, in qualità di tribuni militari, per introdurli ai soldati e alla vita militare. Lì i due giovani, che Augusto vedeva come suoi possibili successori, parteciparono alle fasi iniziali della guerra cantabrica, portata a termine, nel 19 a.C., da Marco Vipsanio Agrippa. Entrambi i giovani presiedettero ai ludi castrenses per celebrare la vittoria.
Un anno più tardi, nel 24 a.C., all'età di diciotto o diciannove anni, Tiberio fu nominato questore, in anticipo di cinque anni rispetto al tradizionale cursus honorum delle magistrature. In tale capacità, Tiberio supervisionò le forniture di grano in occasione di una carestia, impressionando Augusto e preparando il terreno a quest'ultimo, nel 22 a.C., per l'assunzione della cura annonae. Nel frattempo fu anche incaricato di condurre le ispezioni negli ergastula, prigioni sotterranee in cui venivano rinchiusi uomini liberi, i cui padroni si erano resi odiosi a tutta la popolazione dell'Italia. Nel 22 a.C., Tiberio, che poteva già vantare diversi successi in campo oratorio, agì come accusatore di Fannio Cepione, che aveva cospirato con Lucio Licinio Varrone Murena contro Augusto, assicurandone la condanna.
Nell'inverno del 21-20 a.C. Augusto ordinò al ventunenne Tiberio di condurre un esercito legionario, reclutato in Macedonia e Illirico, e di muovere in Oriente, verso l'Armenia. Dopo la sconfitta di Marco Antonio e la caduta del sistema che egli aveva imposto in Oriente, esso era infatti tornato sotto l'influenza dei Parti, che favorirono l'ascesa al trono di Artaxias II. Augusto ordinò dunque a Tiberio di scacciare Artaxias, di cui gli Armeni filoromani chiedevano la deposizione, e imporre sul trono il fratello minore Tigrane, di tendenze filoromane. I Parti, spaventati dall'avanzata delle legioni romane, scesero a compromessi e sottoscrissero una pace con lo stesso Augusto, giunto intanto in Oriente da Samo, restituendo le insegne e i prigionieri di cui si erano impossessati dopo la vittoria su Marco Licinio Crasso nella battaglia di Carre del 53 a.C.. Ugualmente, anche la situazione armena si risolse prima dell'arrivo di Tiberio e del suo esercito grazie al trattato di pace tra Augusto e il sovrano partico Fraate IV: il partito filoromano poté prendere il sopravvento e alcuni agenti inviati da Augusto eliminarono Artaxias. Al suo arrivo, dunque, Tiberio non dovette far altro che incoronare Tigrane, che prese il nome di Tigrane III, come re cliente, in una cerimonia pacifica e solenne, tenutasi davanti agli occhi delle legioni romane. Sarebbe stato inoltre Tiberio in persona a ricevere le insegne perdute di Crasso.

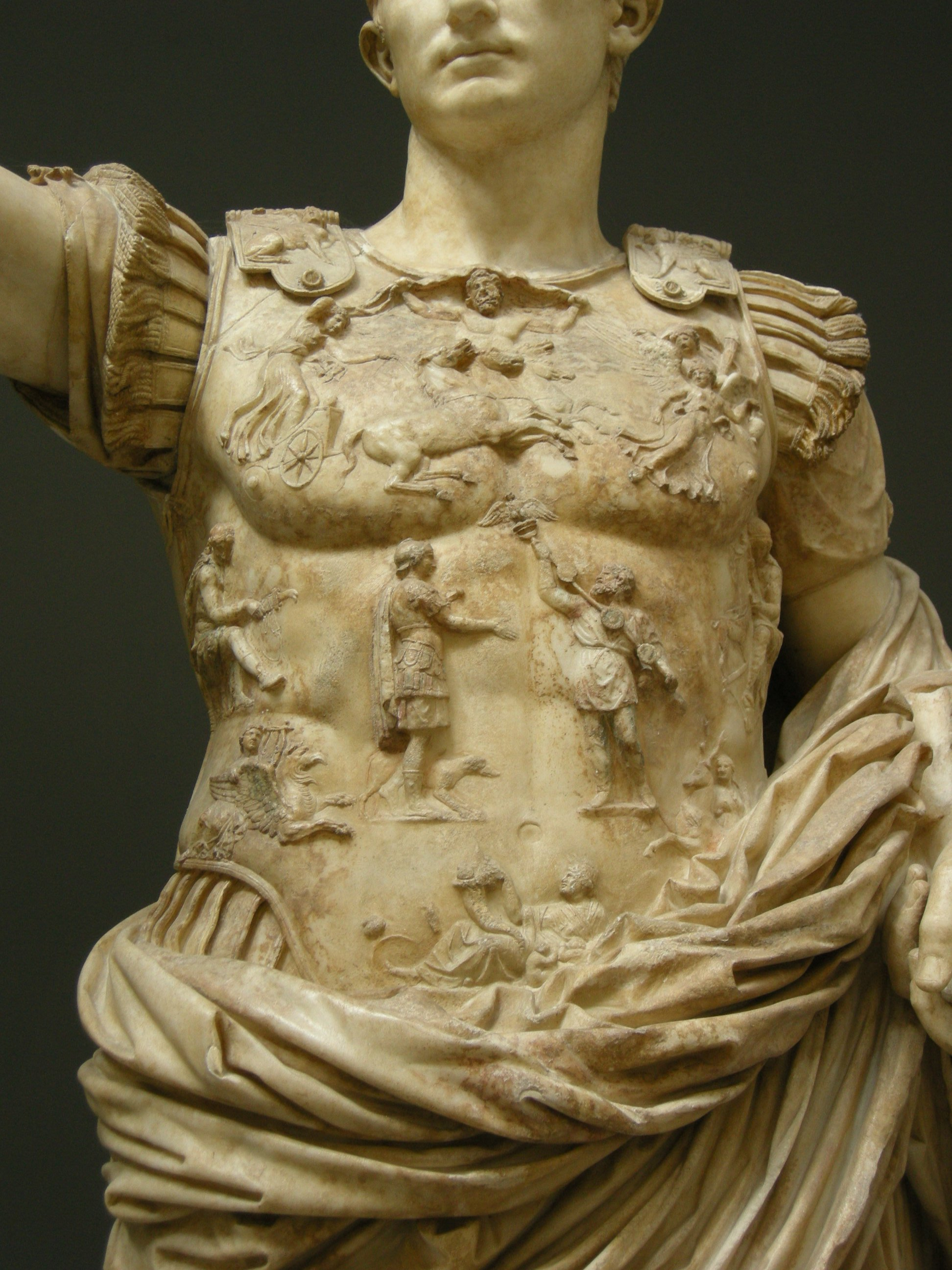
Torso dell'Augusto loricato, detto "di Prima Porta". Il rilievo sulla corazza rappresenta la scena della consegna delle insegne legionarie di Marco Licinio Crasso da parte del re dei Parti, Fraate IV, a un generale romano, forse Tiberio, accompagnato da un cane. Le figure ai lati rappresenterebbero quindi le province di Germania e Pannonia, conquistate dallo stesso Tiberio tra il 12 e l'8 a.C.

Al suo ritorno a Roma, il giovane generale fu celebrato con grandi feste e con la costruzione di monumenti in suo onore, mentre Ovidio, Orazio e Properzio scrissero composizioni in versi per celebrarne l'impresa. Il merito della vittoria spettò comunque ad Augusto, quale comandante in capo dell'esercito: egli fu infatti proclamato imperator per la nona volta, poté annunciare in Senato il vassallaggio dell'Armenia senza tuttavia decretarne l'annessione e scrisse infine nelle sue Res gestae divi Augusti:
(Augusto, Res gestae divi Augusti, 27.)
 Nel 19 a.C. fu conferito a Tiberio il rango di ex pretore, con la concessione degli ornamenta praetoria, ed egli poté dunque sedere in Senato, tra gli ex praetores; inoltre, nel 17 a.C., Tiberio fu eletto per la carica di praetor urbanus.

#### Rezia, Illirico e Germania (16-7 a.C.)

##### Rezia e Vindelicia

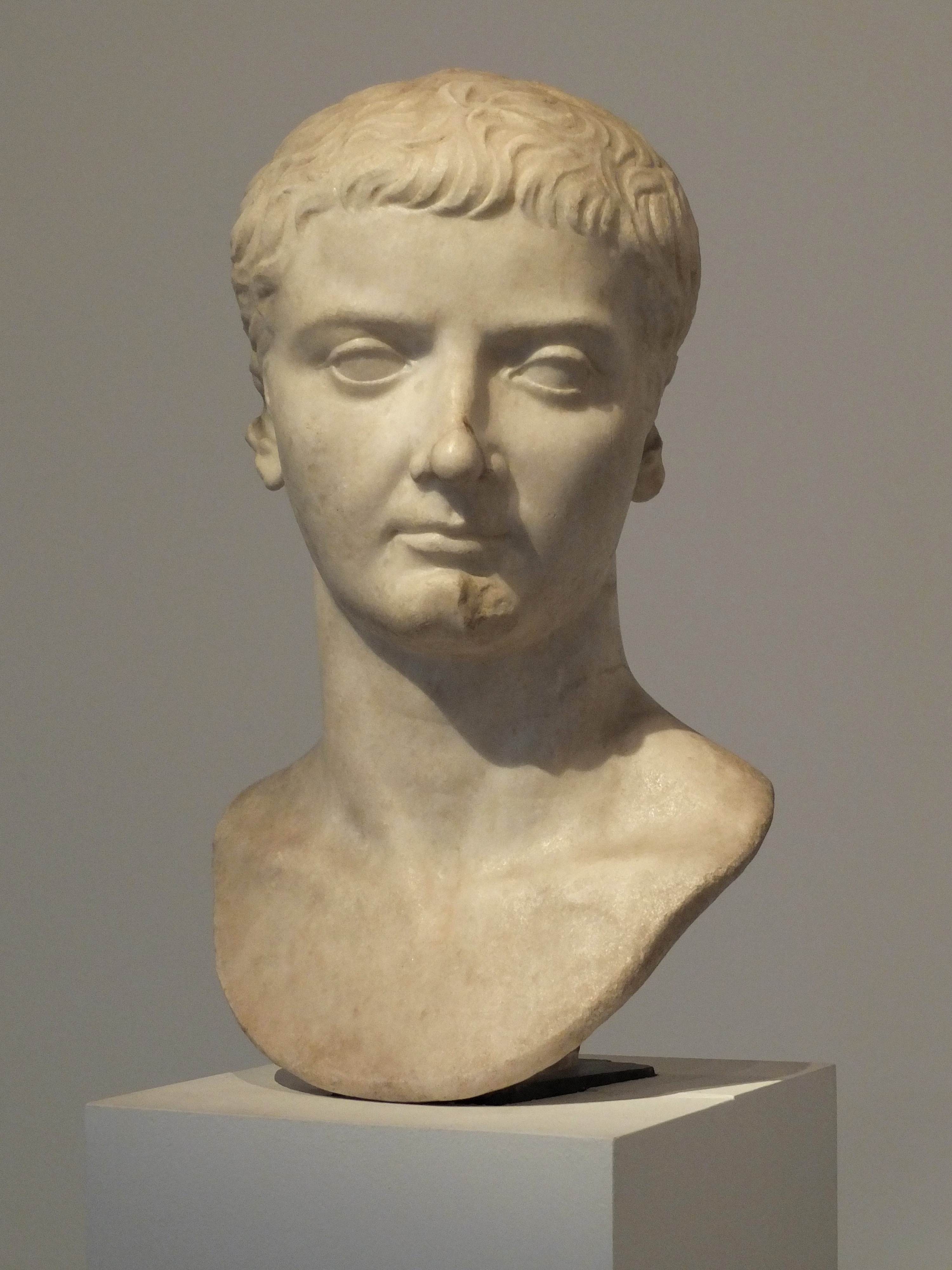
Busto di Tiberio appartenente al secondo tipo ritrattistico, creato forse nel 11 a.C. circa per commemorare il matrimonio con Giulia maggiore (Roma, Musei Capitolini)

Nel 16 a.C. Tiberio accompagnò Augusto in Gallia Comata, dove trascorse i tre anni successivi, fino al 13 a.C., per assisterlo nell'organizzazione e governo delle province galliche. Il princeps fu accompagnato dal figliastro anche in una campagna punitiva oltre il Reno, presumibilmente dopo il 29 giugno dello stesso anno, contro le tribù dei Sigambri e dei loro alleati, Tencteri e Usipeti, che nell'inverno del 17-16 a.C. avevano causato la sconfitta del proconsole Marco Lollio e la parziale distruzione della legio V Alaudae e la perdita delle insegne legionarie.
Nel 15 a.C. Tiberio, insieme al fratello Druso, probabilmente in qualità di legatus o di proconsole, condusse una campagna contro i Reti, stanziati tra il Norico e la Gallia, e i Vindelici. Druso aveva già in precedenza scacciato dal territorio italico i Reti, resisi colpevoli di numerose scorrerie, ma Augusto decise di inviare anche Tiberio affinché la situazione fosse definitivamente risolta. I due, nel tentativo di accerchiare il nemico attaccandolo su due fronti senza lasciargli vie di fuga, progettarono una grande "operazione a tenaglia" che misero in pratica anche grazie all'aiuto dei loro generali. Tiberio e Druso sconfissero i Reti in una serie di battaglie, deportando i maschi adulti e lasciandosi alle spalle abbastanza uomini per popolare le terre conquistate ma non abbastanza da permettere di ribellarsi; Tiberio si mosse probabilmente da Vindonissa lungo la valle del Reno, finché il 1º agosto non riportò una vittoria decisiva, ma è possibile che la campagna sia proseguita sino al 14 a.C., quando Tiberio sconfisse i Vindelici sul lago di Costanza. Questi successi permisero ad Augusto di sottomettere le popolazioni dell'arco alpino fino al Danubio, e gli valsero una nuova acclamazione imperatoria.. Su una montagna vicina al Principato di Monaco, presso l'attuale La Turbie, venne eretto il Trofeo di Augusto, per commemorare la pacificazione delle Alpi da un estremo all'altro e ricordare i nomi di tutte le tribù sottomesse.

##### Dall'Illirico alla Macedonia, alla Tracia

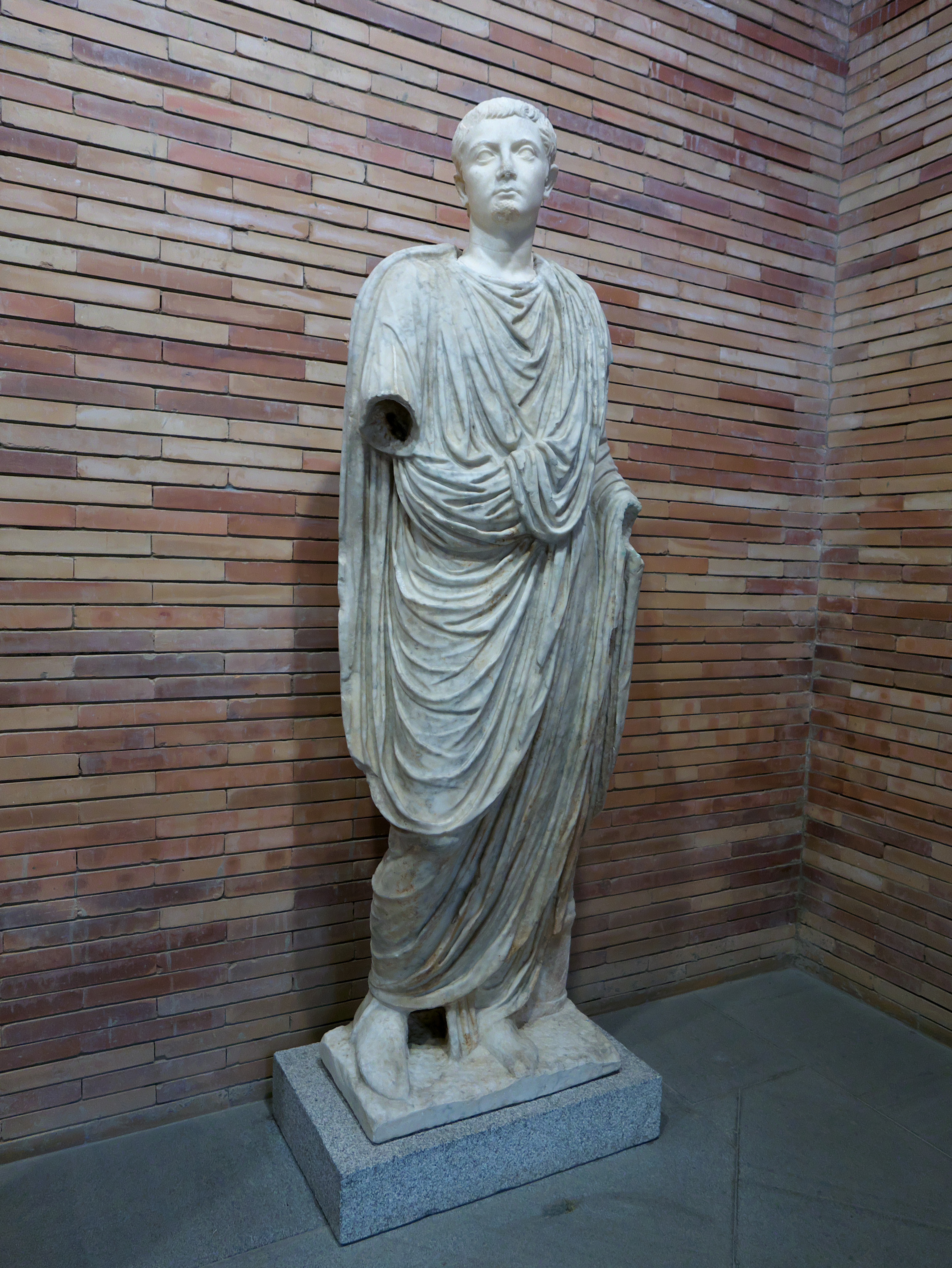
Statua togata di Tiberio (Museo nazionale di arte romana, Merida)

Nel 13 a.C. Tiberio fu nominato console assieme a Publio Quintilio Varo, e fu incaricato di organizzare le celebrazioni per il ritorno di Augusto dalla Gallia. Durante i giochi, Tiberio posizionò il giovane Gaio Cesare, nipote e figlio adottivo di Augusto, di fianco al princeps, col disappunto di quest'ultimo, che giudicava un simile gesto prematuro. Nel 12 a.C. fu inviato da Augusto nell'Illirico: Agrippa, infatti, che aveva a lungo combattuto contro le popolazioni ribelli della Pannonia, morì appena tornato in Italia. La notizia della morte del generale provocò una nuova ondata di ribellioni tra le genti sconfitte da Agrippa, in particolare Dalmati e Breuci, e Augusto assegnò al figliastro il compito di pacificarle.
Tiberio, assunto il comando dell'esercito nel 12 a.C., sgominò le forze nemiche e attuò una politica di durissima repressione contro gli sconfitti; grazie alla sua abilità strategica e all'astuzia che dimostrò poté ottenere una vittoria totale nel giro di soli quattro anni, avvalendosi dell'aiuto di generali esperti come Marco Vinicio, governatore della Macedonia e Lucio Calpurnio Pisone. Nel 12 a.C. sottomise i pannoni Breuci, avvalendosi dell'aiuto fornitogli dalla tribù degli Scordisci. Privò i suoi nemici delle armi e vendette come schiavi la maggior parte dei loro giovani, dopo averli deportati, misure estremamente dure forse adottate per incutere timore negli altri popoli locali, e ottenne da Augusto gli ornamenta triumphalia.
L'11 a.C. vide Tiberio impegnato prima contro i Dalmati, che si erano nuovamente ribellati, e poco dopo ancora contro i Pannoni che avevano approfittato della sua assenza per ribellarsi nuovamente. Il giovane generale fu dunque notevolmente impegnato nel combattere contemporaneamente contro più popoli nemici e fu costretto più volte a spostarsi da un fronte all'altro, dalla costa dalmata e il fiume Sava. Nel 10 a.C. i Daci si spinsero oltre il Danubio, effettuando gravi razzie nei territori di Pannoni e Dalmati. Questi ultimi, dunque, vessati anche dai tributi imposti loro da Roma, si ribellarono nuovamente. Tiberio, che si era recato in Gallia insieme ad Augusto al principio dell'anno, fu così costretto a far ritorno sul fronte illirico, per affrontarli e batterli ancora una volta. Al termine dell'anno poté finalmente fare ritorno a Roma insieme al fratello Druso e ad Augusto.

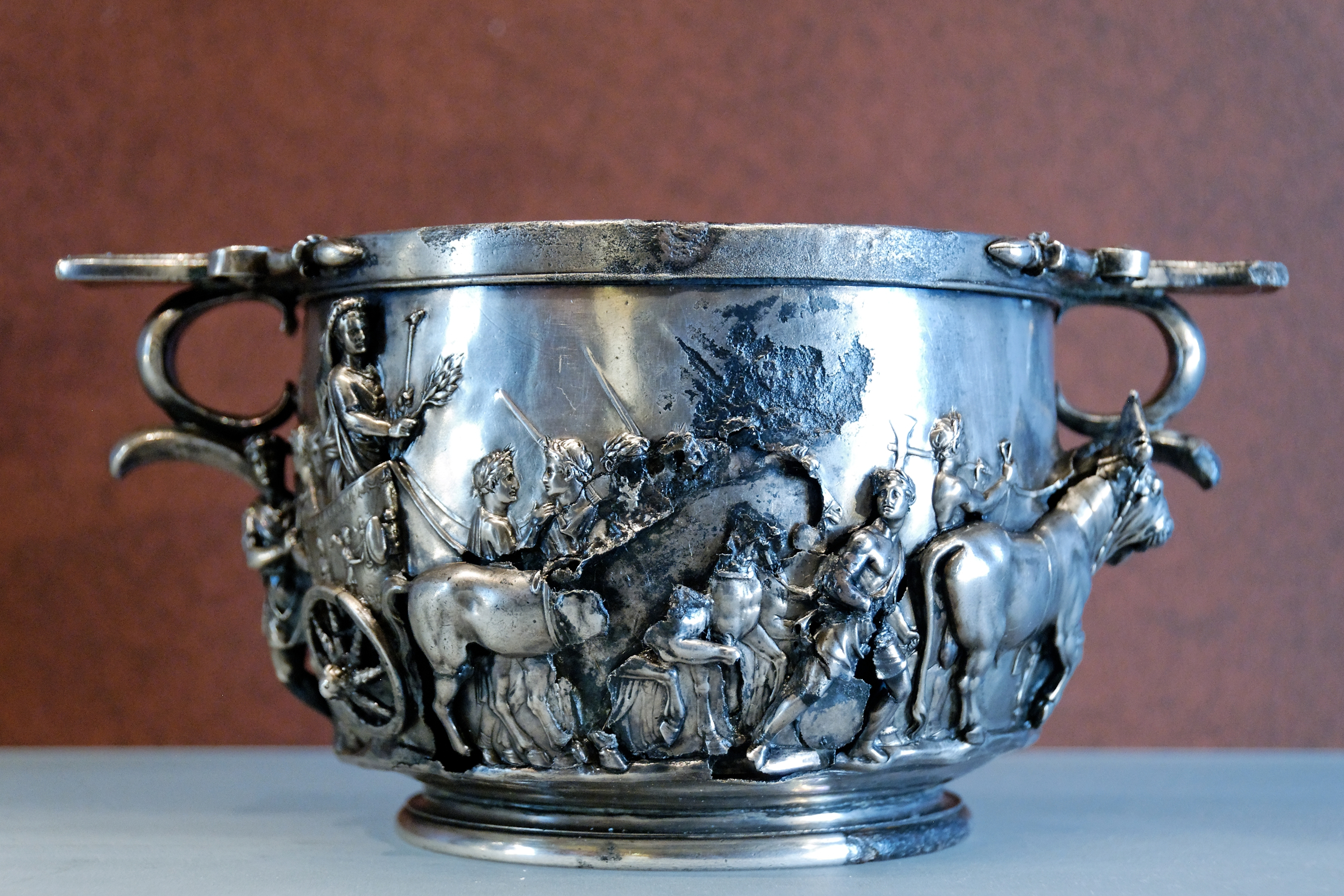
Coppa di Boscoreale, con scena del trionfo di Tiberio (Parigi, Museo del Louvre)

Conclusasi la lunga campagna, anche la Dalmazia, ormai definitivamente inglobata nello Stato romano e avviata al processo di romanizzazione, fu affidata come provincia imperiale al diretto controllo di Augusto: era infatti necessario che vi fosse stanziato permanentemente un esercito pronto a respingere eventuali assalti lungo i confini e a reprimere possibili nuove rivolte. Augusto, tuttavia, evitò in un primo momento di ufficializzare la salutatio imperatoria che i legionari avevano tributato a Tiberio e si rifiutò di tributare al figliastro anche la cerimonia del trionfo, contro il parere che il Senato aveva espresso.
A Tiberio fu comunque concesso di percorrere la via Sacra su un carro ornato delle insegne trionfali e un'ovazione, celebrata forse il 16 gennaio del 9 a.C.: si trattò di un uso del tutto nuovo che, sebbene inferiore al festeggiamento del trionfo vero e proprio, costituiva comunque un notevole onore. Nell'estate del 9 a.C. Tiberio soppresse un'altra rivolta dei Dalmati e dei Pannoni. Recatosi a Ticinum ad incontrare Augusto e Livia, Tiberio fu avvisato che il fratello Druso, mentre si trovava sulle rive dell'Elba a combattere contro le popolazioni germaniche, era caduto da cavallo fratturandosi il femore.
Tiberio accorse in Germania, dove si trovava Druso, dopo aver percorso, in un giorno solo, circa centottantadue miglia. Druso, alla notizia dell'arrivo del fratello, ordinò che le legioni lo accogliessero degnamente, e spirò più tardi tra le sue braccia. Fu dunque lo stesso Tiberio a condurre il corteo funebre che riportò la salma di Druso a Roma, precedendo tutti a piedi. A Roma, pronunciò una laudatio funebris per il fratello defunto nel Foro.

##### Germania
Negli anni 8-7 a.C. Tiberio si recò nuovamente, mandato da Augusto, in Germania per continuare l'opera iniziata dal fratello Druso e combattere le popolazioni germaniche, dopo la sua prematura scomparsa. Attraversò dunque il Reno e le tribù dei barbari, spaventate, con l'eccezione dei Sigambri, avanzarono proposte di pace, ma ricevettero tuttavia un netto rifiuto, in quanto sarebbe stato inutile concludere una pace senza l'adesione dei pericolosi Sigambri stessi; quando anch'essi inviarono degli uomini, Tiberio li fece massacrare e deportare, forse presso Castra Vetera e Novaesium. Per i risultati ottenuti in Germania, Tiberio e Augusto guadagnarono nuovamente l'acclamazione a imperator e Tiberio poté celebrare il trionfo nel 7 a.C., il primo trionfo celebrato da un membro della famiglia di Augusto dai tempi di Azio, inteso anche per promuovere Tiberio stesso come il nuovo Agrippa; inoltre, fu designato console per il 7 a.C. Poté dunque portare a termine l'opera di consolidamento del potere romano sulla regione costruendo numerosi forti, tra cui quelli di Oberaden e Haltern, ed espandendo dunque l'influenza romana fino al fiume Weser.

### Allontanamento dalla vita politica (6 a.C.-4 d.C.)
Perseguendo gli interessi politici della famiglia, Tiberio nell'11 a.C. dopo la morte di Agrippa era stato costretto da Augusto a divorziare dalla prima moglie, Vipsania Agrippina, figlia di Marco Vipsanio Agrippa, che aveva sposato probabilmente nel 20 a.C. o nel 19 a.C. e da cui aveva avuto un figlio, Druso minore, nel 14 a.C., sposò dunque Giulia maggiore, figlia dello stesso Augusto e quindi sua sorellastra, vedova dello stesso Agrippa. Tiberio era sinceramente innamorato della prima moglie Vipsania e se ne allontanò con grande rammarico; il sodalizio con Giulia, vissuto dapprima con concordia e amore, si guastò ben presto, dopo la morte del figlio ancora infante che era nato loro ad Aquileia. Il carattere di Tiberio, particolarmente riservato, si contrapponeva inoltre a quello licenzioso di Giulia, circondata da numerosi amanti.
Nel 6 a.C. Augusto decise di rinnovare l'imperium proconsulare maius di Tiberio e di conferirgli la tribunicia potestas (potestà tribunizia) per cinque anni: essa rendeva sacra e inviolabile la persona di Tiberio, e conferiva inoltre il diritto di veto. In questo modo Augusto sembrava voler avvicinare a sé il figliastro e poteva inoltre porre un freno all'esuberanza dei giovani nipoti, Gaio e Lucio Cesare, figli di Agrippa e Giulia, che aveva adottato e che apparivano come i favoriti nella successione.
Malgrado questo onore, Tiberio decise di ritirarsi dalla vita politica e abbandonare la città di Roma, per andarsene in un volontario esilio sull'isola di Rodi, che lo aveva affascinato fin dai giorni in cui vi era approdato, di ritorno dall'Armenia. Tiberio stesso in seguito giustificò la sua partenza sostenendo che non voleva essere d'intralcio ai giovani nipoti d'Augusto, ma comunque le motivazioni dietro questo gesto strano e improvviso hanno generato molto dibattito fra gli antichi e fra i moderni. Questa scelta causò scalpore, poiché Tiberio la prese proprio nel momento in cui stava ottenendo numerosi successi, mentre si trovava nel mezzo della giovinezza e in piena salute. Augusto e Livia tentarono inutilmente di trattenerlo; il princeps arrivò addirittura a parlare della questione in Senato. Tiberio, in risposta, decise di smettere di mangiare e rimase a digiuno per quattro giorni, fino a quando non gli fu concesso di lasciare l'Urbe per recarsi dove desiderava.

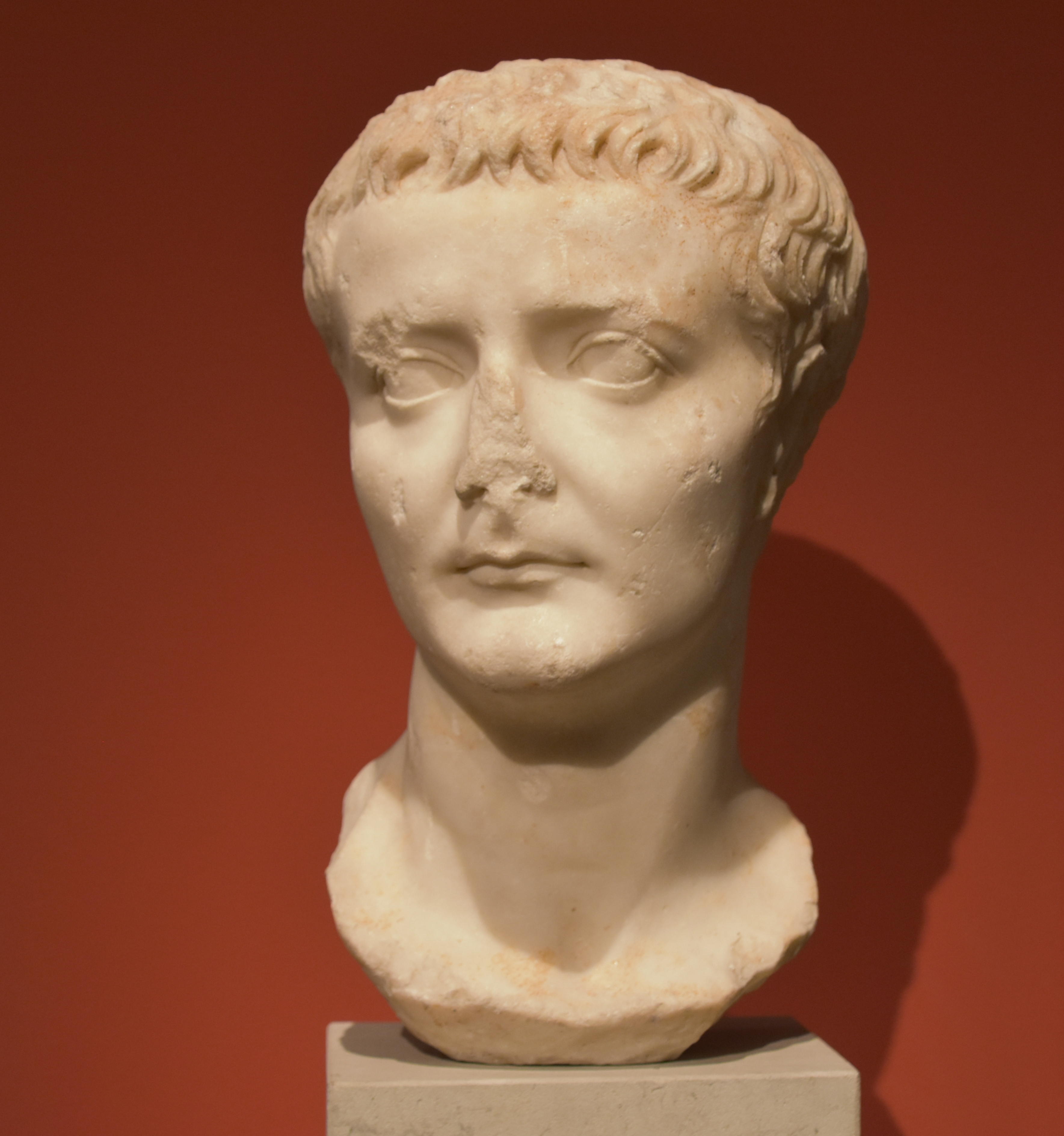
Busto di Tiberio appartenente al terzo tipo ritrattistico, celebrante forse l'adozione da parte di Augusto (Berlino, Altes Museum)

Per tutto il periodo della sua permanenza a Rodi (per quasi otto anni), Tiberio mantenne un atteggiamento sobrio e defilato, evitando di porsi al centro dell'attenzione o di prender parte alle vicende politiche dell'isola: se non in un unico caso, infatti, non fece mai uso dei poteri di cui era stato investito. Quando, tuttavia, nell'1 a.C. smise di goderne, decise di chiedere il permesso di rivedere i suoi parenti: stimava infatti che, seppure partecipe delle vicende politiche, non avrebbe più potuto in alcun modo mettere a repentaglio il primato di Gaio e Lucio Cesare. Ricevette tuttavia un rifiuto. Decise allora di fare appello alla madre, che tuttavia non poté ottenere altro che Tiberio venisse nominato legato di Augusto a Rodi, e che dunque la sua disgrazia fosse almeno in parte celata.
Si rassegnò così a continuare a vivere come un privato cittadino, timoroso e sospetto, evitando tutti coloro che venivano a fargli visita sull'isola, dove frequentò l'astrologo Trasillo, che gli predisse che sarebbe stato richiamato a Roma per essere nominato ufficialmente erede di Augusto. Di contro, nel suo periodo rodiese, non disdegnò comunque ne di coltivare i suoi interessi letterari e filosofici, frequentando conferenze e prendendo parte a discussioni con dotti greci, ne di assecondare le proprie passioni ludiche e sportive, al punto da partecipare e vincere la gara con la quadriga per i Giochi olimpici svoltisi, con maggiore probabilità, nel 4 a.C. Nel 2 a.C. la moglie Giulia fu condannata all'esilio sull'isola di Ventotene e il suo matrimonio con lei fu di conseguenza annullato da Augusto: Tiberio, per quanto contento della notizia, cercò di dimostrarsi magnanimo nei confronti di Giulia, nel tentativo di riconquistare la stima di Augusto, o forse conscio che, con l'allontanamento di Giulia, la sua posizione a Roma sarebbe stata ancora più precaria. Nell'1 a.C. decise di far visita a Gaio Cesare che era appena giunto a Samo, dopo che Augusto gli aveva conferito l'imperium proconsolare e lo aveva incaricato di compiere una missione in Oriente dove, morto Tigrane III, il problema armeno si era riaperto. Tiberio lo onorò mettendo da parte ogni rivalità e umiliandosi ma Gaio, spinto dall'amico Marco Lollio, fermo oppositore di Tiberio, lo trattò con distacco.
Soltanto nell'1 d.C., dopo sette anni dalla sua partenza, a Tiberio fu concesso di fare ritorno a Roma, grazie anche all'intercessione della madre Livia, ponendo fine a quello che aveva smesso di essere un esilio volontario. Gaio Cesare, che, infatti, si era allontanato da Lollio, decise di acconsentire al ritorno; Augusto, che aveva rimesso la questione nelle mani del nipote, lo richiamò così in patria, facendogli però giurare che non si sarebbe interessato in alcun modo al governo dello Stato.

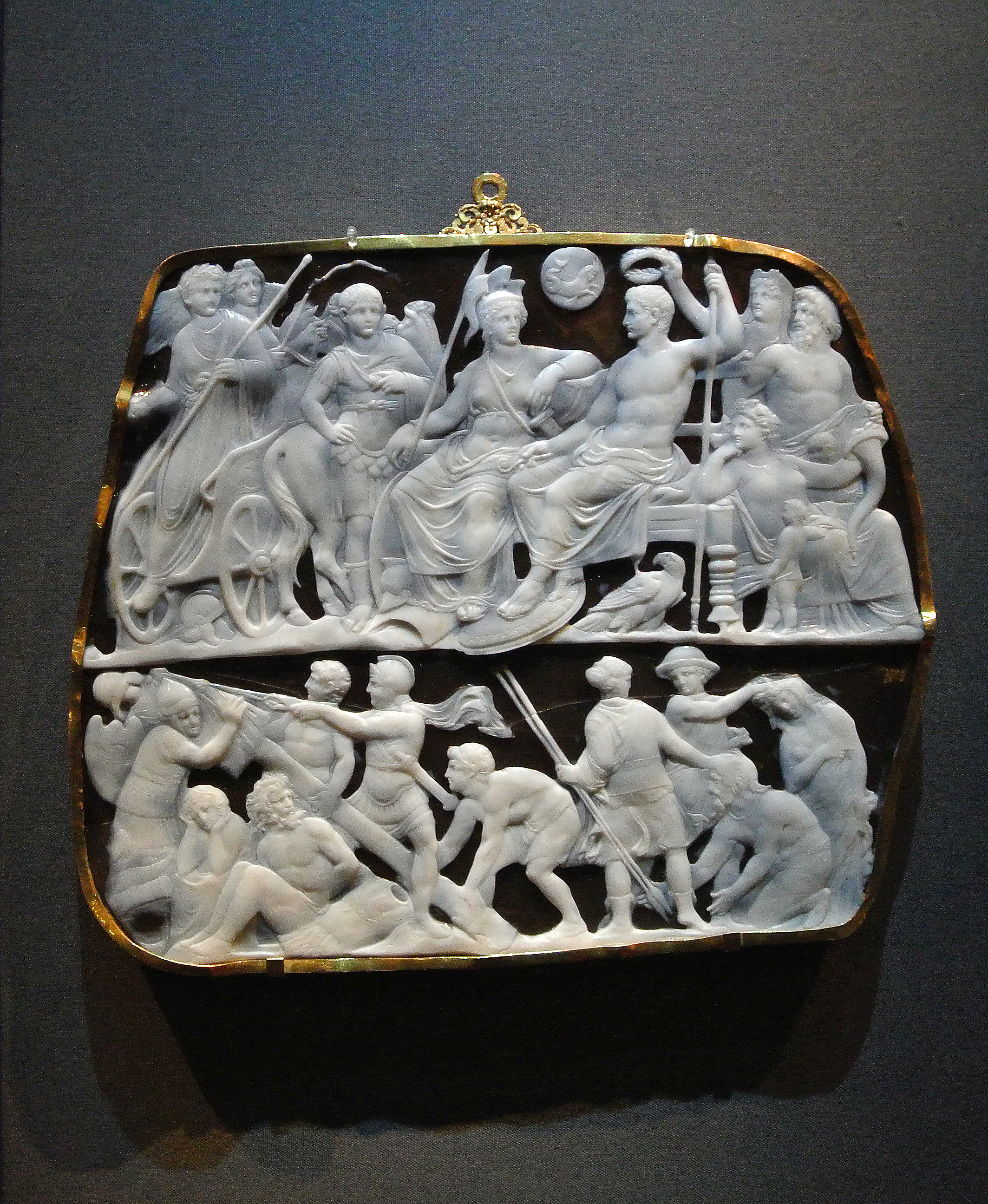
La gemma augustea; sul registro superiore, da sinistra e destra, Tiberio, Germanico e Augusto (Vienna, Kunsthistorisches Museum)

A Roma, intanto, i giovani nobiles che sostenevano i due Cesari avevano sviluppato un forte sentimento di odio verso Tiberio e continuavano a vederlo come un ostacolo all'ascesa di Gaio Cesare. Qualcuno, durante un banchetto, aveva promesso a Gaio Cesare che, se l'avesse ordinato, sarebbe andato a Rodi a uccidere Tiberio, e molti altri nutrivano lo stesso proposito. Al suo ritorno nell'Urbe Tiberio dovette dunque agire con grande cautela, senza mai abbandonare il proposito di riacquisire il prestigio e l'influenza che aveva perduto nell'esilio di Rodi.
Proprio quando la loro popolarità aveva raggiunto i massimi livelli, Lucio e Gaio Cesare morirono, rispettivamente nel 2 e nel 4, non senza che si sospettasse che Livia Drusilla avesse avuto qualche ruolo nella loro morte: il primo si era misteriosamente ammalato, mentre il secondo era stato colpito a tradimento in Armenia, mentre discuteva con i nemici una proposta di pace. Tiberio, che al suo ritorno aveva lasciato la sua vecchia casa per trasferirsi nei giardini di Mecenate (dei quali resta oggi il cosiddetto Auditorium, fatto forse decorare con pitture di giardino proprio da Tiberio) e aveva evitato in ogni modo di partecipare alla vita pubblica, fu adottato da Augusto insieme all'ultimo figlio di Giulia maggiore, Agrippa Postumo. Augusto, sotto giuramento, dichiarò che adottava Tiberio per il bene dello Stato.
Il princeps lo costrinse però ad adottare a sua volta il nipote Germanico Giulio Cesare, figlio del fratello Druso Maggiore, sebbene Tiberio avesse già un figlio, concepito dalla prima moglie, Vipsania, di nome Druso minore e più giovane di un anno soltanto. L'adozione di Tiberio, che prese il nome di Tiberio Giulio Cesare, fu celebrata il 26 giugno del 4 con grandi festeggiamenti e Augusto ordinò che si distribuisse alle truppe oltre un milione di sesterzi. Il ritorno di Tiberio al potere supremo dava, infatti, non solo al Principato una naturale stabilità, continuità e una concordia interna, ma nuovo slancio alla politica augustea di conquista e gloria all'esterno dei confini imperiali.

### Nuovi successi militari (4-12)

#### In Germania (4-6)
d'Italia e in tutte le province della Gallia, per quanto sono estese, gli uomini, rivedendo il loro vecchio generale, un Cesare per meriti e virtù prima ancora che di nome, si felicitavano, ciascuno, più calorosamente con se stessi che con lui. E poi le lacrime di gioia che alla sua vista sgorgavano dagli occhi dei soldati, e lo slancio e l'esultanza veramente straordinaria nel salutarlo, e il desiderio di toccargli una mano, senza che potessero trattenersi dall'aggiungere: Ti vediamo, generale? Ti abbiamo ancora con noi sano e salvo? E subito dopo: lo, comandante, sono stato con te in Armenia, io in Rezia, io sono stato decorato da te in Vindelicia, io in Pannonia, io in Germania, sono cose, queste, che né a parole potrebbero dirsi né forse sarebbero credute.»
(Velleio Patercolo, II.105; trad. di Renzo Nuti)

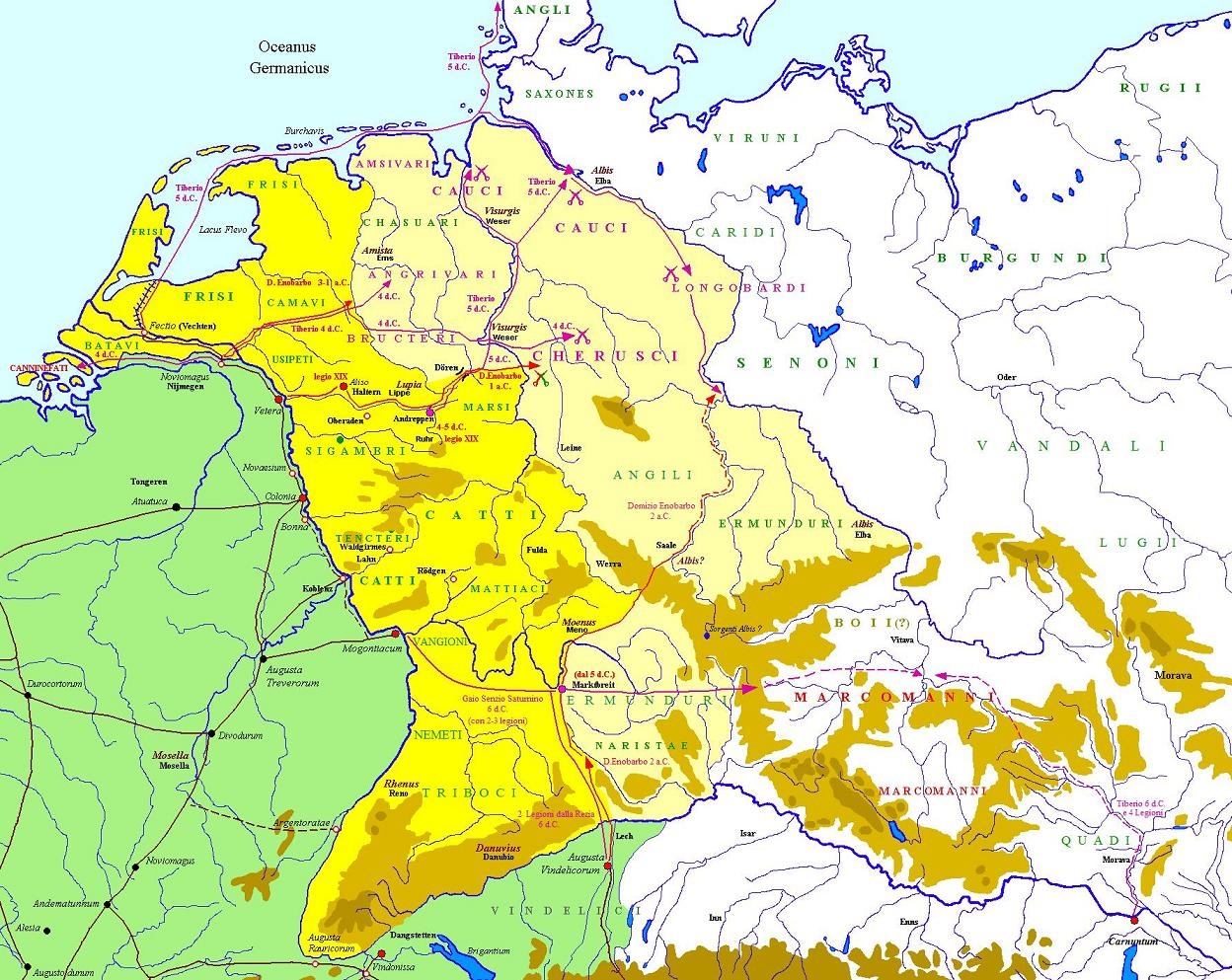
Le campagne di Tiberio e del suo legato, Gaio Senzio Saturnino, in Germania nel 4 - 6

Subito dopo la sua adozione, Tiberio fu nuovamente investito dell'imperium proconsolare e della tribunicia potestas e inviato da Augusto in Germania, poiché i precedenti generali (Lucio Domizio Enobarbo, legato dal 3 all'1 a.C., e Marco Vinicio dall'1 al 3) non erano riusciti a espandere ulteriormente la zona d'influenza romana rispetto alle conquiste che Druso maggiore aveva portato a termine tra il 12 e il 9 a.C. Tiberio desiderava inoltre riacquistare il favore delle truppe dopo un decennio di assenza.
Dopo un trionfale viaggio durante il quale fu più volte festeggiato dalle legioni che già aveva comandato in precedenza, Tiberio giunse in Germania, dove, nel corso di due campagne svolte tra il 4 e il 5, occupò in modo permanente, con nuove azioni militari, tutte le terre della zona settentrionale e centrale comprese tra i fiumi Reno ed Elba. Nel 4 sottomise Canninefati, Cattuari e Bructeri, e riportò sotto il dominio romano i Cherusci, che se ne erano sottratti. Alla fine riuscì a svernare nel cuore della Germania, probabilmente alle foci del Lippe. Assieme al legato Gaio Senzio Saturnino, decise di avanzare ancora di più nel territorio germanico per superare il fiume Weser, e organizzò nel 5 una grande operazione che prevedeva l'impiego delle forze terrestri e della flotta proveniente dal Mare del Nord: poté così stringere in una morsa i Longobardi assieme a Cimbri, Cauci e Senoni, che furono costretti a deporre le armi e ad arrendersi al potere di Roma. Augusto e Tiberio guadagnarono così un'altra salutatio imperatoria.
L'ultimo atto necessario era quello di occupare anche la parte meridionale della Germania, ovvero la Boemia dei Marcomanni di Maroboduo, al fine di completare il progetto di annessione e portare il confine dal fiume Reno all'Elba. Tiberio aveva progettato un complesso piano d'attacco che prevedeva l'impiego di numerose legioni, quando scoppiò una grande rivolta in Dalmazia e Pannonia, che fermò dunque l'avanzata di Tiberio e del suo legato Senzio Saturnino in Moravia. La campagna, progettata come una "manovra a tenaglia", costituiva infatti una grande operazione strategica in cui gli eserciti di Germania (2-3 legioni), Rezia (2 legioni) e Illirico (4-5 legioni) dovevano riunirsi in un punto convenuto e sferrare l'ultimo attacco. Lo scoppio della rivolta dalmato-pannonica, però, impediva che le legioni dell'Illirico raggiungessero la Germania, e c'era inoltre il rischio che Maroboduo si alleasse ai ribelli per marciare contro Roma: Tiberio, dunque, quando era a pochi giorni di marcia dal territorio nemico, concluse in fretta un trattato di pace con il capo marcomanno, e si diresse al più presto in Illirico.

#### Nell'Illirico (6-9)

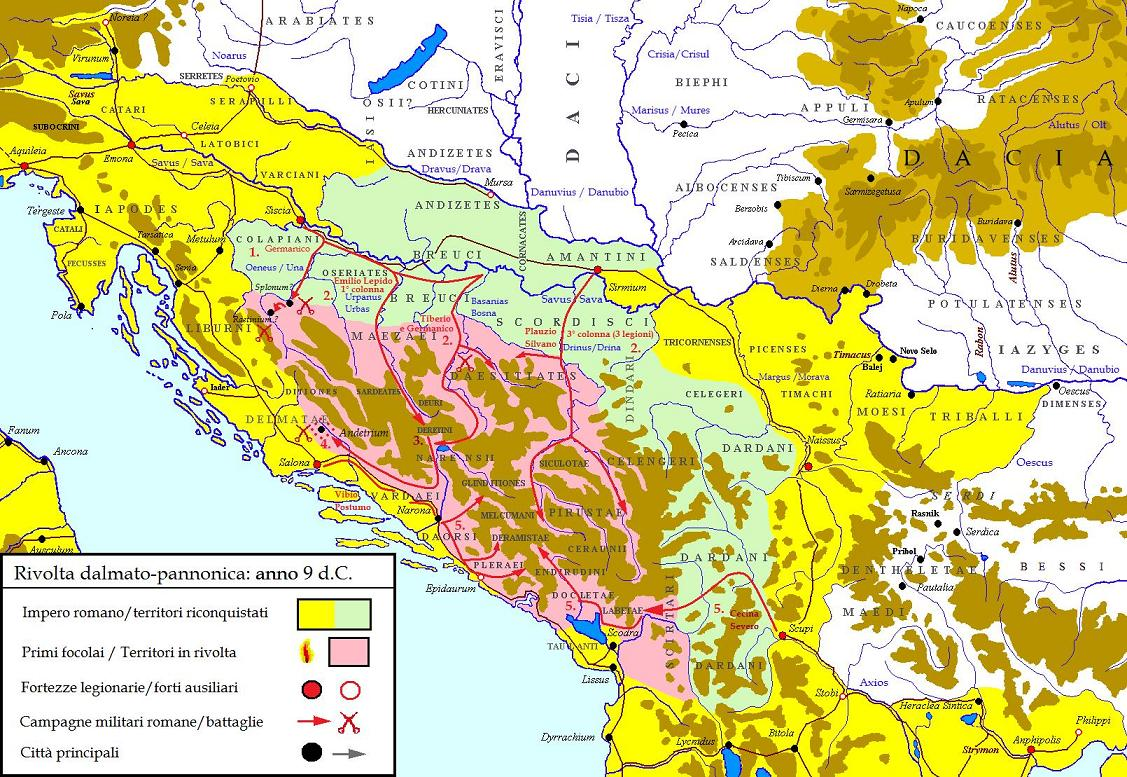
La campagna di Tiberio in Illirico nel 9

Dopo un quindicennio di relativa tranquillità, nel 6 l'intero settore dalmato-pannonico riprese le armi contro il potere di Roma: la causa della nuova insurrezione era il malgoverno dei magistrati inviati da Roma a gestire le province, che erano state vessate mediante l'imposizione di gravosi tributi. Inoltre, probabilmente, a causare lo scoppio della rivolta fu la resistenza locale ad una romanizzazione eccessivamente veloce. L'insurrezione ebbe inizio nella zona sudorientale dell'Illirico, fra il popolo dei dalmati Desiziati, comandati da un certo Batone, a cui si unirono le tribù dei pannoni Breuci, sotto il comando di un certo Pinnes e di un secondo Batone. Poiché si temeva che i ribelli avrebbero invaso l'Italia, un'ondata di panico investì Roma e la penisola, e lo stesso Augusto annunciò in Senato che il nemico sarebbe giunto a Roma nel giro di dieci giorni.
Con il timore di altre ribellioni ovunque nell'Impero, il reperimento delle reclute diventò problematico, tanto da dover essere utilizzata la "ferma" obbligatoria e nuove tassazioni per far fronte a una simile emergenza. Le forze messe in campo dai Romani furono tanto ingenti, come dai tempi delle guerre annibaliche o cimbriche di Gaio Mario non si ricordava: dieci legioni e oltre ottanta unità ausiliarie, pari a circa cento/centoventimila armati.
Tiberio mandò avanti i suoi luogotenenti perché sbarrassero la strada ai nemici nel caso avessero deciso di marciare contro l'Italia: Marco Valerio Messalla Messallino riuscì a sconfiggere un esercito di 20 000 uomini e si asserragliò a Siscia, mentre Aulo Cecina Severo difese la città di Sirmium (Sirmio) evitandone la caduta, e respinse Batone il Pannone presso il fiume Drava. Tiberio giunse sul teatro della guerra sul finire dell'anno, quando gran parte del territorio, con l'eccezione di poche piazzeforti, era nelle mani dei ribelli, e anche la Tracia era scesa in guerra a fianco dei Romani. Probabilmente nello stesso periodo giunsero dall'Italia dei rinforzi guidati da Germanico in qualità di questore; al suo seguito si trovava Velleio Patercolo.
Tramite precise azioni strategiche, Tiberio riuscì a circondare i ribelli inviati a prendere Siscia presso il Mons Claudius. Da Sirmio, dunque, Cecina e Marco Plauzio Silvano condussero cinque legioni verso Siscia, sconfiggendo le forze congiunte dei ribelli nella battaglia delle paludi Volcee. Tiberio separò subito le forze che aveva a disposizione (dieci legioni, settanta coorti di ausiliari, quattordici unità di cavalleria, diecimila veterani), probabilmente consapevole che un sostenere un simile esercito sarebbe stato difficile e inutilmente dispendioso. L'esercito, suddiviso in unità più piccole, inflisse ripetute sconfitte ai nemici, ristabilendo l'egemonia romana sulla valle della Sava e consolidando le conquiste ottenute mediante la costruzione di alcuni forti. In previsione dell'inverno, dunque, separò nuovamente le legioni, inviandole a presidiare i confini, e trattenendone cinque con sé a Siscia. Tiberio stesso scortò le legioni di Silvano a Sirmium nell'inverno fra il 7 e l'8.
Nell'8 Tiberio riprese le manovre militari e accettò la resa, in agosto, di Batone il Pannone, che consegnò Pinnes ai Romani, per poi venire catturato e giustiziato per ordine Batone il Dalmata, che prese il comando anche delle forze dei Pannoni. Tuttavia Silvano, poco più tardi, riuscì a sconfiggere gli stessi pannoni Breuci, che erano stati tra i primi popoli a ribellarsi. Alla fine dello stesso anno, Tiberio si recò a Roma a fare rapporto ad Augusto. In primavera Tiberio giunse a Roma; Augusto andò incontro al figlio adottivo nel suburbio, e l'ingresso del generale in città fu celebrato con le solennità dell'adventus: Tiberio fece il suo ingresso a Roma vestito con la toga praetexta e coronato d'alloro, si sedette nei Saepta Iulia di fianco ad Augusto e in mezzo ai due consoli, e dopo aver salutato il popolo guidò la processione ai templi.
Nel 9 Tiberio riprese le ostilità suddividendo in tre colonne l'esercito e ponendosi assieme a Germanico alla guida di una di esse. Mentre i suoi luogotenenti spegnevano gli ultimi residui focolari di ribellione, egli si addentrò nel territorio dalmata alla ricerca del capo ribelle Batone il Dalmata: ricongiuntosi con la colonna guidata dal nuovo legato Marco Emilio Lepido, lo raggiunse nella città di Andretium, dove il ribelle si arrese ponendo fine, dopo quattro anni, al conflitto. Per la vittoria, Tiberio fu insignito ancora una volta del titolo di imperator e ottenne il trionfo, che celebrò tuttavia solo più tardi, mentre a Germanico furono concessi gli ornamenta triumphalia.

#### Ancora in Germania (10-12)

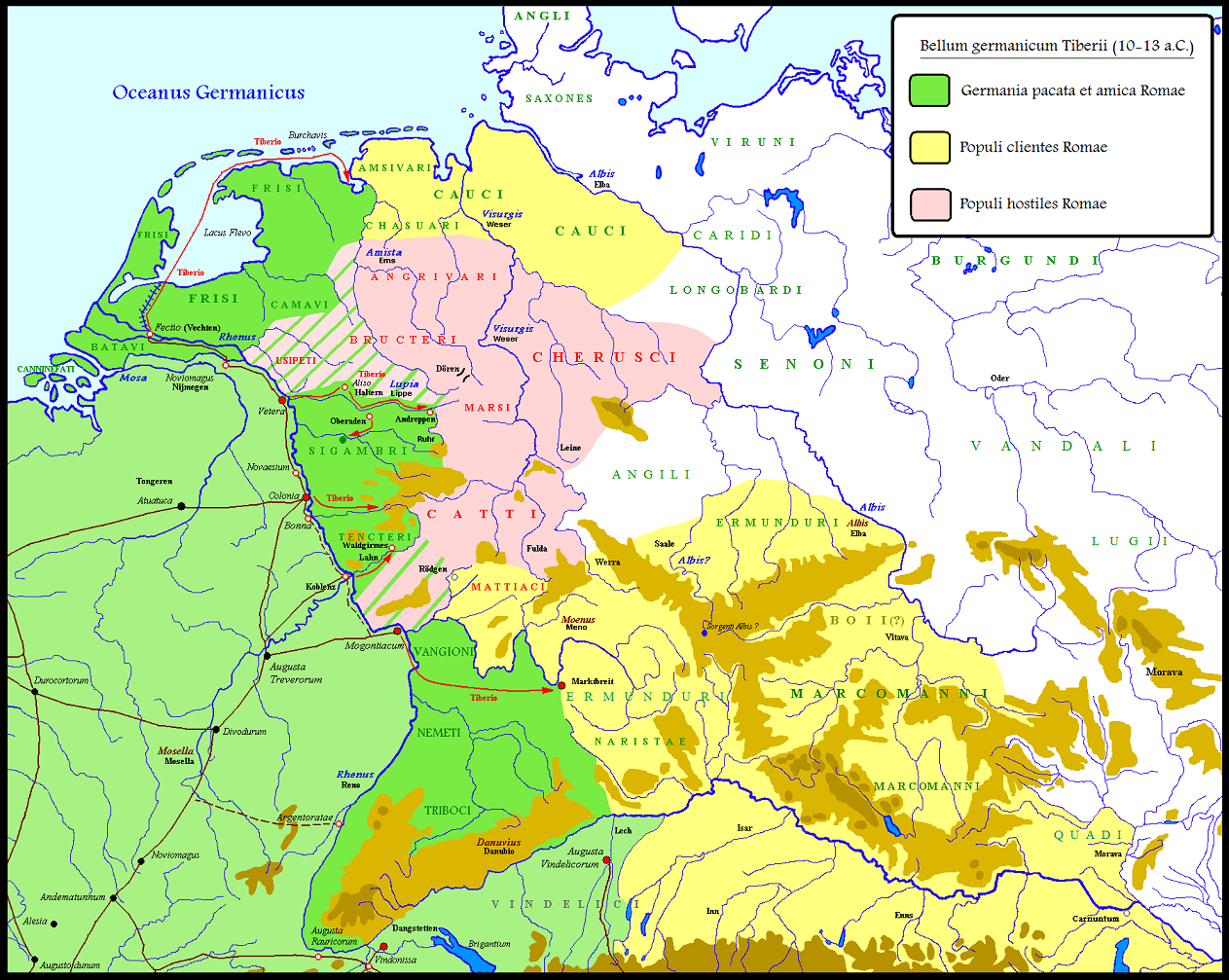
Campagne di Tiberio del 10-12 d.C. In rosa la coalizione germanica, anti-romana. In verde scuro, i territori mantenuti sotto il "diretto" controllo romano, in giallo quelli "clienti" (come i Marcomanni di Maroboduo).

Nel 9, dopo che Tiberio aveva brillantemente sconfitto i ribelli dalmati, l'esercito romano di stanza in Germania, guidato da Publio Quintilio Varo, fu attaccato e sconfitto in un'imboscata da un esercito germanico guidato da Arminio mentre attraversava la selva di Teutoburgo. Tre legioni, costituite dagli uomini più esperti e addestrati, furono totalmente annientate, e le conquiste romane oltre il Reno andarono perdute, poiché rimasero del tutto prive di un esercito di guarnigione che le custodisse. Augusto, inoltre, temeva che dopo una simile disfatta romana Galli e Germani, alleatisi, marciassero contro l'Italia; fondamentale perché questo timore potesse risultare vano fu l'apporto del sovrano dei Marcomanni Maroboduo, che tenne fede ai patti stipulati con Tiberio nel 6 e rifiutò l'alleanza con Arminio. Tiberio, pacificato l'Illirico, tornò a Roma, dove decise di posticipare la celebrazione del trionfo che gli era stato tributato in modo tale da rispettare il lutto imposto per la disfatta di Varo.
Il popolo avrebbe comunque desiderato che prendesse un soprannome, come Pannonico, Invitto o Pio, che ricordasse le sue grandi imprese; Augusto, tuttavia, respinse le richieste rispondendo che un giorno avrebbe preso anch'egli l'appellativo di Augusto, e poi, nel 10, dopo che Tiberio condusse una leva straordinaria per sopperire alle perdite di Teutoburgo, lo inviò sul Reno, per evitare che il nemico germanico attaccasse la Gallia e che le province appena pacificate potessero rivoltarsi nuovamente ancora una volta in cerca dell'indipendenza. Giunto in Germania, Tiberio poté constatare la gravità della disfatta di Varo e delle sue conseguenze, che impedivano di progettare una nuova riconquista delle terre che andavano fino all'Elba.
Adottò, dunque, una condotta particolarmente prudente, prendendo ogni decisione assieme al consiglio di guerra ed evitando di far ricorso, per la trasmissione di messaggi, a uomini del luogo come interpreti; sceglieva allo stesso modo con cura i luoghi in cui erigere gli accampamenti, in modo tale da fugare qualsiasi pericolo di rimanere vittima di una nuova imboscata; mantenne, infine, tra i legionari una disciplina ferrea, punendo in modo estremamente rigoroso tutti coloro che trasgredivano i suoi rigidi ordini. In questo modo poté ottenere numerose vittorie e confermare il confine lungo il fiume Reno, mantenendo fedeli a Roma i popoli germanici, tra cui Batavi, Frisi e Cauci, che abitavano quei luoghi.

### La successione (12-14)
armi alla mano, per impadronirsene.»
(Velleio Patercolo, II.123; trad. di Renzo Nuti)

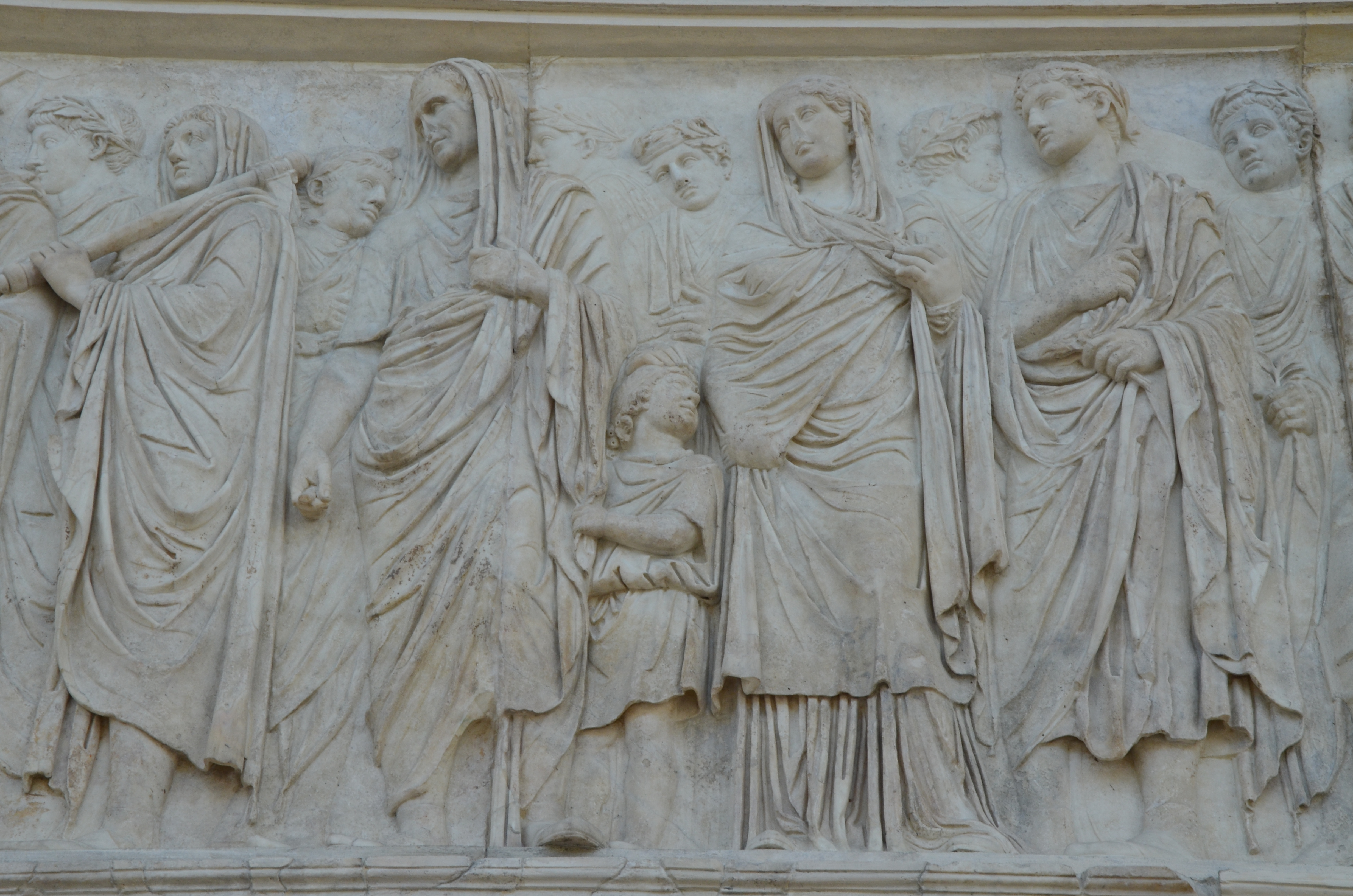
La processione della famiglia di Augusto sul lato sud dell'Ara Pacis; Tiberio è stato identificato come il primo personaggio maschile in primo piano a partire da destra

La successione fu una delle più grandi preoccupazioni della vita di Augusto, spesso affetto da malattie che avevano fatto più volte temere una sua morte prematura. Il princeps aveva sposato nel 42 a.C. Clodia Pulcra, figliastra di Antonio, ma l'aveva ripudiata l'anno successivo (41 a.C.), per sposare prima Scribonia e, poco dopo, Livia Drusilla. Per alcuni anni Augusto sperò di avere come erede il nipote Marco Claudio Marcello, figlio di sua sorella Ottavia, che fece sposare con sua figlia Giulia, nel 25 a.C.
Marcello però morì ancora in giovanissima età due anni più tardi. Augusto costrinse allora Agrippa a sposare la giovanissima Giulia, scegliendo dunque come successore il fidato amico, cui attribuì l'imperium proconsolare e la tribunicia potestas. Nel 17 a.C. Augusto adottò i figli di Agrippa, Gaio e Lucio. Tuttavia anche Agrippa morì prima di Augusto, nel 12 a.C., mentre si distinguevano per le loro imprese Druso, favorito dello stesso Augusto, e Tiberio, al quale il princeps diede la figlia Giulia in sposa. Lucio e Gaio morirono anch'essi in giovane età, rispettivamente nel 2 e nel 4 per una malattia e una ferita, anche se ci fu chi sospettò un coinvolgimento di Livia.
Augusto, dunque, non poté che adottare Tiberio, assieme all'altro discendente diretto di sesso maschile ancora in vita, il figlio di Agrippa, Agrippa Postumo, che però appariva brutale e del tutto privo di buone qualità, nonché, forse, pericolosamente esposto alle influenze dei vecchi sostenitori di Gaio e Lucio, e che infine fu mandato al confino nell'isola di Pianosa. Secondo Svetonio, tuttavia, Augusto, per quanto affezionato al figliastro, ne biasimava spesso alcuni aspetti, ma scelse comunque di adottarlo per più motivi:
(Svetonio, Tiberio, 21; trad. di Felice Dessì, Vite dei Cesari, BUR.)

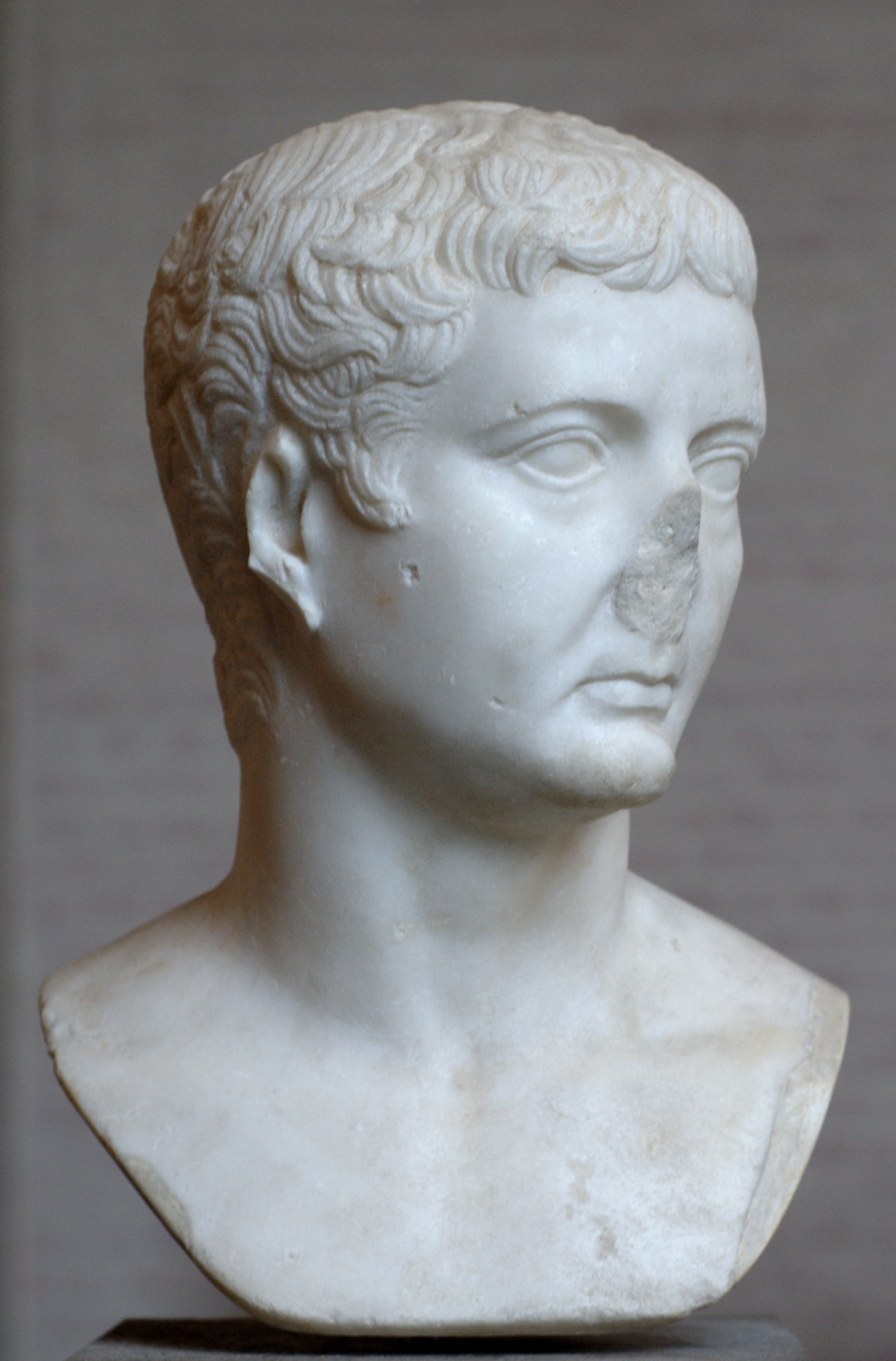
Busto di Tiberio appartenente al quarto tipo ritrattistico, celebrante forse le sue vittorie nell'Illirico e il suo trionfo (Monaco di Baviera, Gliptoteca)

Tiberio, dunque, dopo aver portato a termine le operazioni in Germania, celebrò in Roma il trionfo per la campagna in Dalmazia e Pannonia nell'ottobre del 12, in occasione del quale si prostrò pubblicamente di fronte ad Augusto, e ottenne nel 13 il rinnovo della tribunicia potestas e l'imperium proconsulare maius, titoli che ne completavano di fatto la successione, elevandolo al rango effettivo di coreggente, insieme allo stesso Augusto, che preservava però una maggiore auctoritas: poteva, dunque, amministrare le province, comandare gli eserciti, ed esercitare pienamente il potere esecutivo. Tuttavia già dal momento della sua adozione Tiberio aveva iniziato a prendere parte attiva al governo dello Stato, coadiuvando il patrigno nella promulgazione delle leggi e nell'amministrazione. Inoltre, chi era rimasto vicino a Tiberio durante il periodo della sua eclissi politica fu premiato: i Fasti iniziarono a riempirsi di nomi di persone affiliate a Tiberio, fra cui Lucilio Longo, console suffetto nel 7, che aveva accompagnato Tiberio a Rodi, mentre Sulpicio Quirinio fu nominato legato in Siria.
Nel 14, Augusto, ormai prossimo alla morte, chiamò a sé Tiberio sull'isola di Capri. Lì si decise che Tiberio si sarebbe nuovamente recato in Illirico per dedicarsi alla riorganizzazione amministrativa della provincia; i due ripartirono assieme per Roma, ma Augusto, colto da un improvviso malore, fu costretto a fermarsi nella sua villa di Nola, l'Octavianum, mentre Tiberio proseguì per l'Urbe e partì poi per l'Illirico, com'era stato concordato. Proprio mentre si avvicinava alla provincia Tiberio fu urgentemente richiamato indietro perché il patrigno, che non si era più potuto spostare da Nola, era ormai in fin di vita. L'erede poté giungere da Augusto e i due tennero assieme ancora un ultimo colloquio, prima che il principe morisse (il 19 agosto). Secondo altre versioni, invece, Tiberio giunse a Nola quando Augusto era già morto. Tiberio, vestito a lutto di nero, rimase vicino al corpo di Augusto e lo scortò a Roma, dove giunse nel giro di due settimane.
Poco dopo l'annuncio della morte di Augusto, giunse anche la notizia del misterioso assassinio di Agrippa Postumo da parte del centurione addetto alla sua custodia; Tiberio sostenne con forza la sua totale estraneità dell'omicidio e volle render conto del fatto al Senato, ma secondo Tacito fu convinto da Livia e da Sallustio Crispo, che aveva trasmesso l'ordine al centurione di custodia ad Agrippa, a lasciar cadere la questione. Nel 16 uno schiavo di Postumo, Clemente, si spacciò per il proprio padrone, ma fu fatto uccidere in segreto da Tiberio. Temendo inoltre eventuali attentati alla sua persona, Tiberio si attribuì una scorta militare, e, giunto a Roma da Nola, convocò il Senato perché si discutesse delle onoranze funebri da rendere ad Augusto e se ne leggesse il testamento: egli lasciava come eredi del suo patrimonio Tiberio e Livia (che assumeva il nome di Augusta), ma assegnava numerosi donativi anche al popolo di Roma e ai legionari che militavano negli eserciti. I senatori decisero allora di tributare solenni onoranze funebri al princeps defunto; Tiberio stesso tenne la laudatio, mentre il corpo fu cremato nel Campo Marzio. Il 17 settembre, Augusto fu divinizzato.

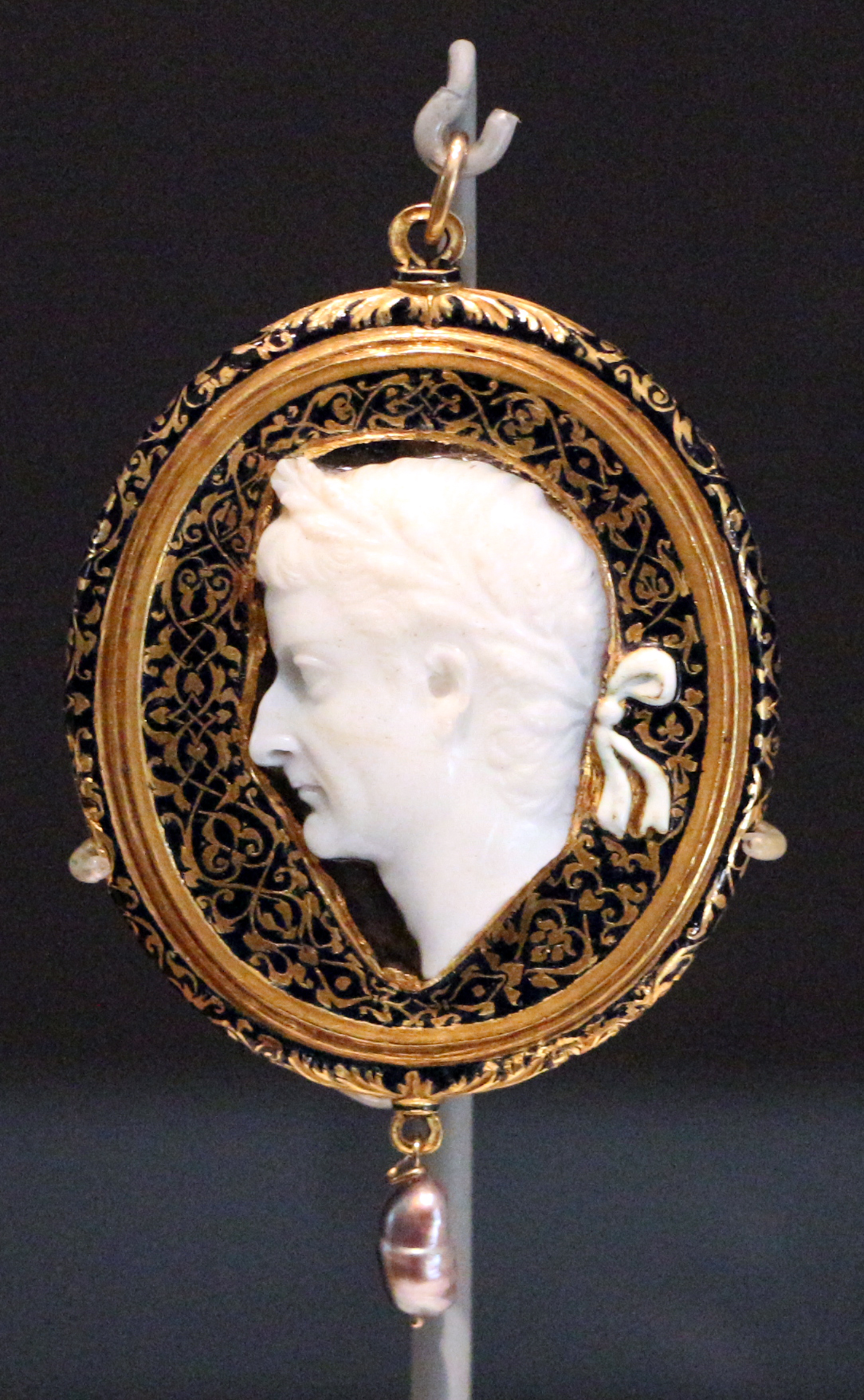
Cammeo su montatura moderna raffigurante testa laureata di Tiberio (Art Institute of Chicago)

I senatori dunque iniziarono a rivolgere preghiere a Tiberio perché assumesse il ruolo e il titolo che era stato di suo padre, e guidasse dunque lo Stato romano; Tiberio oppose resistenza alle richieste dei senatori, secondo Tacito per il suo disgusto per il potere assoluto e per il suo desiderio di esercitare il proprio ruolo in forma collegiale, mentre secondo Svetonio come una manifestazione della sua ipocrisia. Tiberio lamentò la propria infermità fisica, rimproverando a chi lo incitava a prendere il potere di non sapere quale bestia mostruosa fosse l'impero, nonché ribadendo la sua inferiorità ad Augusto; avendo aiutato il padre adottivo nel decennio precedente, infatti, egli si dichiarò consapevole quanto fosse difficile esercitare il potere assoluto, suggerendo di assegnare il potere a più individui. Non capendo le intenzioni di Tiberio, i senatori protestarono rumorosamente; Tiberio rispose facendo recitare le statistiche stilate da Augusto circa le dimensioni dell'impero, proponendo subito dopo una divisione in tre parti dello Stato. Il senatore Gaio Asinio Gallo gli chiese dunque quale parte preferisse; dopo che Tiberio dichiarò che un solo uomo non poteva dividere e scegliere allo stesso tempo, Gallo spiegò che il motivo della sua domanda era quello di provare che era impossibile proporre una divisione dello Stato. Tiberio oppose ancora resistenza, suscitando l'irritazione dei senatori; qualcuno gridò 'O accetti, o rifiuti!', qualcun altro gli disse in faccia che, se alcuni erano lenti a mantenere ciò che avevano promesso, lui era lento a promettere ciò che già teneva. Alla fine Tiberio accettò l'offerta dei senatori, prima di irritarne gli stessi animi, lasciando tuttavia aperta la possibilità che un giorno si sarebbe liberato del suo incarico. Non c'è tuttavia accordo sui motivi che spinsero Tiberio a temporeggiare, se egli fosse sincero nella sua riluttanza e sinceramente intenzionato a ritirarsi a vita privata, spinto da degli ideali di stampo Repubblicano, oppure se invece fosse frutto di una premeditata strategia, forse suggerita dallo stesso Augusto, o ancora motivata dalla rivolta delle legioni sul Reno o dalle congiure di Clemente e di Libone Druso.

### Il principato (14-37)

#### Ilprincepse Germanico (14-19)
Dopo la seduta del Senato del 17 settembre del 14, dunque, Tiberio divenne il successore di Augusto alla guida dello Stato romano, mantenendo la tribunicia potestas e l'imperium proconsulare maius insieme agli altri poteri di cui aveva usufruito Augusto, e assumendo il titolo di princeps. Rimase imperatore per quasi ventitré anni, fino alla sua morte, nel 37. Il suo primo atto fu quello di ratificare la divinizzazione di suo padre adottivo, Augusto (divus Augustus), come in precedenza era stato fatto con Gaio Giulio Cesare, confermandone inoltre il lascito ai soldati.
Fin dall'inizio del suo principato, Tiberio si trovò a dover convivere con l'incredibile prestigio che Germanico, il figlio di suo fratello, Druso maggiore, che egli stesso aveva adottato per ordine di Augusto, andava acquisendo presso tutto il popolo di Roma. Questi, pur con numerose difficoltà, riuscì a tenere a bada le legioni sul Reno all'indomani della morte di Augusto, e a terminare le sue campagne sul fronte settentrionale, dove riuscì a recuperare due delle tre Aquile legionarie perdute nella battaglia di Teutoburgo.. Per quanto le fonti suggeriscano che Tiberio fosse geloso, o temesse il figlio adottivo, Germanico fu onorato ampiamente nel complesso delle commemorazioni dinastiche, includendolo nei gruppi statuari nella posizione più importante, alla sua destra, lo elogiò in Senato quando giunse la notizia che la rivolta sul Reno era stata domata, propose per il figlio adottivo un'acclamazione imperatoria, gli concesse il trionfo (durante il quale distribuì alla popolazione un grande donativo di sesterzi in nome del figlio), lo fece console assieme a lui nel 18 e gli conferì l'imperium proconsulare maius quando si trattò di affidargli uno speciale compito in Oriente, in seguito ad una crisi in Armenia. Allo stesso tempo, Tiberio nominò governatore della Siria Gneo Calpurnio Pisone, che era stato collega nel consolato dello stesso imperatore nel 7 a.C., il quale credette di essere stato spedito in Siria per tenere sotto controllo Germanico.

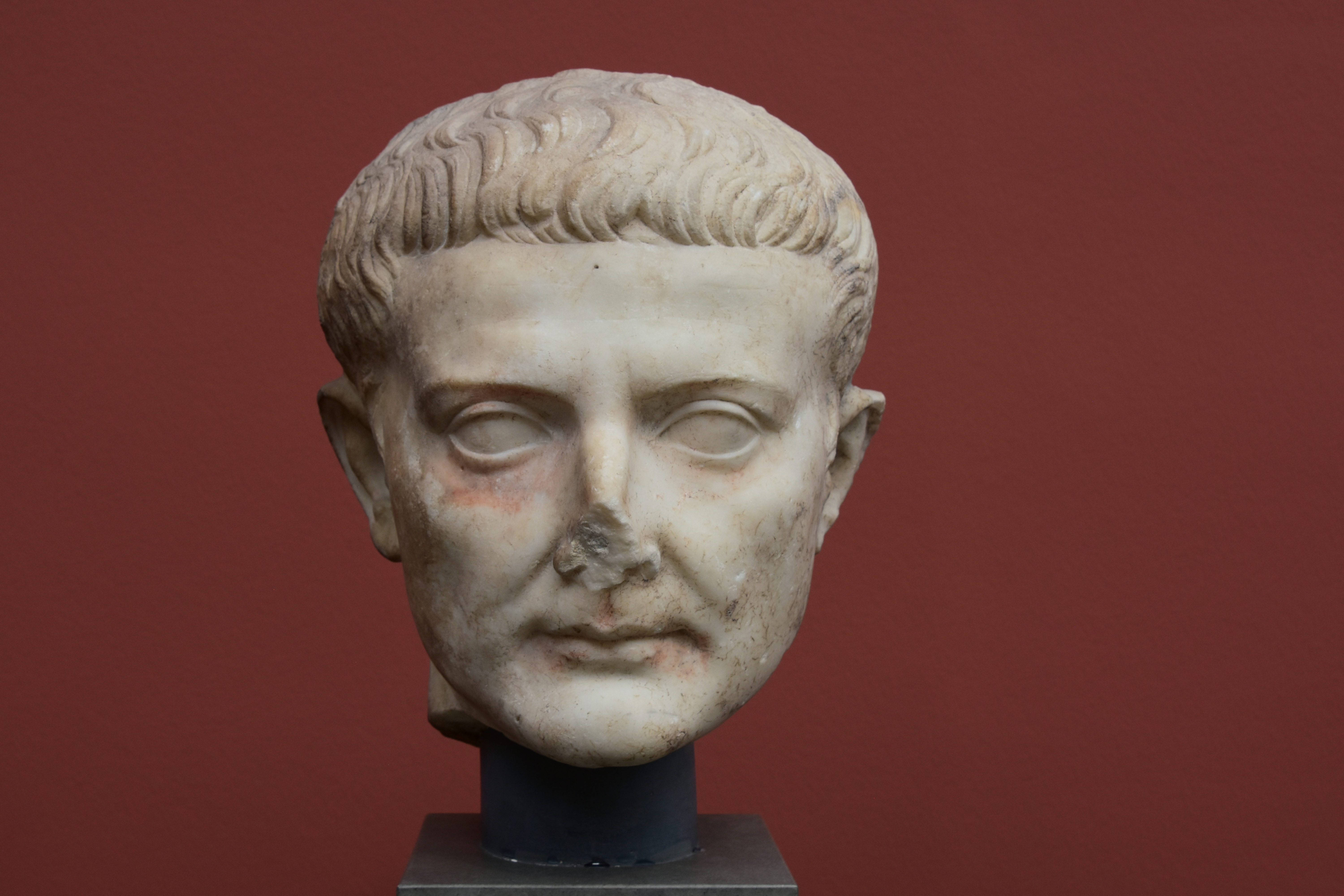
Ritratto di Tiberio appartenente al quinto tipo ritrattistico, il suo primo tipo ufficiale una volta divenuto princeps (Copenaghen, Ny Carlsberg Glyptotek)

Quando il giovane principe entrò in Egitto nel 19, Tiberio criticò bonariamente Germanico per il suo modo di fare e vestirsi, ma lo rimproverò aspramente per non averlo consultato prima di entrare ad Alessandria, violando così il divieto imposto da Augusto che nessun individuo di rango senatorio potesse entrare senza permesso nella provincia. Allora che giunse la notizia che Germanico aveva portato a termine la sua missione in Armenia, invece, Tiberio espresse pubblicamente la sua approvazione per i risultati del figlio adottivo, e il Senato votò un'ovazione per Germanico e Druso e che si innalzassero, ai lati del tempio di Marte Ultore, due archi gemelli. Germanico, tornato in Siria dopo aver soggiornato in Egitto durante l'inverno, entrò in aperto conflitto con Pisone, che aveva annullato tutti i provvedimenti che il giovane figliastro di Tiberio aveva preso; Pisone, in risposta, decise di lasciare la provincia per fare ritorno a Roma. Poco dopo la partenza di Pisone, Germanico cadde malato ad Antiochia e morì il 10 ottobre dopo lunghe sofferenze; prima di spirare, lo stesso Germanico confessò la propria convinzione di essere stato avvelenato da Pisone, e rivolse un'ultima preghiera ai suoi amici affinché vendicassero la sua morte. Officiati i funerali, dunque, la moglie di Germanico Agrippina tornò con le ceneri del marito a Roma, dove grandissimo era il compianto di tutto il popolo per il defunto. A dicembre, Tiberio pronunciò in Senato un encomio in onore di Germanico, che fu immortalato su una tavola di bronzo, e prese parte attivamente con l'aiuto di un consiglio familiare alla scelta degli onori funebri per il figlio, che furono modellati su quelli riservati per Gaio e Lucio, ma non partecipò alla cerimonia in cui le sue ceneri furono riposte nel mausoleo di Augusto.
Subito, però, si manifestò il sospetto, alimentato dalle parole pronunciate da Germanico morente, che fosse stato Pisone a causarne la morte avvelenandolo. Si diffuse dunque anche la voce di un coinvolgimento dello stesso Tiberio, quasi fosse il mandante del delitto di Germanico, avendo lo stesso scelto personalmente di inviare Pisone in Siria: quando dunque lo stesso Pisone fu processato, accusato anche di aver commesso numerosi reati durante il suo incarico nella provincia, l'imperatore, che aveva rimesso l'intera faccenda al Senato, tenne un discorso particolarmente moderato, in cui evitò di schierarsi a favore o contro la condanna del governatore. A Pisone non poté comunque essere imputata l'accusa di veneficio, che appariva, anche agli accusatori, impossibile da dimostrare; il governatore, tuttavia, certo di dover essere condannato per gli altri reati che aveva commesso, decise di suicidarsi prima che venisse emesso un verdetto.

#### Successione di Druso (19-23)

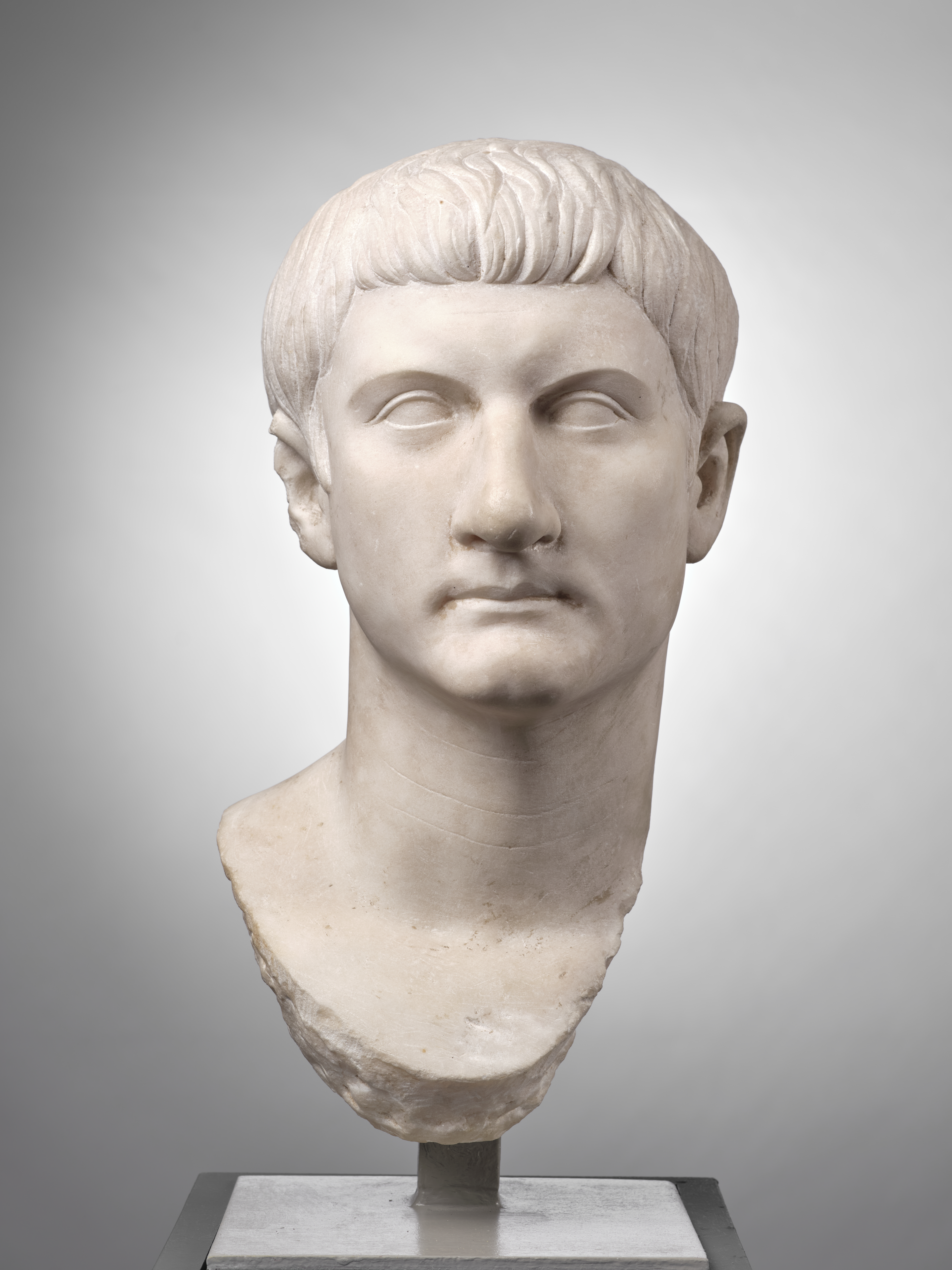
Ritratto di Druso Minore (Tolosa, Museo Saint-Raymond)

La morte di Germanico aprì la strada per la successione all'unico figlio naturale di Tiberio, Druso, che aveva, fino a quel momento, accettato un ruolo secondario rispetto a Germanico, sebbene Tiberio avesse sempre mantenuto una meticolosa imparzialità fra i due. A Druso, con cui pure Tiberio condivideva una passione per il vino, il padre rimproverava un eccessivo amore per i giochi e una certa intemperanza, e si ritrovò a discutere con lui poiché, seguendo i consigli del gastronomo Apicio, egli ripudiava i germogli di cavolo, che invece Tiberio considerava una prelibatezza. Tuttavia, già nel 14, Druso aveva fronteggiato la rivolta delle legioni sul Danubio; nel 15 aveva rivestito il suo primo consolato, a tre anni di distanza da quello del fratello adottivo, mentre detenne dal 17 l'imperium maius in Illirico, celebrando a maggio del 20 l'ovazione che gli era stata votata dal Senato l'anno precedente. Nel 21, fu fatto console assieme a Tiberio (ancora una volta, a tre anni di distanza dal consolato che Germanico aveva condiviso col padre adottivo); nel 22, infine, su richiesta di Tiberio, fu concessa a Druso la tribunicia potestas. Nel contempo, tuttavia, Tiberio non trascurò i figli di Germanico: Nerone Cesare fu introdotto alla vita pubblica nel 20 (per l'occasione fu rilasciato un ampio donativo), gli venne promessa la questura con cinque anni di anticipo e gli venne data in moglie la figlia di Druso, Giulia Livia. Nel 23 fu introdotto alla vita pubblica anche il fratello minore, Druso Cesare.
Intanto, Lucio Elio Seiano, nominato prefetto del Pretorio insieme al padre nel 14 e rimasto da solo in carica nel 15, riuscì presto a conquistarsi la fiducia di Tiberio, il quale lo considerava il suo assistente al comando. Accanto a Druso, dunque, favorito per la successione, si andò a collocare anche la figura di Seiano, che acquisì una grande influenza sull'opera di Tiberio: il prefetto del Pretorio, infatti, godette dell'amicizia intima dell'imperatore, mostrando nel carattere una riservatezza del tutto simile alla sua. Seiano vide inoltre crescere enormemente il suo potere quando le nove coorti pretoriane furono raggruppate nella stessa città di Roma, presso la Porta Viminalis. Tra Druso e Seiano si venne dunque a creare una situazione di aperta rivalità, tanto che i due giunsero anche alle mani. Nel 23, lo stesso Druso morì dopo una malattia; l'opinione pubblica arrivò a sospettare, pur senza alcun fondamento, che potesse essere stato Tiberio a ordinare l'assassinio di Druso. Otto anni più tardi Tiberio ricevette una lettera dove Seiano fu accusato di aver avvelenato Druso, con la complicità della moglie di questi Claudia Livilla.

#### Dopo Druso: il ritiro a Capri e l'ascesa di Seiano (23-31)
Tiberio, pur facendo mostra nella consueta temperanza nel lutto, rimase profondamente addolorato, tanto che impedì agli amici del figlio defunto di visitarlo, poiché gli ricordavano troppo Druso. Continuò comunque a frequentare le riunioni del Senato per tutto il periodo della malattia del figlio e anche subito dopo la sua morte, quando Druso non era ancora stato sepolto; fu allora che Tiberio tenne un lungo discorso, suscitando la commozione generale, e presentò al Senato i figli di Germanico, Nerone e Druso, ponendoli sotto la tutela dei senatori. Durante il funerale di Druso, Tiberio tenne la laudatio dai rostra con grande autocontrollo; per adempire alle sue funzioni religiose, il corpo del figlio fu inoltre separato dai suoi occhi da un velo.

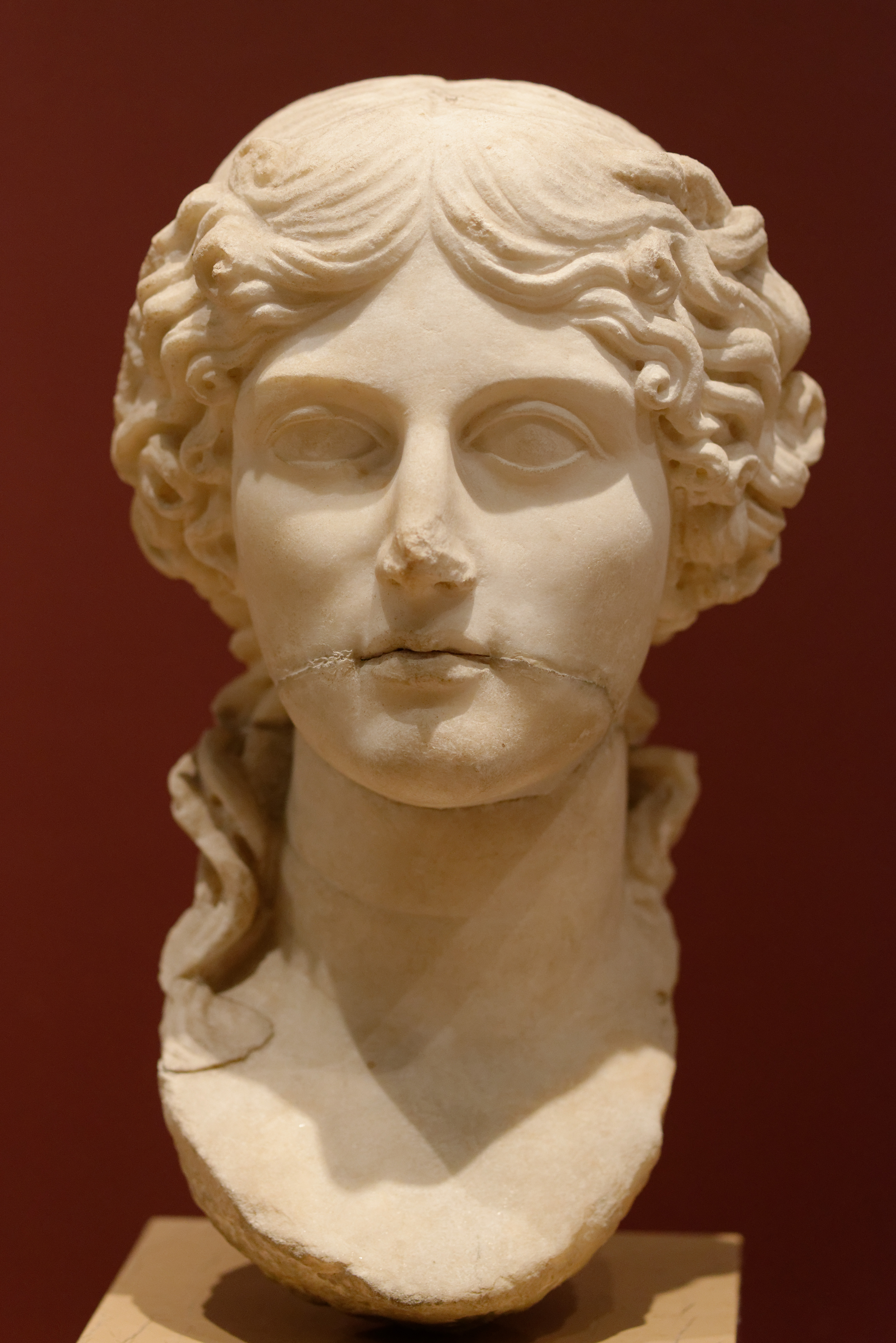
Ritratto di Agrippina Maggiore (Istanbul, Museo archeologico)

La morte di Druso fu però accolta anche durante le esequie con dolore simulato da chi prospettava il potere per i figli di Germanico, e la stessa Agrippina si fece zelante e indiscreta promotrice delle istanze politiche dei figli, favoriti per la successione, scontrandosi tuttavia con Tiberio, del tutto riluttante a concedere onori eccessivi a dei giovani all'inizio della loro carriera politica; dunque, quando il 3 gennaio del 24 i nomi di Nerone e Druso furono inclusi nei voti di buon auspicio per la salute dell'imperatore, Tiberio rimbrottò privatamente i sacerdoti, chiedendogli se avessero aggiunto i nomi dei figli di Agrippina su minacce o preghiere della donna, e in seguito ammonì il Senato di non concedere onori prematuri a dei giovani, per non stimolarne l'orgoglio eccitabile. Seiano dunque ebbe buon gioco a iniziare a fare pressione sull'imperatore, sostenendo che la città fosse divisa in fazioni, che molti dichiaravano di far parte delle partes Agrippinae e che per frenarli andavano tolti di mezzo i più risoluti. Iniziò quindi uno scontro graduale fra l'imperatore ed Agrippina, che portò man mano alla soppressione dei sostenitori più in vista della donna. Quando fu posta sotto accusa la cugina di Agrippina, Claudia Pulcra, la donna si recò da Tiberio, sorprendendolo mentre sacrificava ad Augusto; dunque lo attaccò, rinfacciandogli che, pur immolando vittime ad Augusto, ne perseguitava i discendenti, ribadendo la sua parentela diretta col primo imperatore e sostenendo che l'accusa a Claudia fosse solo un pretesto per attaccarla. Tiberio, risentito dall'aperta provocazione della donna, che mirava a delegittimare la sua posizione come successore di Augusto, le prese la mano e la ammonì, con un verso greco, che non le si faceva torto solo perché non regnava. In seguito, Tiberio andò a trovare Agrippina, che era caduta malata; quando questa gli chiese, fra le lacrime, di potersi risposare, l'imperatore, intimorito dalle conseguenze politiche di questo nuovo matrimonio, lasciò cadere la richiesta. Infine Agrippina, secondo Tacito messa in allerta da alcuni agenti di Seiano che il suocero intendeva avvelenarla, non toccò nulla a tavola con Tiberio e passò all'assaggiatore la mela che l'imperatore le aveva offerto; Tiberio dunque dichiarò alla madre Livia che non ci si sarebbe dovuto meravigliare se avesse preso misure severe contro una donna che lo accusava di veneficio.

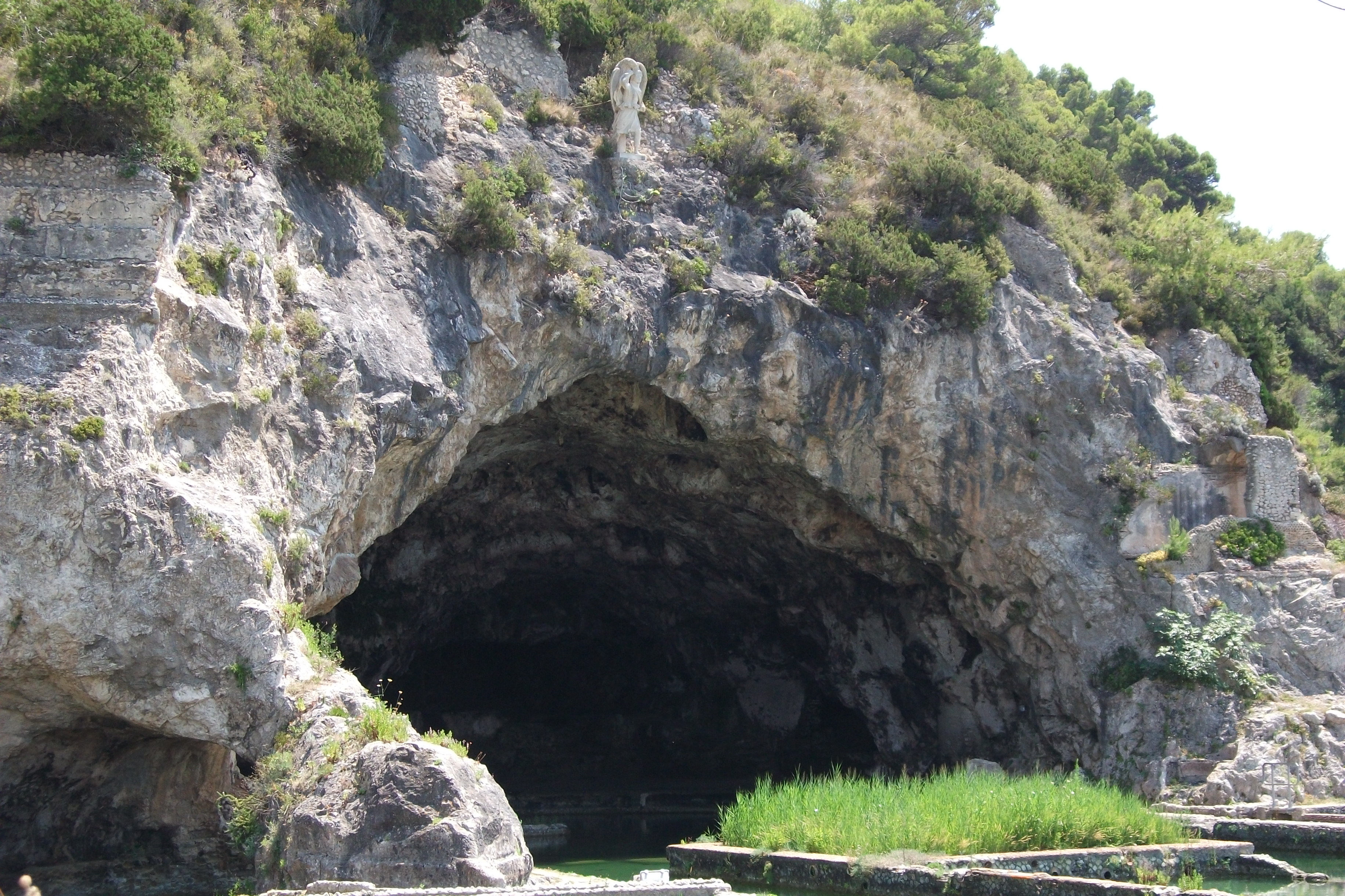
Grotta annessa alla villa di Tiberio a Sperlonga

Nel 26, Tiberio si decise a lasciare Roma, con l'intento dichiarato di voler dedicare un tempio a Giove a Capua ed uno ad Augusto a Nola: molti predissero che l'imperatore non avrebbe più fatto ritorno in città, e in effetti, se nei primi anni del suo principato non si era mai spinto oltre Anzio, ed aveva più volte prospettato una visita alle province che non aveva mai avuto luogo, tanto da aver guadagnato il soprannome popolare di Callipide, personaggio di un proverbio greco che avanzava senza muoversi di un centimetro, già nel 21 l'imperatore si era ritirato in Campania per diversi mesi, e dopo il 26 spese la sua estrema vecchiaia fuori dalla capitale, dimorando nelle campagne e nelle località di mare nei pressi della città, o appena fuori le sue mura. Sui motivi del suo ritiro, molti scrittori antichi pensarono che esso avesse a che fare con gli intrighi di Seiano; ma poiché Tiberio rimase fuori Roma anche dopo la morte del suo prefetto, Tacito pensò anche al cattivo rapporto con la madre, o alla vergogna per il proprio aspetto fisico, poiché con gli anni era diventato completamente calvo, e una malattia della pelle gli guastava il volto. Il ritiro di Tiberio da Roma, oltre a poter essere ascritto al clima sempre più teso della capitale e al temperamento stesso di Tiberio, si può inoltre catalogare a pieno titolo nei soggiorni campani degli aristocratici Romani, ed è anche possibile che l'imperatore intendesse curare la propria malattia alla pelle con l'aria salubre della Campania e le sue acque sulfuree; inoltre, l'ambiente greco tipico di quella terra e di Capri dovette costituire un polo di attrazione per l'imperatore, particolarmente erudito e dal gusto spiccatamente filelleno. Un ampio seguito, composto fra gli altri dal suo astrologo Trasillo, dal giureconsulto Nerva, nonno del futuro imperatore, da Seiano stesso, oltre che da molti dotti Greci, che egli amava vessare con domande oscure e pedanti sulla mitologia, lo accompagnò nel suo ritiro. Pochi giorni dopo aver lasciato Roma, fermatosi presso Fondi nella sua villa, mentre banchettava nella grotta annessa al complesso, l'imperatore rimase quasi vittima di una frana, salvato però dal tempestivo intervento di Seiano. Dal 27, Tiberio ebbe a Capri la sua residenza principale; da lì, infatti, poteva avere un facile controllo sull'importante porto di Miseno, che poteva raggiungere, a seconda delle condizioni del mare, in sole 4-8 ore; era anche a contatto col vicino e importantissimo granaio di Puteoli e aveva inoltre agevolmente sotto gli occhi chi arrivava e chi partiva.
Dopo la partenza di Tiberio da Roma, l'imperatore vide sua madre solo un'altra volta, per poco tempo; nel 29, quando Livia morì a ottantasei anni, il figlio si rifiutò di far ritorno a Roma per le esequie e proibì la sua divinizzazione, riservandole modesti onori; i lasciti testamentari della madre, inoltre, non vennero eseguiti. Agrippina e Nerone, che già erano finiti sotto stretta sorveglianza su istigazione di Seiano, furono dunque accusati pubblicamente da una lettera di Tiberio di immoralità o di intenti rivoluzionari, ed entrambi furono spediti al confino, la prima sull'isola di Pandataria, il secondo sull'isola di Ponza. Druso, che pure era stato chiamato a Capri presso Tiberio, in seguito ad alcune accuse infamanti raccolte da sua moglie fu rispedito a Roma nel 30 e lì rinchiuso nel Palatino.

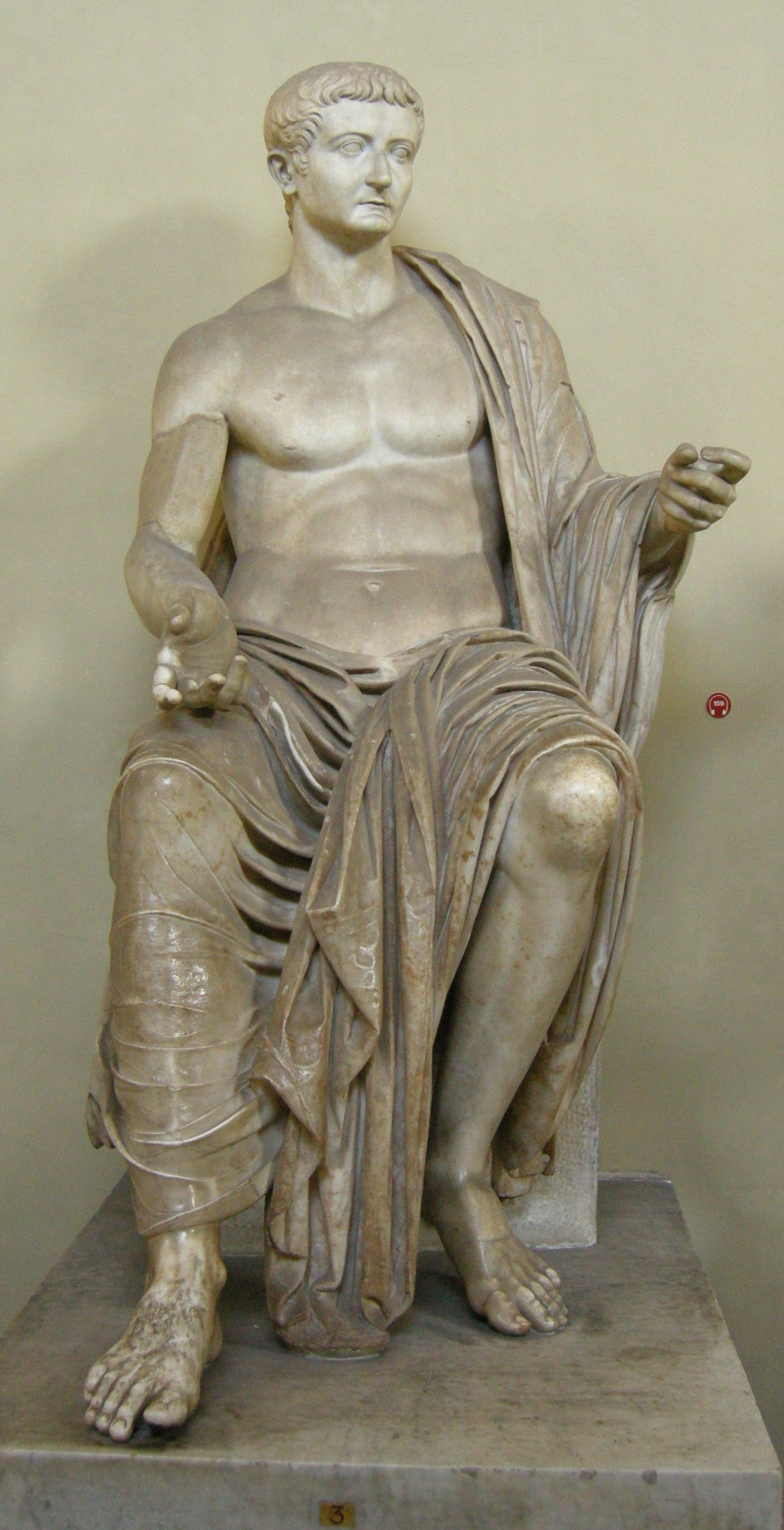
Statua postuma di Tiberio rinvenuta a Priverno, appartenente al sesto ed ultimo tipo ritrattistico di Tiberio, creato forse dopo il 31 per celebrare la caduta di Seiano e restituire, tramite l'aspetto giovanile dell'ormai anziano principe, fiducia e vigore nella posizione di Tiberio; questo tipo fu perlopiù utilizzato per i ritratti scolpiti dopo la morte dell'imperatore (Roma, Musei Vaticani)

Non sono chiari quali fossero i progetti ultimi di Seiano, se intendesse divenire il successore di Tiberio o piuttosto servire come una sorta di guardiano per un giovane principe della famiglia dell'imperatore. Ad ogni modo, già nel 25 Seiano aveva provato a imparentarsi con Tiberio, chiedendogli, senza successo, di poter sposare la vedova Claudia Livilla; in seguito, però, riuscì a strappare il consenso di prendere come moglie o Giulia Livia, figlia di Livilla, o Livilla stessa. Contemporaneamente, però, la vedova di Druso maggiore, Antonia minore comunicò in una lettera a Tiberio che Seiano stava ordendo una cospirazione ai danni dello stesso imperatore.
L'imperatore spedì Seiano a Roma, lo nominò pontefice, e gli conferì l'imperium proconsulare; contemporaneamente lasciò anticipatamente la carica di console, costringendo così anche il collega a rinunciarvi, e iniziò a mandare messaggi ambigui sulla sua salute e sul suo rapporto col prefetto; nel frattempo, chiamò il giovane Gaio, ultimo figlio maschio di Germanico, presso sé a Capri, gli promise il pontificato, lo vestì della toga virile e mostrò verso di lui chiari segnali di favore; intanto, iniziò a far circolare la voce che intendeva destinare a Seiano la tribunicia potestas. Il 17 ottobre del 31, infine, Tiberio, nominando segretamente il prefetto dei vigili Quinto Nevio Cordo Sutorio Macrone prefetto del pretorio, lo inviò a Roma con l'ordine di accordarsi con Grecinio Lacone, nuovi prefetto dei vigili, e col console Publio Memmio Regolo, affinché convocasse per il giorno successivo il Senato nel tempio di Apollo sul Palatino.
Quando Seiano giunse in Senato, venne informato da Macrone dell'arrivo di una lettera di Tiberio annunciante il conferimento della potestà tribunizia. Così, mentre questi prendeva giubilante il proprio posto tra i senatori, Macrone, rimasto fuori dal tempio, allontanò i pretoriani di guardia facendoli sostituire dai vigili di Lacone. Poi, consegnata la lettera di Tiberio al console perché la leggesse al Senato, raggiunse i castra praetoria per annunciare la propria nomina a prefetto del pretorio. Nella lettera, volutamente molto lunga e vaga, Tiberio trattava di vari argomenti, di tanto in tanto intessendo le lodi di Seiano, a volte muovendogli qualche critica; solo alla fine, l'imperatore accusava all'improvviso il prefetto di tradimento, ordinandone la destituzione e l'arresto. Seiano, sbigottito per l'inatteso voltafaccia venne immediatamente condotto via in catene dai vigiles e poco dopo sommariamente processato dal Senato riunito nel tempio della Concordia: fu condannato a morte.
La sentenza venne eseguita nella stessa notte nel Carcere Mamertino per strangolamento, e il corpo esanime del prefetto fu poi lasciato al popolo, che ne fece scempio trascinandolo per le strade dell'Urbe. A seguito dei provvedimenti che Seiano aveva preso contro Agrippina e la famiglia di Germanico, infatti, la plebe aveva sviluppato una forte avversione nei confronti del prefetto. Il Senato dichiarò il 18 ottobre festa pubblica, ordinando l'innalzamento di una statua alla Libertas, una a Roma ed una ad Interamna, in Umbria, con la seguente dedica:
Pochi giorni più tardi fu giustiziato il figlio maggiore di Seiano; l'ex moglie del prefetto, Apicata, si suicidò, dopo aver inviato una lettera a Tiberio accusando Seiano e Claudia Livilla di aver avvelenato Druso minore. Sotto tortura, il medico e l'eunuco di Druso confermarono i dettagli di questa trama, e Livilla fu messa a morte. Seguì la morte degli altri due figli di Seiano; la ragazza, poiché ancora vergine e dunque immune ad un'esecuzione pubblica secondo un'antica legge, fu violentata dal boia prima di essere giustiziata. Alla morte di Seiano e dei suoi familiari seguirono poi una serie di processi contro amici e collaboratori del defunto prefetto, che furono spesso condannati a morte o costretti al suicidio.

#### Gli ultimi anni: un nuovo esilio (31-37)
(Tacito, Annales, VI, 15; trad. di Lidia Pighetti)

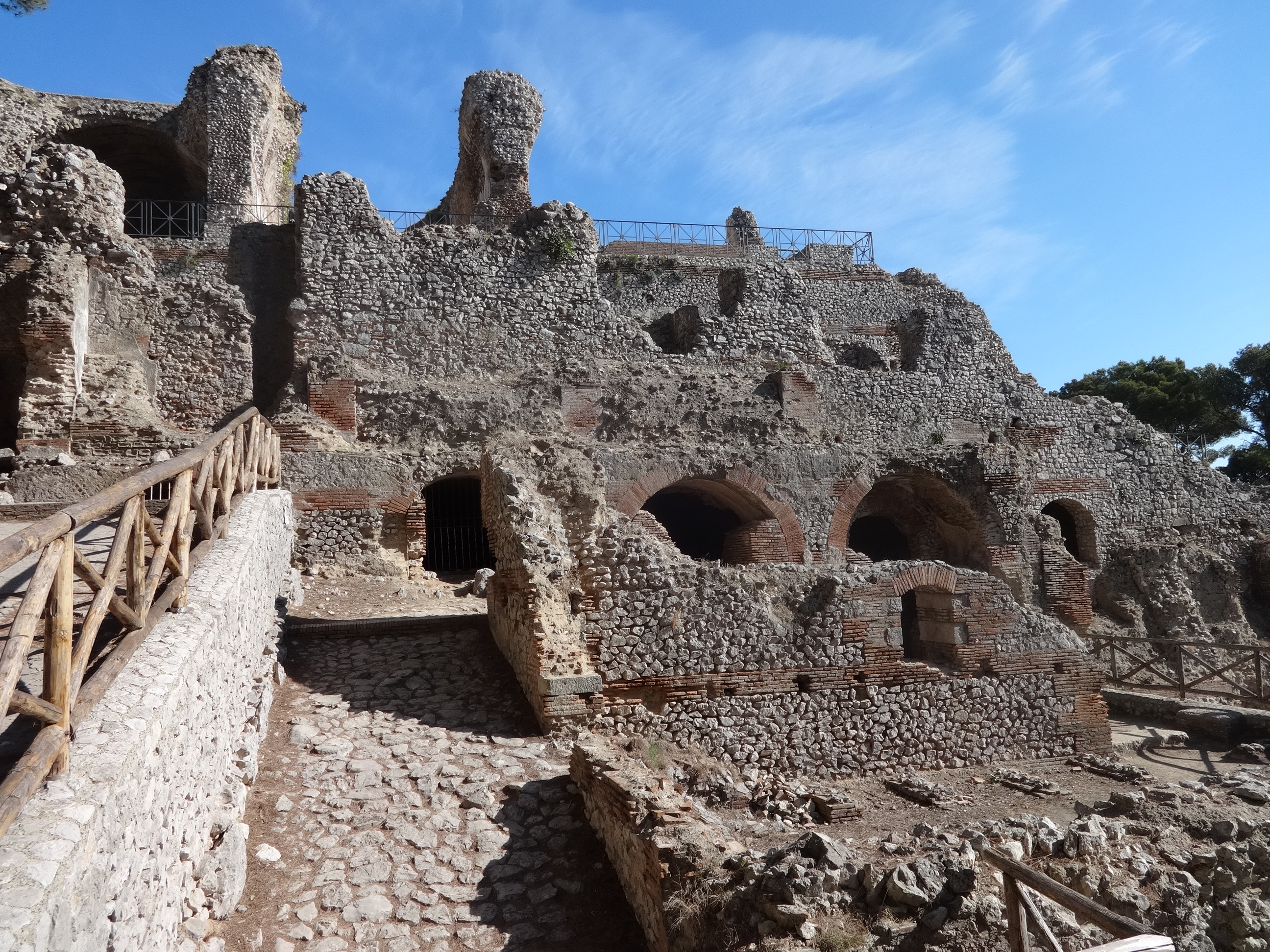
Resti della cosiddetta Villa Jovis a Capri

Tiberio, anche dopo la fine di Seiano, evitò di rientrare a Roma; la sua residenza principale rimase la sua villa caprese, la cosiddetta Villa Jovis, una colossale residenza più simile al palazzo d'un sovrano che una villa aristocratica. A Capri, secondo Tacito e Svetonio, Tiberio escogitò locali privati e grotte destinate a forme di intrattenimento sessuale incentrate sul voyeurismo, sul gioco di ruolo e su tableaux vivant di stampo mitologico.
Dopo la caduta di Seiano si riaprì la questione della successione, e nel 33 anche Druso Cesare, il maggiore dei figli di Germanico rimasti in vita, morì di inedia dopo essere stato condannato al confino nel 30 con l'accusa di aver cospirato contro Tiberio. Quando Tiberio, nel 35, depositò il suo testamento, potendo scegliere fra tre possibili eredi, incluse nel testamento il nipote Tiberio Gemello, figlio di Druso minore, e il nipote collaterale Gaio, figlio di Germanico. Restò dunque escluso dal testamento il fratello dello stesso Germanico, Claudio, che era considerato del tutto inadatto al ruolo di princeps, in quanto debole di corpo e di dubbia sanità mentale. Il favorito nella successione apparve subito il giovane Gaio di venticinque anni, meglio noto come Caligola, poiché Tiberio Gemello, peraltro sospettato di essere in realtà figlio di Seiano (per le relazioni adulterine con la moglie di Druso minore, Claudia Livilla), aveva dieci anni di meno: due ragioni sufficienti per non lasciargli il Principato. Il prefetto del pretorio Macrone, infatti, dimostrò subito la sua simpatia per Gaio, guadagnandosene con ogni mezzo la fiducia.

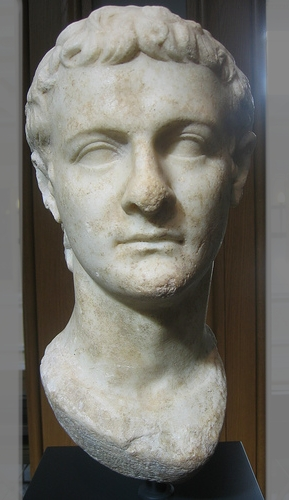
Ritratto di Gaio, nipote e successore di Tiberio (Getty Villa, Pacific Palisades, California)

Tiberio, ad ogni modo, non accelerò particolarmente la carriera di Gaio, facendolo questore con cinque anni di anticipo e dandolo in marito alla figlia di Marco Giunio Silano, e non conferì a suo titolo onori particolarmente appariscenti, né tantomeno lo fece con Gemello, che rimase indietro rispetto al cugino, senza neppure ricevere la toga virile finché Tiberio rimase in vita; l'imperatore, infatti, dotato di una mente fortemente legalista, aveva sempre portato il precedente della propria carriera per promuovere quella dei suoi possibili successori, osteggiando accelerazioni eccessive come quella che era avvenuta per la carriera di Gaio e Lucio Cesare, e temendo che la mente del giovane Gaio potesse essere eccitata da onori eccessivi. Sebbene Tiberio fosse sempre più anziano, del resto, egli aveva sempre goduto di buone condizioni fisiche, tanto che dopo i trent'anni aveva smesso di consultare i medici, ritenendo che dopo quell'età bisognasse badare alla propria salute da soli; inoltre, è possibile che l'imperatore, che aveva sulla sua tavola vari tipi di frutta e verdura, fosse divenuto almeno in parte vegetariano.

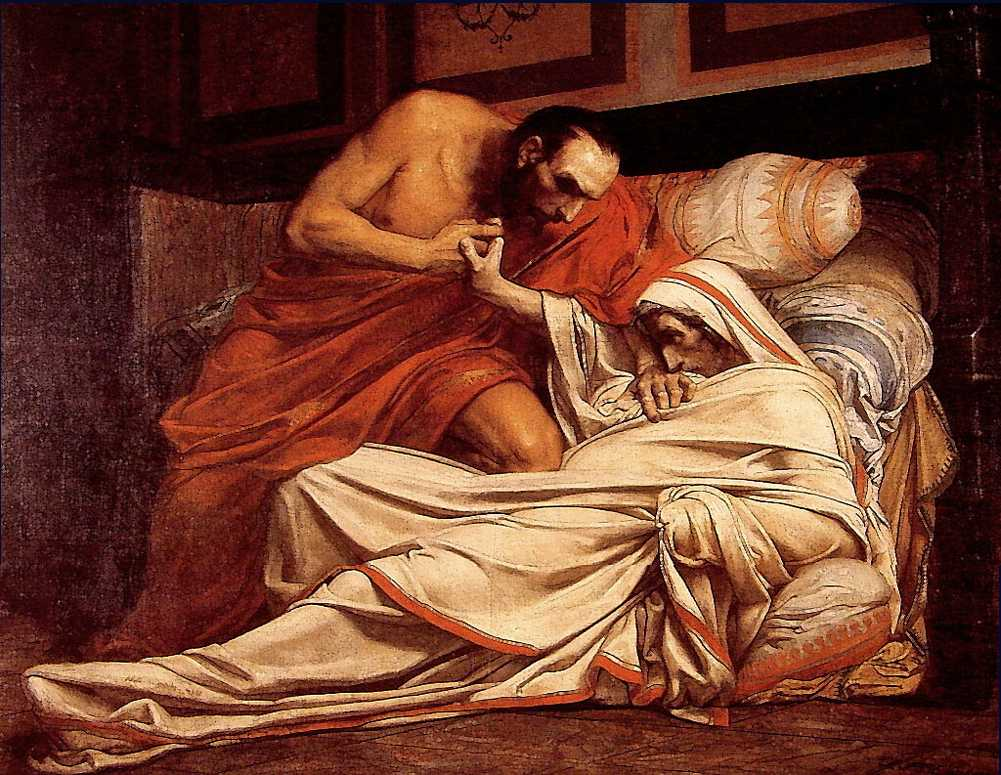
Morte di Tiberio (Jean Paul Laurens)

Negli ultimi sei anni della sua vita, Tiberio lasciò numerose volte Capri, cercando di rientrare a Roma, rinunciandovi ogni volta, tornando indietro oppure schivando la sua madre patria tramite sentieri secondari; nel 37, Tiberio tentò un'ultima volta di rientrare a Roma, ma intimorito da un presagio si fermò a sole sette miglia dall'Urbe, e decise di tornare indietro verso la Campania. Passò forse per Anzio, dove furono organizzati giochi in suo onore, e giunto ad Astura cadde malato, ma si riprese; raggiunto poi il Circeo, partecipò ai ludi castrenses e scagliò dalla tribuna una lancia verso un cinghiale, subendo però una forte fitta al fianco e prendendosi un forte raffreddore, perché aveva sudato troppo. Proseguì dunque sino alla villa di Lucullo a Miseno, dove attese di imbarcarsi per Capri; trattenuto da una tempesta e dall'aggravarsi del suo male, tuttavia, morì poco dopo, il 16 marzo. Secondo Tacito, appena l'imperatore smise di respirare, molti si apprestarono a festeggiare l'ascesa di Caligola; tuttavia Tiberio si riprese ancora una volta, suscitando scompiglio tra coloro che avevano già acclamato il nuovo imperatore. Il prefetto Macrone, tuttavia, mantenendo la lucidità, ordinò che Tiberio fosse soffocato tra le coperte. Secondo altre versioni, fu Gaio stesso a soffocare Tiberio, ad avvelenarlo o a farlo morire di fame; secondo altre versioni ancora, contemporanee a Tiberio e generalmente ritenute più probabili dalla critica moderna, l'imperatore morì invece di morte naturale.
La plebe romana reagì con grande gioia alla notizia della morte di Tiberio, festeggiandone la scomparsa, minacciando di gettare il cadavere dell'imperatore nel Tevere al grido di Tiberium in tiberim. Quando si cominciò a trasportare il corpo da Miseno a Roma, si incominciò a dire che bisognava portarlo ad Atella e bruciarlo nell'anfiteatro; fu comunque possibile condurlo a Roma, dove giunse fra il 28 e il 29 marzo, trasportato dai soldati; fu cremato nel Campo Marzio e sepolto nel Mausoleo di Augusto il 3 aprile, presidiato dai pretoriani. Il testamento di Tiberio, redatto nel 35 in due esemplari, fu portato in Senato da Macrone: istituiva Gaio e Tiberio Gemello come sue eredi in parti uguali, e raccomandava Claudio al Senato, al popolo e all'esercito; inoltre lasciava a ciascun pretoriano 1000 sesterzi, ai soldati delle coorti urbane 500 sesterzi, ai soldati e ai uigiles 300 sesterzi; furono inoltre fatti dei lasciti alle Vestali, a ciascun cittadino di Roma e ai magistri vicorum. Tuttavia Tiberio Gemello fu deprivato della sua parte, col pretesto che Tiberio avesse redatto il testamento quando ormai aveva perso la lucidità mentale. Gaio propose l'apoteosi per il defunto imperatore, ma trovandosi di fronte la riluttanza del Senato al riguardo lasciò infine cadere la questione.

#### Politica interna

##### L'immagine ufficiale
Un problema fondamentale che Tiberio dovette affrontare divenuto imperatore fu il fatto che non esistesse, al tempo, un sistema chiamata principato, né la figura del princeps aveva ancora assunto caratteri istituzionali; il termine corrente per la posizione di Tiberio per i contemporanei era infatti statio. Durante il suo regno insistette, dunque, in un rigido rispetto per la tradizione augustea, cercando di osservare tutte le istruzioni di Augusto per consolidare il nuovo ordinamento evitando, tuttavia, che esso assumesse le caratteristiche di un dominato, e cercando nel contempo di assumere un'immagine personalizzata, che permettesse ai suoi contemporanei di giudicarlo non necessariamente in relazione ad Augusto e superare quindi le tensioni col modello augusteo, dai contorni legali ancora piuttosto sfumati. In tal modo, Tiberio poteva sia presentarsi come un alter Augustus, sia come l'optimus princeps, rifiutando per sé il titolo di pater patriae, di imperator e rendendo la sua immagine sufficientemente indipendente da quella del predecessore. Per mettere in atto questo suo piano utilizzò quali collaboratori e consiglieri personali molti di quegli ufficiali che lo avevano seguito nel corso delle lunghe e numerose campagne militari, durate quasi quarant'anni. Nel stabilire il proprio primato, il comportamento riluttante che Tiberio assunse nel momento della sua accessione (e anche negli anni precedenti) avrebbe contribuito da principio ad istituzionalizzare il rituale della recusatio, laddove Tiberio rinunciava anche alla gloria recusandi, già caratteristica dell'età repubblicana, e si presentava come un servo pubblico, costretto a portare sulle sue spalle il peso dello Stato.
Tiberio ebbe dunque come sua virtù rappresentativa la moderatio, grazie alla quale il regime tiberiano articolava la continuità o anche il cambiamento, e che si esprimeva con un'attitudine rispettosa nei confronti del Senato, contraria alle accuse di maiestas (almeno agli inizi del suo principato) e schiva rispetto ad onori eccessivi. Altra virtù tiberiana cardine fu la clementia, un'ideologia che si esprimeva esclusivamente nella sfera domestica e non in quella militare. Comunque, l'interpretazione di questi concetti non fu univoca: autori come Valerio Massimo o Velleio Patercolo parteciparono, indipendentemente, alla definizione di queste virtù imperiali e a delineare il profilo del princeps. Sotto gli ultimi anni di Augusto e specialmente sotto Tiberio si definì pertanto un profilo etico della domus Augusta, di fatto concependo una nuova struttura dello Stato: Tiberio, Augusto e i loro familiari, dotati di maiestas in quanto membri della famiglia imperiale, dovevano fungere da esempio alla società in virtù della propria superiorità etica; l'età di Tiberio, pertanto, fu cruciale nel definire il concetto di dinastia regnante in relazione con gli organi dell'antica repubblica.

##### Rapporti con il Senato
(Tacito, Annales, III, 65; trad. di Lidia Pighetti)

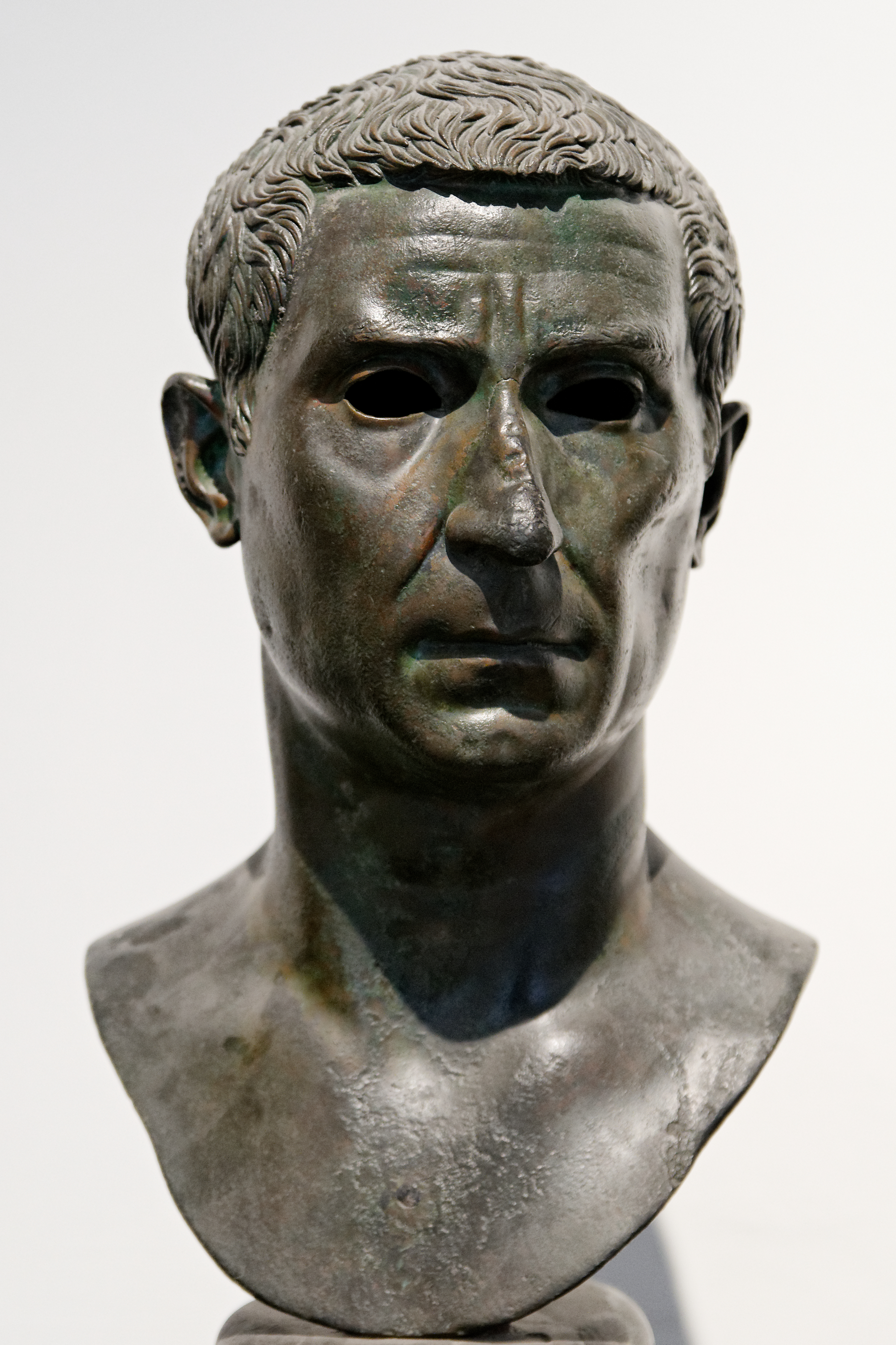
Probabile busto di Lucio Calpurnio Pisone, stretto confidente di Tiberio e suo prefetto dell'Urbe (Museo archeologico nazionale, Napoli)

Le relazioni tra Tiberio e la nobilitas senatoriale furono diverse da quelle instauratesi con Augusto. Il nuovo imperatore, infatti, appariva, per meriti e ascendenze, diverso dal patrigno, che aveva posto fine alle guerre civili, riportato la pace nell'Impero, e ottenuto di conseguenza una grandissima autorevolezza. Tiberio dovette quindi basare il rapporto tra princeps e nobiltà senatoriale su una moderatio che accresceva il potere di entrambi, sovrapponendolo a quello del tradizionale ordine gerarchico; per non sminuire la maiestas del Senato, inoltre, abolì il consilium che era stato di fianco ad Augusto nei suoi ultimi anni, composto da Tiberio stesso, i suoi figli, i consoli in carica e designati, nonché alcuni membri cooptati per l'occasione, le cui decisioni avevano assunto ormai il valore di senatus consulta, ma fu piuttosto coadiuvato nell'amministrazione da un gruppo fisso di venti uomini per lo più di estrazione senatoriale (anche se Seiano fu incluso fra questi), che consigliassero l'imperatore nelle sue decisioni. Nonostante questi provvedimenti, che contribuivano a mantenere in vita la "finzione repubblicana", non mancarono, accanto agli adulatori, esponenti della classe senatoriale che osteggiarono fortemente l'opera di Tiberio. Tuttavia nei primi anni Tiberio, seguendo il modello augusteo, cercò sinceramente una cooperazione con il Senato, partecipando sovente alle sue sedute e rispettandone la libertà di discussione, consultandolo anche su questioni che era in grado di risolvere da solo e ampliandone le stesse funzioni amministrative. Egli sosteneva infatti che il buon princeps deve servire il Senato (bonum et salutarem principem senatui servire debere).
Le magistrature conservarono, dunque, la loro dignità, e il Senato, che Tiberio consultava spesso prima di prendere decisioni in qualsiasi ambito, ebbe la sua autorità rinforzata: infatti, sebbene fosse consuetudine che l'imperatore segnalasse alcuni candidati alle magistrature, le elezioni avevano continuato a svolgersi, almeno formalmente, nell'assemblea dei comizi centuriati. Tiberio decise di porre fine alla consuetudine, e assegnò ai senatori il compito di eleggere i magistrati. Per quanto riguarda le elezioni consolari, la condotta di Tiberio variò: alle volte, egli raccomandò al Senato un certo numero di candidati senza farne il nome esplicitamente, il più delle volte si limitò a dichiarare che aveva già raccomandato i propri candidati ai consoli, invitando nel contempo chi volesse a presentarsi alle elezioni, altre volte non raccomandò nessuno, invitando i candidati a non disturbare i procedimenti elettivi. In questo modo l'imperatore, la cui influenza nelle elezioni era basata in precedenza solo sulla sua auctoritas, andava acquisendo un ruolo ufficiale nei comizi, scoraggiando candidati sgraditi e la corruzione derivante dalla competizione aperta. Il Senato, dal canto suo, cercò di riaffermare la propria autorità, specie tramite la pubblicazione dei propri decreti nelle province, cercando di trovare un compromesso con la nuova figura dell'imperatore. Tiberio diede anche sfoggio di liberalità nei confronti di senatori che fossero caduti in disgrazia, sottoponendoli però a dei rimproveri pubblici tanto violenti e umilianti che molti preferirono tacere la propria povertà; laddove, inoltre, i senatori non riuscivano a fornire una spiegazione adeguata per le proprie condizioni economiche, l'imperatore arrivò ad espellerli dal Senato.

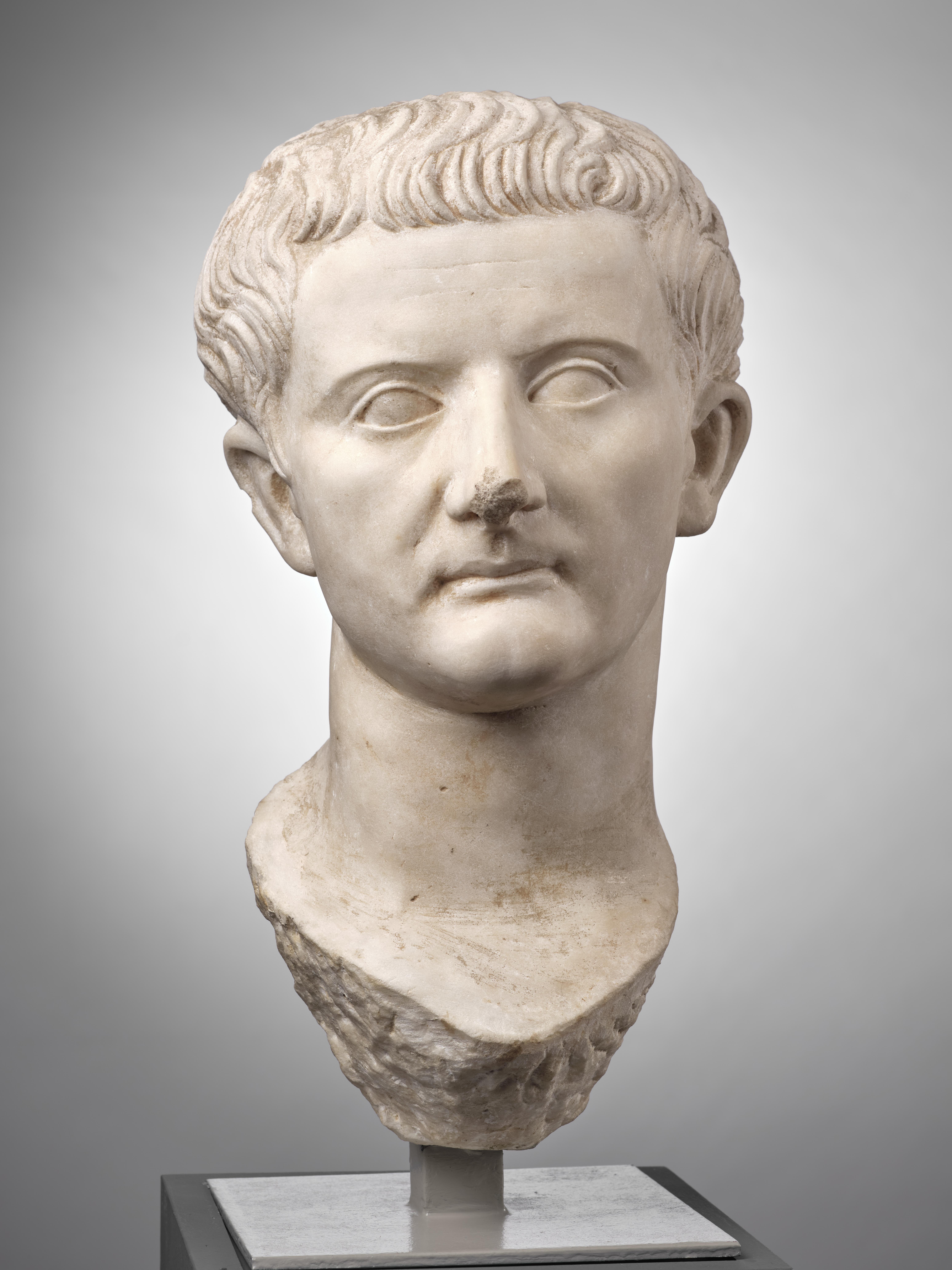
Ritratto di Tiberio (Museo Saint-Raymond, Tolosa)

Nonostante queste accortezze, il rapporto fra Tiberio e il Senato divenne gradualmente sempre più teso, poiché la posizione stessa dell'imperatore, poco chiara, tendeva a vanificare i suoi tentativi di mostrare imparzialità e incoraggiava il servilismo; inoltre, dato che non c'era nessuna legge che regolasse il rapporto fra il principe e il Senato, il comportamento stesso di Tiberio era incoerente, poiché alla volte sedeva in silenzio e non interveniva nel dibattito, alle volte parlava per primo, altre volte per ultimo, altre volte ancora si lasciava andare a violenti scatti d'ira. La situazione fu complicata inoltre dalla prolungata assenza dell'imperatore; se Tiberio era stato un assiduo frequentatore del Senato durante la prima metà del suo principato, già nel 16, infatti, in occasione di una breve assenza dell'imperatore, la questione se il Senato dovesse portare avanti i propri compiti o meno in assenza del principe aveva suscitato un forte dibattito, che si concluse con la decisione che gli affari sarebbero stati posposti fino a che Tiberio non fosse tornato. Nel 21, inoltre, dopo che Tiberio, che si trovava allora lontano da Roma, si lamentò dell'eccessiva fretta che il Senato aveva avuto nel condannare Clutorio Prisco, fu stabilito che ogni decisione dovesse essere applicata soltanto dieci giorni dopo essere stata presa, in modo che Tiberio potesse controllare, nonostante la lontananza da Roma, l'attività dei senatori. Cionondimeno, questa regola non fu rispettata in casi di emergenza o di richiesta esplicita dell'imperatore, specie durante la sua permanenza a Capri. L'accesso all'imperatore durante la sua assenza da Roma divenne dunque difficile, ma non impossibile; da parte sua Tiberio continuò ad amministrare gli affari in città, a ricevere ospiti e familiari ed a intervenire in caso di disastri o incendi, mentre continuò a leggere gli acta senatus e ad inviare messaggi e dispacci segreti, specie al prefetto dell'Urbe. Mentre da un lato il lavoro del Senato divenne sempre più lento, dunque, Tiberio stesso iniziò a mostrarsi più indipendente nelle sue decisioni.

##### La religione

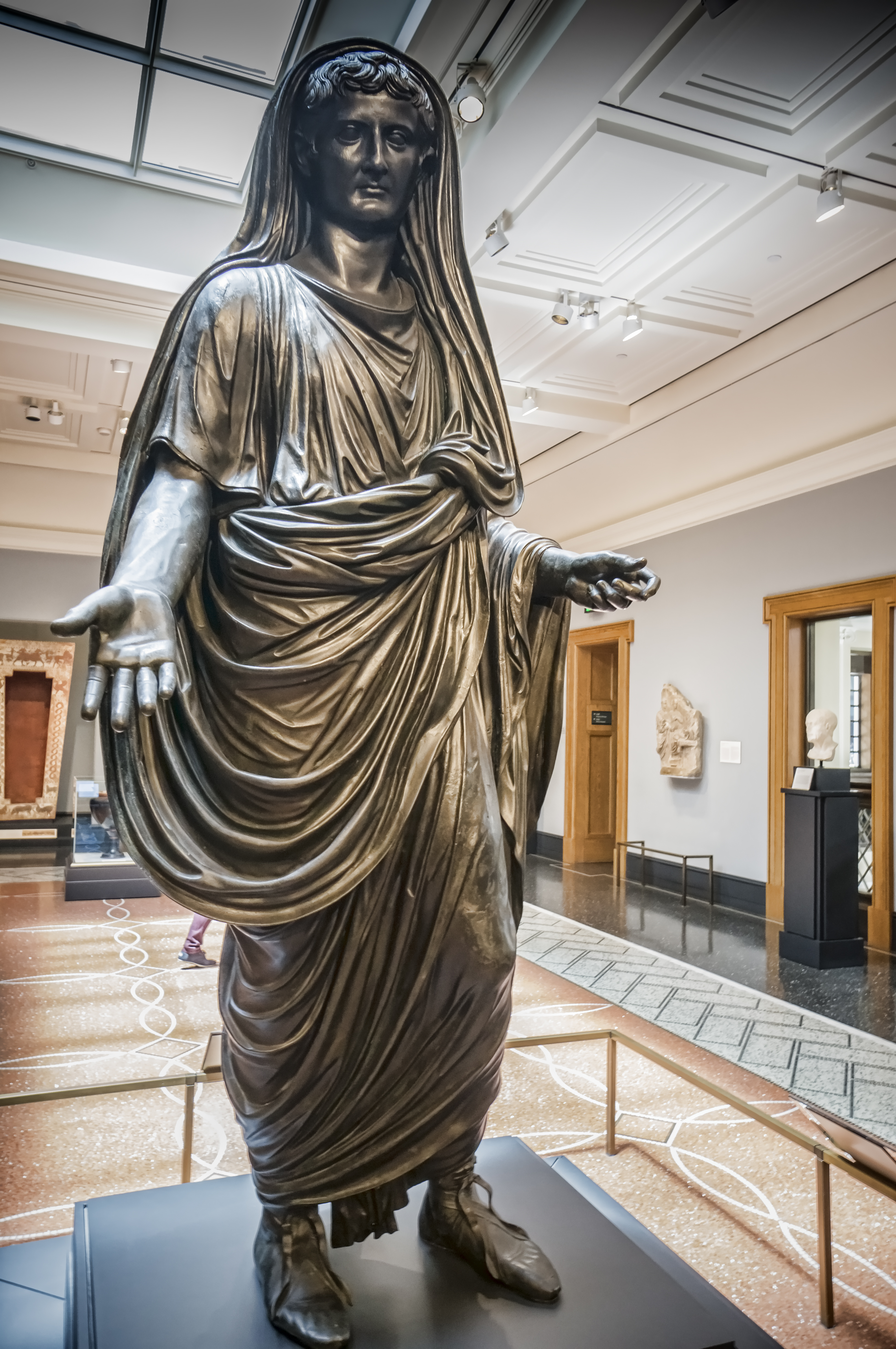
Statua bronzea di Tiberio con il capo velato da Ercolano (Museo archeologico nazionale di Napoli, qui in mostra presso il Getty Museum)

Tiberio credeva ferventemente nell'astrologia, ma cionondimeno prese seriamente i propri doveri religiosi quale pontifex maximus, rinforzando e ribadendo il rispetto per la tradizione. Dal 14, l'imperatore costituì, con il figlio Druso, Germanico, il fratello di questi Claudio, e un gruppo di ventuno senatori estratti a sorte, i sodales Augustales, sull'esempio dei sodales Titii, che dovevano occuparsi del culto di Augusto, ormai divinizzato, e gradualmente dei manes dei membri defunti della casa imperiale; il culto di Augusto, ormai divinizzato, fu attivamente incoraggiato, a partire dal 15, quando fu concesso di innalzare un tempio ad Augusto nella colonia di Tarragona, il che costituì da esempio e precedente per tutte le province; Cizico, al contrario, accusata di aver trascurato il culto imperiale, fu privata della sua libertà.
Molta più riluttanza esercitò Tiberio nel gestire gli onori divini destinati a lui stesso; già nel 15, la città di Giteo chiese di poter istituire sei giorni di festività, di cui tre giorni sarebbero stati dedicati ad Augusto, Livia e Tiberio; l'imperatore, in una lettera, poi iscritta su una stele giunta sino a noi, ringraziò gli abitanti di Giteo per la devozione verso il padre, ma dichiarò di accontentarsi di onori più modesti, più adatti agli uomini, mentre gli onori divini andavano riservati esclusivamente ad Augusto; quanto a Livia, lasciò che ella prendesse una decisione autonoma. Nel 23, tuttavia, Tiberio concesse la costruzione di un tempio a sé stesso, a sua madre e al Senato in Asia; questo precedente incoraggiò, nel 25, un'ambasceria dalla Spagna a chiedere al principe di poter innalzare un tempio in suo onore, ricevendo però un rifiuto; l'imperatore, infatti, dichiarò che aveva concesso alle città d'Asia di innalzare un tempio in suo onore poiché Augusto, a suo tempo, aveva permesso a Pergamo di erigerne uno dedicato a lui stesso e a Roma, e non avrebbe permesso che il culto del predecessore scadesse di valore per via dell'imitazione; quanto a sé stesso, ribadì che egli era un essere mortale, e che si accontentava di esercitare funzioni umane.
Nel 16, furono espulsi gli astrologi dall'Italia nel contesto della soppressione della congiura di Libone Druso. Tiberio mostrò inoltre una particolare avversione per i culti orientali per via del proselitismo nelle classi agiate, o per ragioni di ordine pubblico: nel 19 furono infatti resi illegali il culto di Iside e l'Ebraismo, e coloro che li professavano furono costretti all'apostasia o espulsi dall'Italia. Ordinò di gettare la statua di Iside nel Tevere, di bruciare ogni paramento e oggetto sacro adoperato per i culti in questione, e, mediante l'arruolamento, poté inviare quattrocento giovani di religione ebraica a combattere il brigantaggio nella malsana Sardegna come castigo. Inoltre a Tiberio si fa risalire anche una soppressione del druidismo, forse nel contesto della rivolta di Floro e Sacroviro nel 21.

##### Amministrazione della giustizia
(Tacito, Annales, I, 72; trad. di Lidia Pighetti)

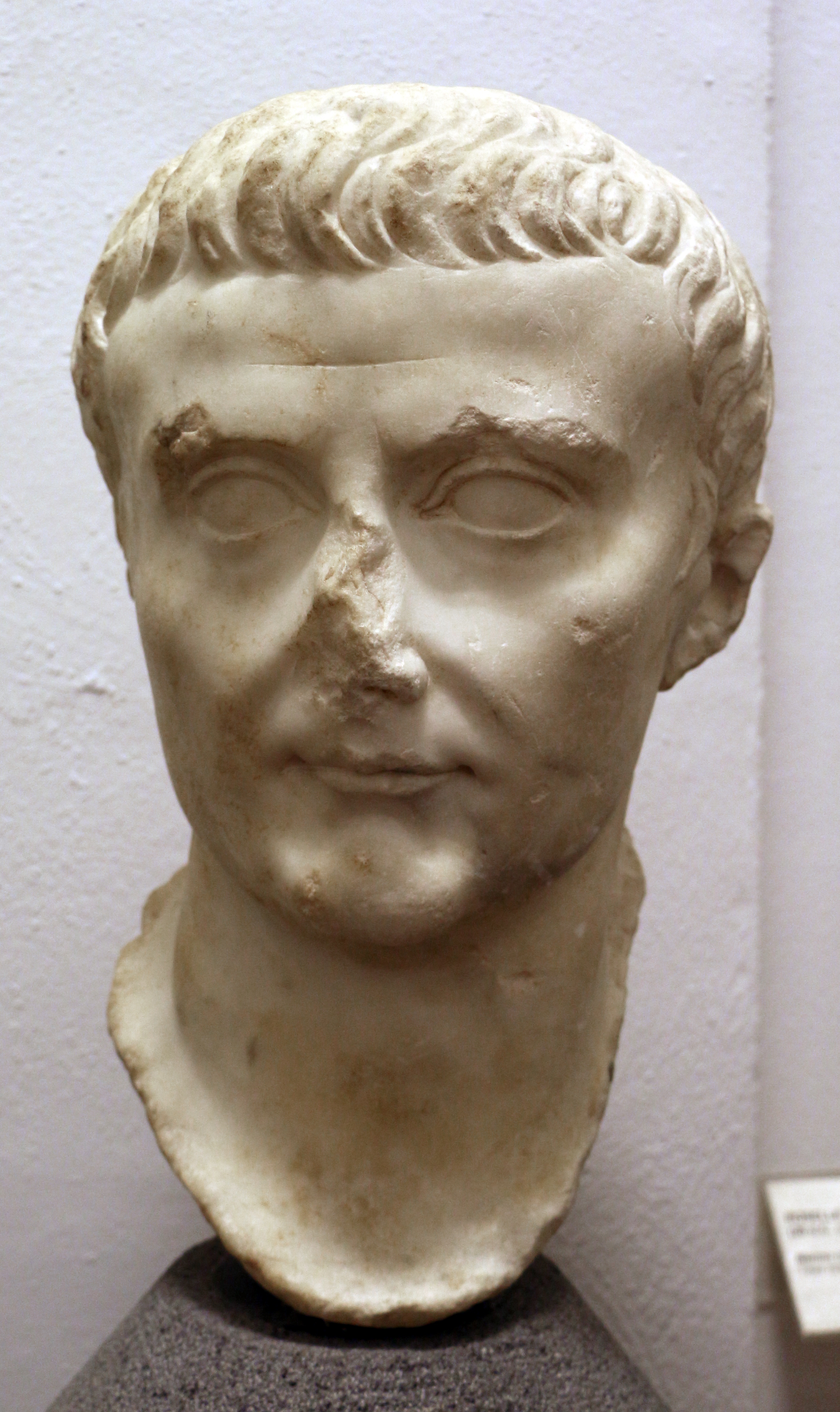
Ritratto di Tiberio (Grosseto, Museo archeologico e d'arte della Maremma)

La giustizia fu un tema focale in età tiberiana. Unico fra i successori di Augusto, Tiberio reclamò la iustitia quale una delle sue virtù ufficiali, e in vita fu chiamato iustissimus princeps, nonché senator et iudex. In effetti, per prevenire abusi e corruzione, Tiberio stesso iniziò ad assistere ai processi ordinari che si tenevano nei tribunali, sedendo all'estremità della tribuna ed evitando che il corso della giustizia venisse deragliato dalla pressione dei potenti; infatti, già nel 16, era stata denunciata con violenza in Senato la corruzione che aveva luogo nei tribunali e l'eccessivo zelo dei delatori. Nei primi anni del suo principato, Tiberio fece sfoggio di ciuilitas nei casi che riguardavano più da vicino sé stesso e la sua famiglia, le leggi furono amministrate con moderazione, e laddove i provvedimenti paterni erano caduti in disuso, Tiberio suggerì di applicarli in modo meno duro; così, quando, nel 20, fu proposta una mozione per limitare la lex Papia Poppea, che penalizzava i celibi e incoraggiava i delatori, l'imperatore nominò una commissione di quindici uomini per rendere meno severa la legge; fra le altre cose, fu dunque aggiunta una clausola che esentasse gli uomini oltre i sessant'anni dalla legge, provvedimento in seguito annullato da Claudio. L'imperatore scoraggiò, inoltre, un eccessivo rigore delle leggi contro il lusso nel 16 e nel 22, sostenendo che combattere vizi così radicati avrebbe solo fomentato rancori, e incoraggiando piuttosto ad esercitare una moderazione personale.
Nei primi anni del suo principato, Tiberio approvò che venisse applicata la lex maiestatis; era questa una legge introdotta per la prima volta fra il 103 a.C. e il 100 a.C., che subì diverse revisioni sotto Silla e Giulio Cesare; Augusto aveva esteso il suo campo di applicazione ai libelli diffamatori. Non essendoci un pubblico ministero, del resto, la tradizione repubblicana prevedeva che qualunque cittadino potesse iniziare un'azione legale, e ciò rendeva l'esistenza della lex maiestatis e dei delatori una necessità: quando infatti fu proposto di eliminare i premi per gli informatori, Tiberio si oppose, rispondendo che questi erano i custodi della legge. In età tiberiana, il tema della maiestas fu molto rilevante, tanto più che la si definì come una qualità che apparteneva ai membri della domus Augusta in quanto tali, in virtù della loro superiorità etica. Per quanto riguarda le offese dirette contro la propria persona, Tiberio, con poche eccezioni, non le considerò generalmente accuse perseguibili per tutta la durata del suo principato; diverso fu il suo approccio agli insulti rivolti contro Augusto, ormai divinizzato, che furono perseguiti laddove essi avevano implicazioni politiche, che intendevano colpire la posizione e la maiestas di Tiberio. Nel comminare le pene, entrarono in gioco fattori come l'età dell'imputato, il sesso, la situazione familiare, il grado di colpevolezza, la prevenzione di futuri illeciti e la punizione di comportamenti recidivi.
Nei primi nove anni del suo principato, diversi casi furono portati davanti a Tiberio, e l'imperatore, facendo sfoggio di clementia e moderatio, elementi fondamentali della sua immagine, si impegnò consistentemente a lasciarli cadere, a mitigare le pene previste contro gli imputati e a scoraggiare gli informatori, mentre i casi riguardanti l'astrologia e la magia ebbero più successo, come quello di Marco Scribonio Libone Druso. Con la morte dei figli di Tiberio, l'ascesa e la caduta di Seiano, l'allontanamento del principe da Roma, e il crescere della tensione politica, tuttavia, si assistette ad un inasprimento dell'attitudine dell'imperatore, che non solo intervenne personalmente in almeno cinque occasioni per rendere più severe le pene rivolte contro gli imputati, ma in alcuni casi fu lui stesso a chiedere al Senato di mettere sotto accusa determinati personaggi. I senatori, da parte loro, assecondavano gli interventi dell'imperatore in tal senso dando sfogo ad inimicizie e rivalità personali, e spesso per il terrore e l'incertezza, o perché Tiberio aveva espresso il desiderio di partecipare lui stesso a determinati processi, si risolsero nel tenere sotto custodia gli imputati anche per anni; la pena di morte fu rinforzata, e sempre più persone scelsero il suicidio anche quando soggette al minimo segno di disapprovazione da parte dell'imperatore, che ora interveniva per respingere accuse ridicole e pretestuose e scagionare imputati innocenti, ora appariva sospettoso e paranoico. Tuttavia, Tiberio coinvolse il Senato nell'amministrazione della giustizia sino alla fine del proprio principato, non facendo quasi mai ricorso, a differenza di Claudio, a processi privati davanti a un consiglio ristretto.

##### Amministrazione economica, sociale e provinciale

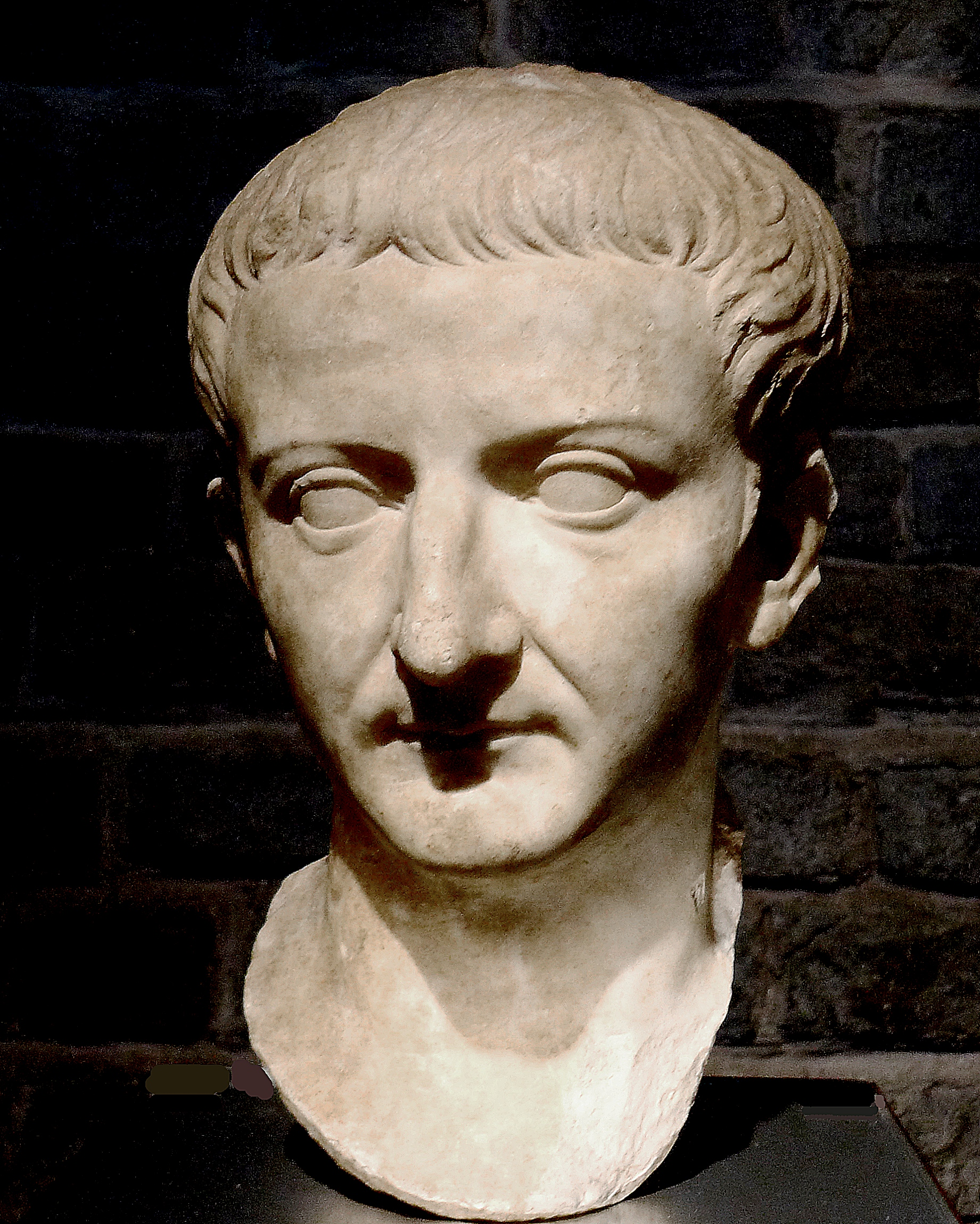
Ritratto di Tiberio (Römisch-Germanisches Museum, Colonia)

Agli inizi del suo principato, Tiberio esercitò un ferreo controllo sulla corruzione; infatti, poiché sotto Augusto i funzionari che versavano il denaro alla gente erano soliti tenere qualcosa per sé, fece in modo che tutto il denaro venisse contato sotto i propri occhi; inoltre, non alzò mai le tasse, non mandò nessuno in rovina per ragioni finanziarie e non accettò lasciti testamentari da estranei. Già nel 15 Tiberio aveva dovuto affrontare il malcontento popolare per un'imposta sulla vendite; questa poté essere dimezzata nel 17, in seguito all'annessione della Cappadocia, ma dovette essere rialzata alla fine del regno di Tiberio, in occasione di una crisi finanziaria. Negli ultimi anni del principato di Tiberio, coloro che venivano accusati di lesa maestà ma anticipavano la sentenza col suicidio poterono evitare che i propri beni venissero confiscati; l'imperatore, d'altro canto, iniziò ad accettare lasciti testamentari che provenissero da estranei. Alla sua morte lasciò un avanzo memorabile di 2 700 milioni di sesterzi: per fare solo pochi esempi, i beni del re Archelao di Cappadocia divennero proprietà imperiale, come pure alcune miniere della Gallia della moglie Giulia, una miniera d'argento tra i Ruteni, una d'oro di Sesto Mario in Spagna confiscata nel 33, e altre ancora. Egli, appena possibile, cercò di razionalizzare la spesa pubblica per gli spettacoli riducendo le paghe degli attori e diminuendo il numero delle coppie di gladiatori che partecipavano ai giochi.
A differenza del predecessore Tiberio, se si eccettuano dei giochi gladiatori presieduti da Druso minore nel 15, non organizzò mai spettacoli fastosi; agli inizi del suo principato l'imperatore si mostrò comunque disponibile e facile da avvicinare durante gli eventi pubblici, anche se col tempo iniziò ad evitare di presenziare, colpendo inoltre gli attori con l'esilio per ragioni di ordine pubblico; il rapporto fra l'imperatore e la plebe divenne dunque paternalistico e distaccato. Al momento del bisogno, l'imperatore offrì comunque assistenza diretta: quando nel 19 la plebe protestò per l'eccessivo costo del grano, Tiberio intervenne stabilendo un prezzo fisso d'acquisto, impegnandosi a dare ai venditori un indennizzo di due sesterzi per mogio; nel 32, quando il popolo protestò nuovamente per l'alto prezzo dei viveri, Tiberio ribadì i suoi sforzi in tale direzione aggiungendo l'elenco delle province da cui faceva venire il grano, in quantità maggiore di quanto non avesse fatto Augusto. Nel 26, Tiberio rispose prontamente a un violento incendio che colpì l'area del Celio, risarcendo i danni e facendo distribuire somme di denaro adeguate; pochi mesi prima di morire, nel 36, costituì un sussidio, in seguito a un incendio sull'Aventino, di cento milioni di sesterzi.
| Tiberio: sesterzio | Tiberio: sesterzio                                 |
| --- | -------------------------------------------------- |
| |                                                    |
| Tempio esastilo con ali laterali; Concordia seduta all'interno, con patera e cornucopie in mano; Ercole e Mercurio in piedi sul podio; Giove, Giunone, Minerva, Vittorie e altre figure sopra il frontone. | TI CAESAR DIVI AVG F AVGVST P M TR POT XXXVII / SC |
| 26.44 gm, 6h, coniato fra il 35 e il 36 |                                                    |

L'imperatore fu inoltre molto restio nell'ordinare nuove costruzioni, forse per ragioni economiche, perché i lavori pubblici portati avanti dal suo predecessore avevano reso superflui interventi su larga scala o forse anche per via del temperamento stesso di Tiberio; oltre a restaurare vecchi edifici, come il Tempio dei Dioscuri e il Tempio della Concordia, che dedicò in nome suo e del fratello defunto prima di salire al potere, nel 6 e nel 10, e a completarne altri iniziati sotto Augusto, durante il suo principato fece innalzare i Castra Praetoria; fece inoltre ricostruire il teatro di Pompeo, andato distrutto nel 22 durante un incendio, e edificò il tempio di Augusto, che andò ad ospitare un'enorme biblioteca: entrambe le strutture furono però dedicate solo sotto Caligola; d'altra parte in nessuno degli edifici che Tiberio restaurò egli fece iscrivere il proprio nome, lasciando intatto quello del fondatore originario e rispettando così la tradizione. Nel Campo Marzio, Tiberio dedicò dei monumenti dinastici: l'Ara Providentiae, forse già nel 15, e un monumento, forse un altare, poco distante dall'Ara Pacis, databile al 22 e forse associato al conferimento della tribunicia potestas a Druso Minore.

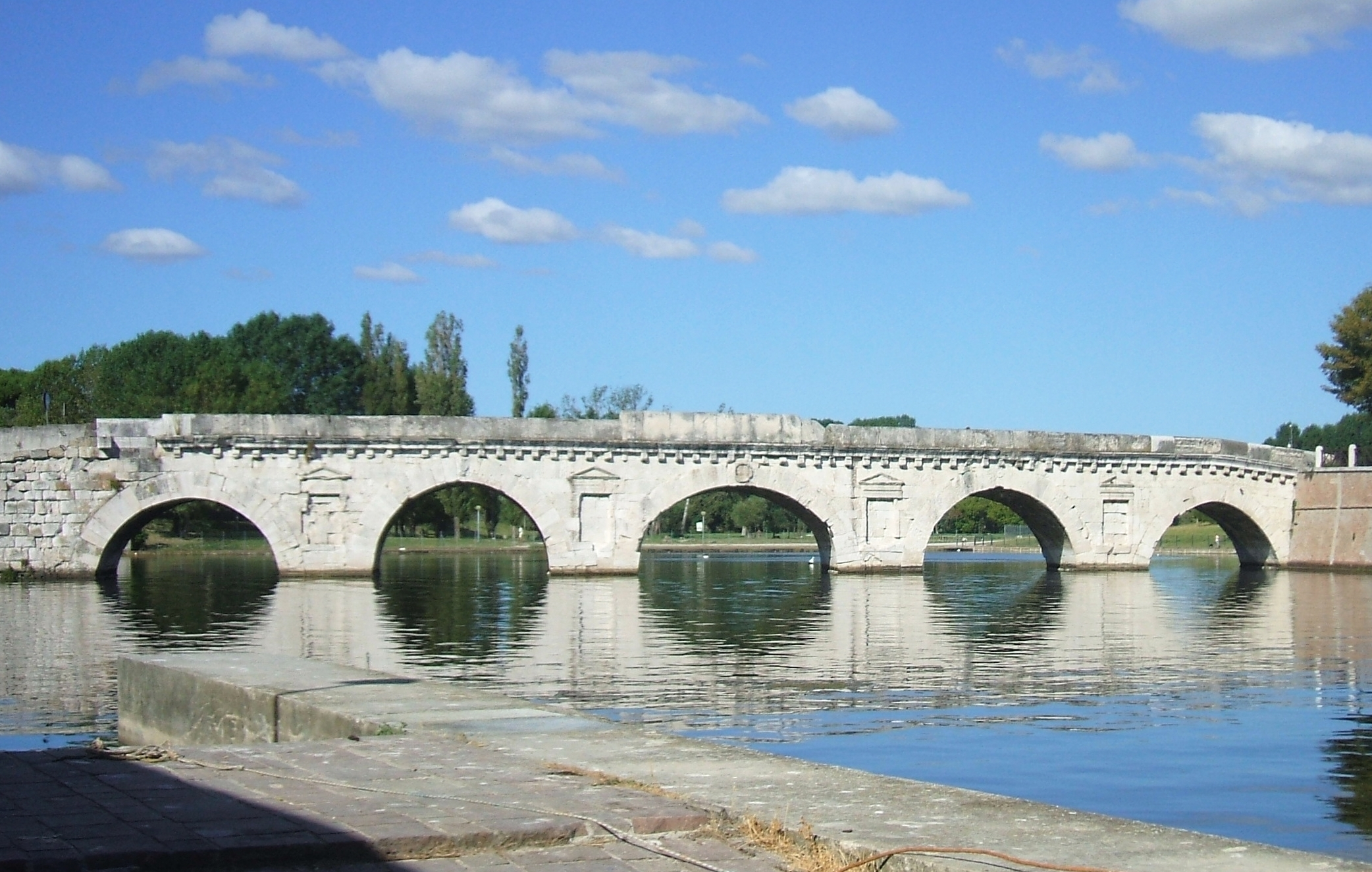
Ponte romano di Rimini, completato sotto Tiberio

Tiberio si preoccupò molto della sicurezza e l'ordine pubblico dell'Italia, moltiplicando i posti di guardia nella penisola e intervenendo anche a livello locale quando scoppiavano disordini e sommosse. Nel 33, dopo aver preso alcuni provvedimenti contro l'usura, riuscì ad attenuare una grave crisi agraria e finanziaria provocata da una riduzione della circolazione monetaria, istituendo con il proprio patrimonio personale un fondo di prestito di altri cento milioni di sesterzi, dal quale i debitori potevano attingere per tre anni senza interessi, purché possedessero, a garanzia, terreni di valore doppio rispetto alla somma chiesta in prestito; questi provvedimenti furono sostanzialmente mossi da una preoccupazione per il mantenimento dello status sociale, governato dalla ricchezza individuale. L'attività di Tiberio come benefattore delle comunità italiche, prima e dopo la successione di Augusto fu relativamente limitata: da imperatore comunque fece costruire una porta a Lodi Vecchio e terminare un ponte iniziato da Augusto a Rimini, e si fece anche patrono di Veio e Bovillae facendo costruire e abbellendo edifici legati al culto imperiale, e di Tusculum, dove possedeva una villa; di risposta, le città italiche omaggiarono ampiamente Tiberio con sacerdozi e statue in suo onore, e a Forum Clodii il suo compleanno fu celebrato come una festività. Tiberio inoltre appoggiò e favorì la carriera di diversi esponenti delle élite italiche, rafforzando il legame fra l'imperatore e le comunità della penisola.

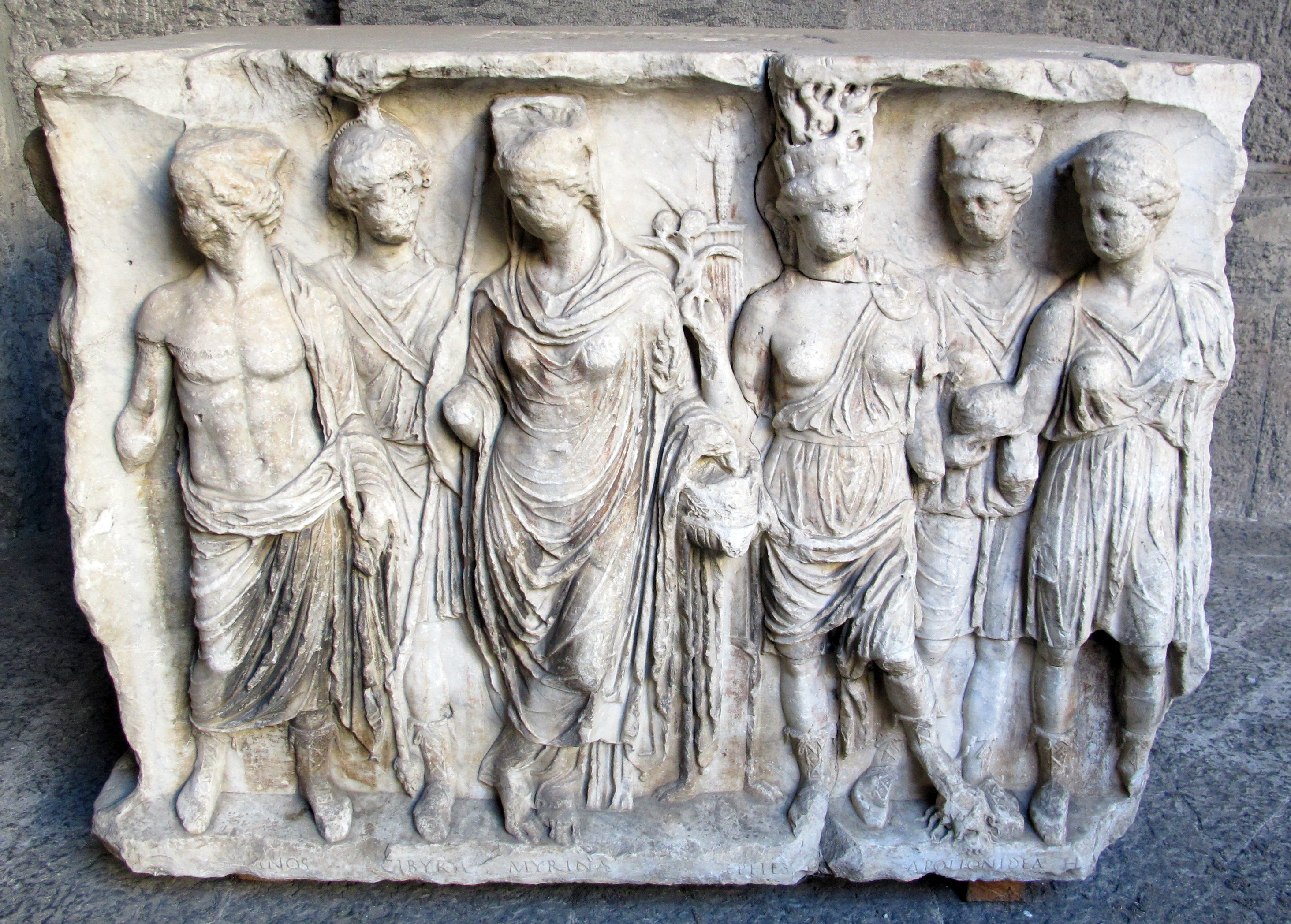
Base di una statua colossale eretta in onore di Tiberio dagli Augustales di Puteoli, con le personificazioni delle città dell'Asia cui Tiberio portò aiuto nel 17 (Napoli, Museo archeologico nazionale)

Nell'amministrazione dell'impero, Tiberio diede fortemente priorità all'Italia sulle province: l'imperatore si mostrò più pronto a favorire la carriera di senatori provinciali di quanto non lo fosse stato Augusto, ma fu in genere molto meno generoso nel concedere la cittadinanza. Si preoccupò principalmente di mantenere la pace nelle province e a rispondere a richieste di aiuto da parte dei provinciali, ma per il resto la sua attitudine fu fortemente passiva. Comunque, quando nel 17 dodici città d'Asia furono colpite da un devastante terremoto, Tiberio intervenne. Decise di concedere una somma di dieci milioni di sesterzi alla città di Sardi, la più colpita dal terremoto, che fu anche esonerata per 5 anni dal pagamento dei tributi, come altre città coinvolte dalla calamità. Fu inoltre inviato sul posto un ex pretore accompagnato da cinque littori per accertare lo stato delle cose e occuparsi dei soccorsi immediati. Ad Emilio Retto che lo invitava a imporre nuove imposte, egli si oppose fermamente, rispondendo che è compito del buon pastore tosare le pecore, non scorticarle; questo paragone, tuttavia, rifletteva ancora fermamente l'idea della superiorità dell'Italia sulle province. Nonostante ciò, non mancarono i governatori che si macchiarono di estorsione e corruzione, tanto che sotto il suo principato undici casi simili vennero portati all'attenzione di Tiberio; l'imperatore, tuttavia, fece del suo meglio per punire coloro che avevano abusato della propria carica.
Peculiarità del principato di Tiberio furono degli incarichi provinciali particolarmente lunghi; caso eccezionale fu quello di Gaio Poppeo Sabino, che governò per ben ventiquattro anni la Mesia. Questo atteggiamento dell'imperatore fu probabilmente determinato dalla sua volontà di tenere in carica personaggi competenti più a lungo possibile; ciò fu tuttavia esacerbato dalla riluttanza dei senatori di abbandonare la capitale e di assumere comandi provinciali, specie in vista di incarichi estremamente lunghi, tanto che Tiberio fu costretto a ordinare a coloro che erano stati designati governatori a lasciare Roma entro il mese di giugno; e ancora nel 33 l'imperatore si rammaricò in una lettera in Senato che gli uomini migliori erano del tutto restii a rivestire incarichi nelle province. Altro aspetto caratteristico del principato tiberiano fu quello di trattenere a Roma i governatori provinciali, come Lucio Arrunzio, che fu legato della Spagna Tarraconense per un decennio rimanendo nella capitale. Questo comportamento fu forse determinato dal desiderio di Tiberio di premiare membri importanti dell'aristocrazia con incarichi importanti senza costringerli a rinunciare ai lussi della capitale, allo stesso tempo marcando la priorità che l'imperatore dava a Roma e all'Italia, o forse, in seguito al comportamento pericoloso e sedizioso di Pisone in Siria, Tiberio fu deciso ad essere molto più cauto nell'assegnare importanti comandi militari. Sotto il principato di Tiberio furono infine costruite strade in Africa, in Spagna soprattutto nella parte nord-ovest, in Dalmazia e Mesia fino alle Porte di ferro lungo il Danubio, e altre furono riparate come in Gallia Narbonense.

#### Politica estera e militare
(Tacito, Annales, II, 26; trad. di Lidia Pighetti)
La politica estera di Tiberio fu segnata dalla pace e dalla diplomazia: l'unica legione che dovette spostarsi durante il suo principato fu la legio VIIII Hispana. In generale, Tiberio si mostrò riluttante ad annettere nuovi territori; le uniche modifiche in tal senso interessarono, infatti, il solo Oriente, quando alla morte dei re clienti, Cappadocia, Cilicia e Commagene furono incorporate nei confini imperiali. Tutte le rivolte che si susseguirono nel suo lungo principato, durato 23 anni, furono soffocate nel sangue dai suoi generali, come quella di Tacfarinas e dei suoi Musulami dal 17 al 24, o in Gallia di Giulio Floro e Giulio Sacroviro nel 21, o in Tracia tra i re clienti degli Odrisi attorno al 21.
Durante l'impero di Tiberio, le forze militari erano dislocate con la seguente disposizione: la tutela dell'Italia era affidata a due flotte, quella di Ravenna (classis Ravennatis) e quella di Capo Miseno (classis Misenensis), e Roma, in particolare, era difesa dalle nove coorti pretorie, che Seiano fece riunire in un accampamento alle porte dell'Urbe, e da tre coorti urbane. Il Nordovest dell'Italia era invece presidiato da un'ulteriore flotta, all'ancora sulle coste della Gallia, costituita dalle navi rostrate che Augusto aveva catturato ad Azio. Le restanti forze erano stanziate nelle province, con l'obiettivo di salvaguardare i confini e reprimere eventuali rivolte interne: otto legioni erano schierate nella zona del Reno a protezione dalle invasioni germaniche e dalle rivolte galliche, tre legioni si trovavano in Spagna, e due tra le province dell'Egitto e dell'Africa, dove Roma poteva anche contare sull'aiuto del regno di Mauretania. A Oriente, quattro legioni erano stanziate tra la Siria e il fiume Eufrate. Nell'Europa orientale, infine, due legioni erano stanziate in Pannonia, due in Mesia, a protezione del confine danubiano, e due in Dalmazia. Dislocati ovunque sul territorio, in modo da poter intervenire dove ce ne fosse bisogno, erano altre piccole flotte di triremi, battaglioni di cavalleria e gruppi di ausiliari reclutati tra gli abitanti delle province.

##### In Germania

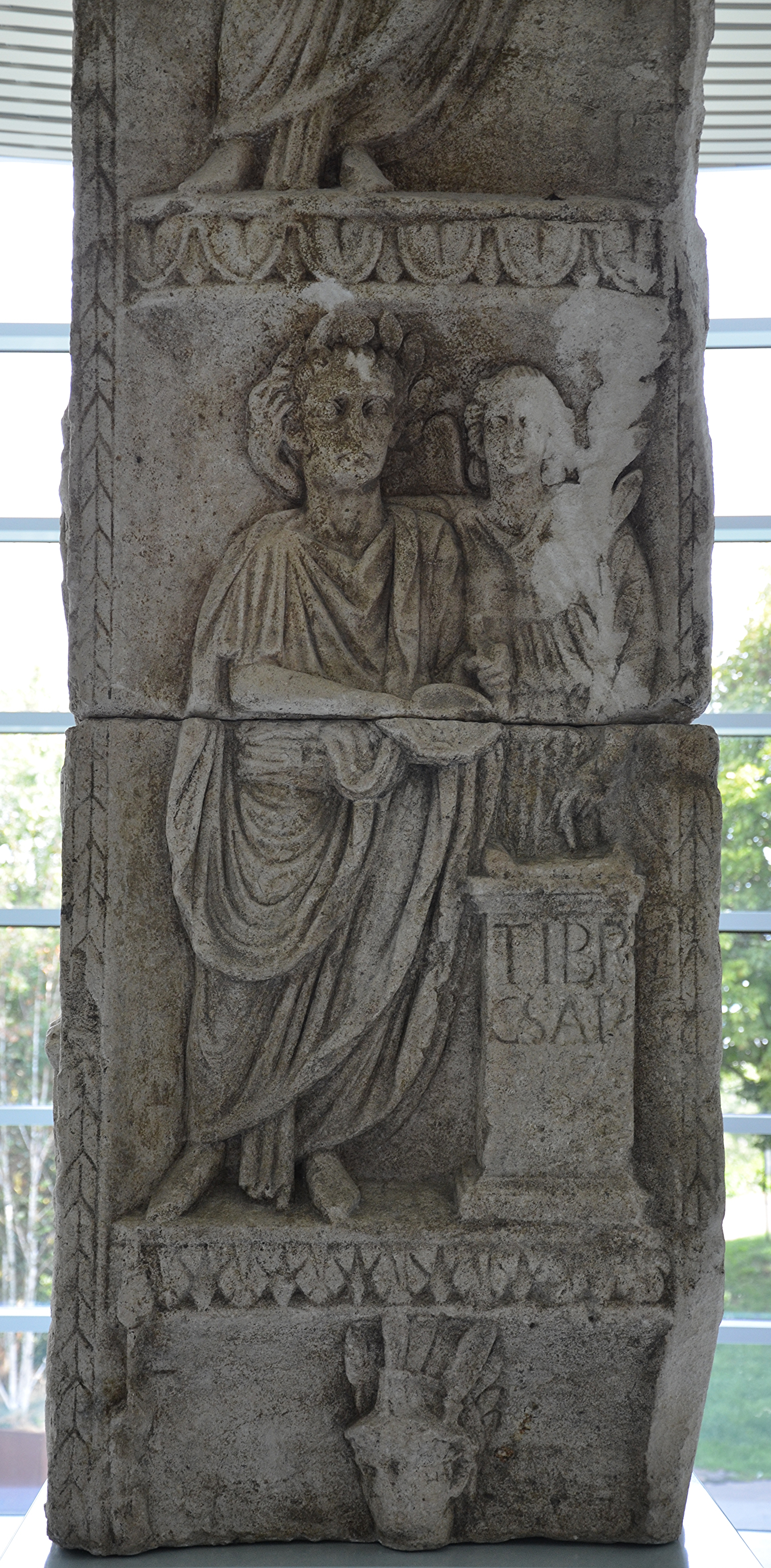
Resti di un monumento dedicato a Tiberio per i suoi successi militari in Germania, con un togato in atto sacrificale, probabilmente Tiberio, incoronato da una Vittoria (Museum het Valkhof, Nimega)

Riguardo alla politica estera lungo i confini settentrionali, Tiberio pose fine dopo pochi anni dall'ascesa al potere alle operazioni militari che Germanico aveva intrapreso fra il 14 e il 16. I dissensi interni delle tribù germaniche produssero di lì a poco una guerra tra Catti e Cherusci, una successiva tra Arminio e Maroboduo, fino a quando quest'ultimo fu esiliato nel 19, mentre il primo assassinato (nel 21). Mentre Tacito insinua che fu l'invidia verso il figlio adottivo a spingere Tiberio a richiamarlo, più probabilmente la decisione fu presa in seguito a valutazioni di altra natura, in particolare la preoccupazione per i costi di una guerra prolungata, per le conseguenze fiscali dell'annessione di un nuovo territorio, e per la natura boschiva e poco agreste della Germania. Da parte sua Germanico intendeva restaurare il controllo diretto Romano sino all'Elba; ma al termine di ciascuna delle sue spedizioni egli fu costretto a ritirarsi ad Ovest del Reno, il che indica che una rioccupazione definitiva era con tutta probabilità ancora lontana.
Nel 14, mentre era in corso la rivolta delle legioni in Pannonia, anche gli uomini stanziati lungo il confine germanico si ribellarono ai loro comandanti, dando inizio a una serie di efferate violenze e massacri. Germanico, allora, che era a capo dell'esercito stanziato in Germania e godeva di grande prestigio, s'incaricò di riportare alla calma la situazione, confrontandosi personalmente con i soldati in rivolta. Essi chiedevano, come i loro compagni pannoni, la riduzione della durata del servizio militare e l'aumento della paga: Germanico decise di concedere loro il congedo dopo venti anni di servizio e di inserire nella riserva tutti i soldati che avevano combattuto per oltre sedici anni, esonerandoli così da ogni obbligo con l'eccezione di quello di respingere gli assalti nemici; raddoppiò allo stesso tempo i lasciti a cui, secondo il testamento di Augusto, i militari avevano diritto. Le legioni, che avevano da poco appreso della recente morte di Augusto, arrivarono addirittura a garantire il proprio appoggio al generale se avesse desiderato impadronirsi del potere con la forza, ma egli rifiutò dimostrando allo stesso tempo grande rispetto per il padre adottivo Tiberio e una grande fermezza. La rivolta, che aveva attecchito tra molte delle legioni di stanza in Germania, risultò comunque difficile da reprimere, e si concluse con la strage di molti legionari ribelli. I provvedimenti presi da Germanico per soddisfare le esigenze delle legioni furono poi ufficializzati in un secondo momento da Tiberio, che assegnò le stesse indennità anche ai legionari pannoni.
Ripreso il controllo della situazione, Germanico decise di organizzare una spedizione contro le popolazioni germaniche che, venute a conoscenza delle notizie della morte di Augusto e della ribellione delle legioni, avrebbero potuto decidere di lanciare un nuovo attacco contro l'Impero. Assegnata, dunque, parte delle legioni al luogotenente Aulo Cecina Severo, attaccò le tribù di Bructeri, Tubanti e Usipeti, sconfiggendole nettamente e compiendo numerose stragi; attaccò, poi, i Marsi, ottenendo nuove vittorie e pacificando così la regione a ovest del Reno: poté in questo modo progettare per il 15 una spedizione a est del grande fiume, con la quale avrebbe potuto vendicare Varo e frenare ogni volontà espansionistica dei Germani.

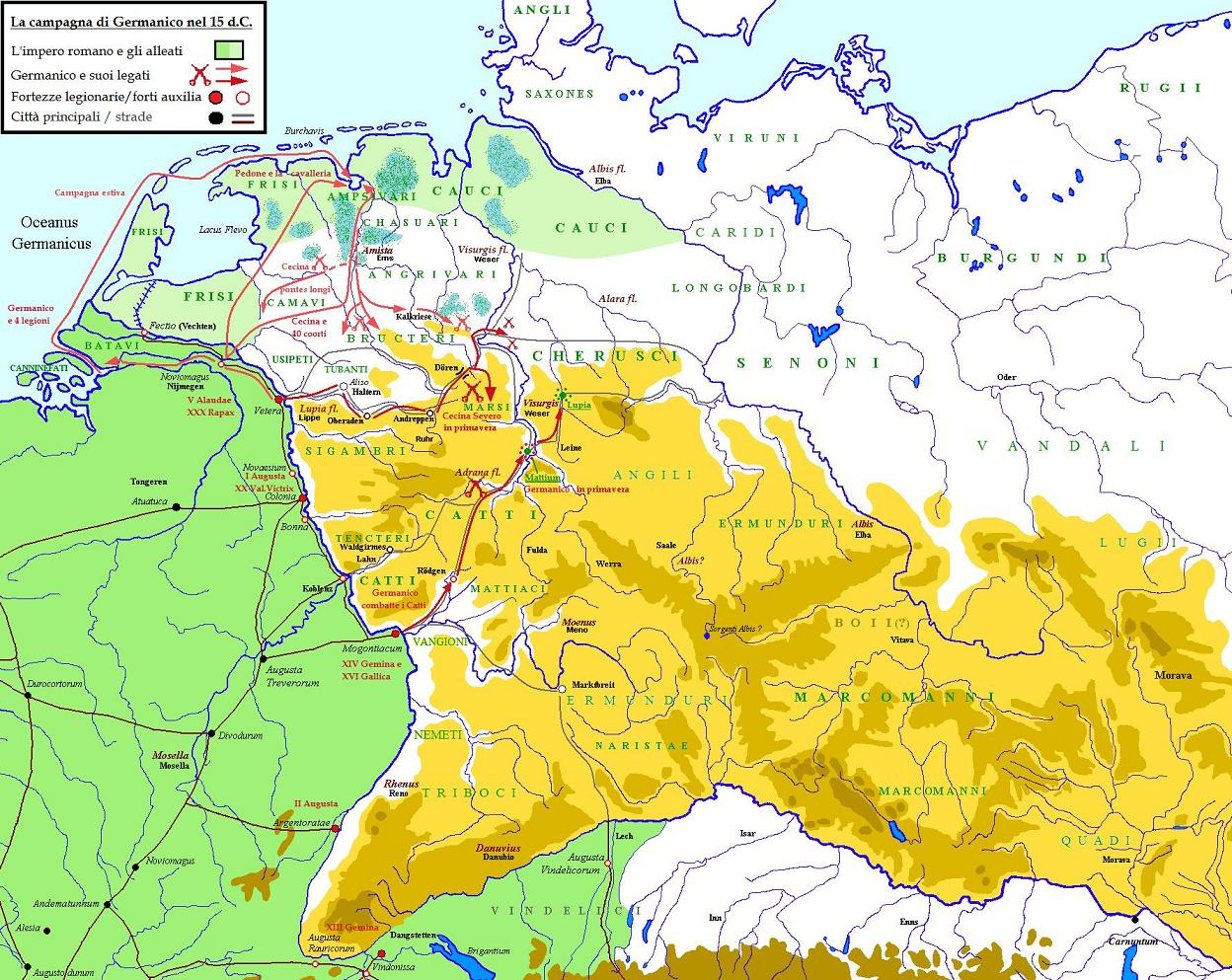
La spedizione del 15 di Germanico in Germania

Nel 15, dunque, Germanico attraversò il Reno assieme al luogotenente Cecina Severo, che sconfisse nuovamente i Marsi, mentre il generale ottenne una netta vittoria sui Catti. Il principe dei Cherusci Arminio, che aveva sconfitto Varo a Teutoburgo, incitò allora tutte le popolazioni germaniche alla rivolta, invitandole a combattere contro gli invasori romani; si formò, tuttavia, anche un piccolo partito filoromano, guidato dal suocero di Arminio, Segeste, che offrì il proprio aiuto a Germanico. Questi si diresse verso Teutoburgo, dove poté ritrovare una delle aquile legionarie perdute nella battaglia di sei anni prima, e rese gli onori funebri ai caduti le cui ossa erano rimaste insepolte.

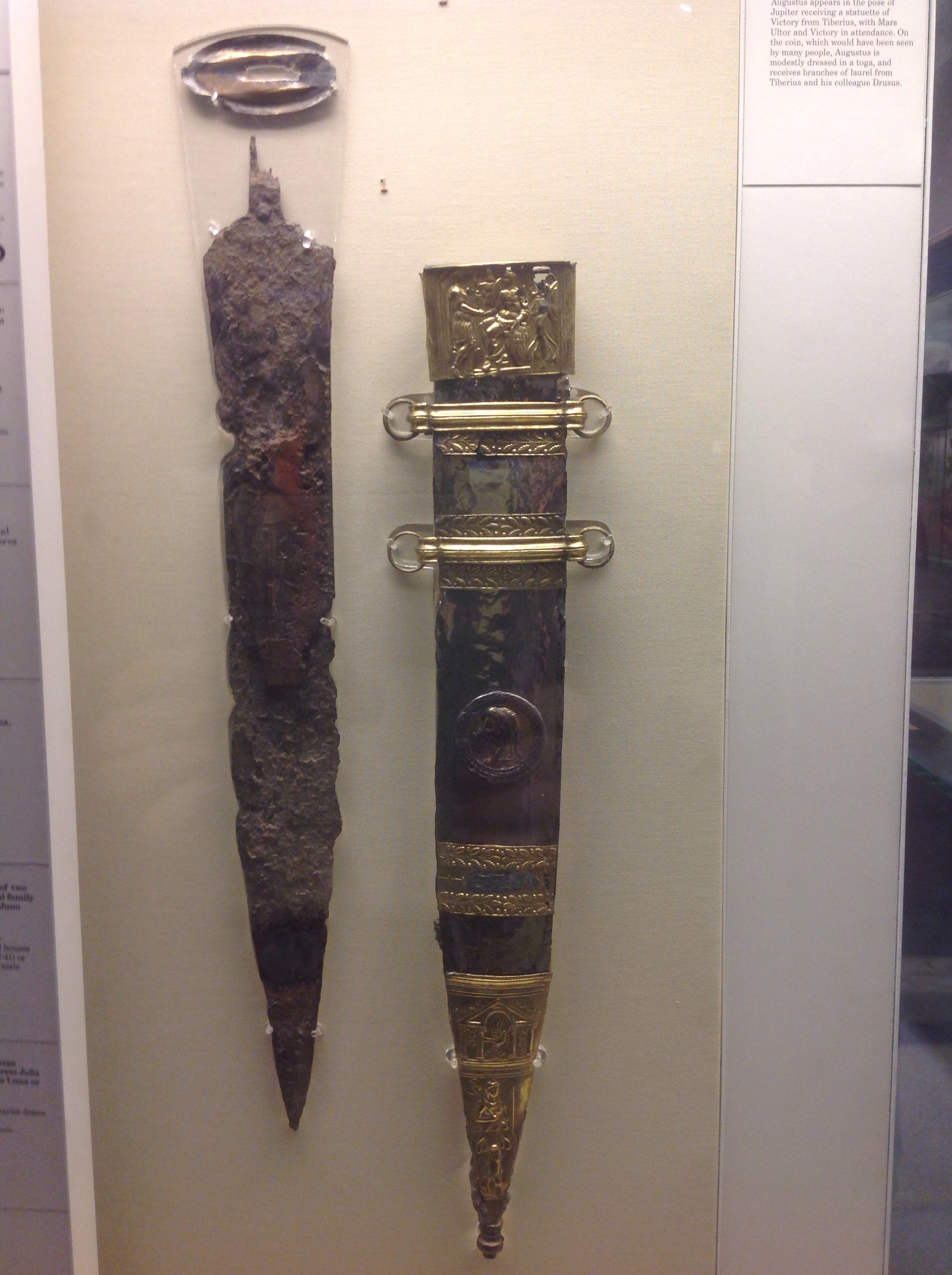
Spada romana rinvenuta a Magonza; sul fodero sono raffigurati due personaggi, in genere identificati come Tiberio in veste giovia con Germanico incedente davanti a sé (British Museum, Londra)

Germanico decise dunque di inseguire Arminio per affrontarlo in battaglia; il principe germanico, però, attaccò gli squadroni di cavalleria che Germanico aveva mandato in avanscoperta sicuro di poter cogliere il nemico impreparato, e fu dunque necessario che l'intero esercito legionario intervenisse per evitare una nuova disastrosa sconfitta. Germanico, allora, decise di tornare a ovest del Reno assieme ai suoi uomini; mentre si trovava sulla strada del ritorno presso i cosiddetti pontes longi, Cecina fu attaccato e sconfitto da Arminio, che lo costrinse a retrocedere all'interno dell'accampamento. I Germani, allora, convinti di poter avere la meglio sulle legioni, assaltarono l'accampamento stesso, ma furono a loro volta duramente sconfitti, e Cecina poté condurre le legioni sane e salve a ovest del Reno.
Nonostante avesse riportato una sostanziale vittoria, Germanico era cosciente che i Germani erano ancora in grado di riorganizzarsi, e decise, nel 16, di condurre una nuova campagna che avesse l'obiettivo di annientare definitivamente le popolazioni tra il Reno e l'Elba. Per giungere indisturbato nelle terre dei nemici, decise di approntare una flotta che conducesse le legioni fino alla foce del fiume Amisia: in tempi rapidi furono approntate oltre mille navi agili e veloci, in grado di trasportare numerosi uomini ma dotate anche di macchine da guerra per la difesa. Non appena i Romani sbarcarono in Germania, le tribù del luogo, riunite sotto il comando di Arminio, si prepararono a fronteggiare gli invasori e si riunirono a battaglia presso Idistaviso; gli uomini di Germanico, ben più preparati dei loro nemici, fronteggiarono allora i Germani, e riportarono una schiacciante vittoria. Arminio e i suoi si ritirarono presso il Vallo Angrivariano, ma subirono un'altra durissima sconfitta da parte dei legionari romani: le genti che abitavano tra il Reno e l'Elba erano così state debellate. Germanico ricondusse dunque i suoi in Gallia, ma, sulla strada del ritorno, la flotta romana fu dispersa da una tempesta e costretta a subire notevoli perdite; l'inconveniente occorso ai Romani diede nuovamente ai Germani la speranza di ribaltare le sorti della guerra, ma i luogotenenti di Germanico poterono facilmente avere la meglio sui loro nemici. Sebbene Roma non fosse dunque riuscita a espandere la sua area d'influenza, il confine stabilito dal Reno era, così, protetto da altre eventuali rivolte germaniche; a segnare in modo ancora più netto la fine delle ribellioni delle genti del luogo intervenne, nel 21, la morte di Arminio, che, dopo aver sconfitto in guerra il re filoromano dei Marcomanni, Maroboduo, fu tradito e ucciso dai suoi compagni quando aspirava ormai al regno.

##### In Oriente

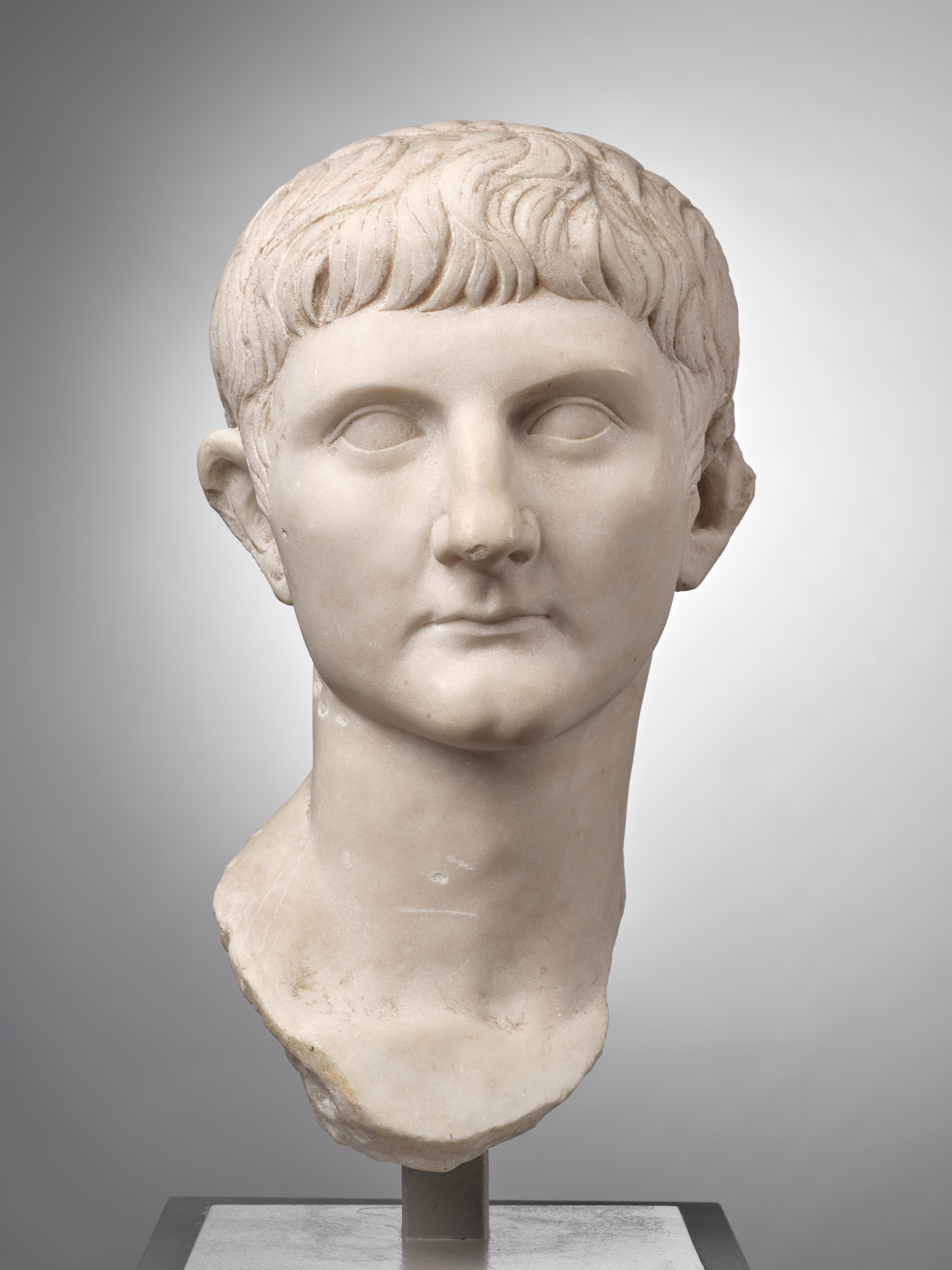
Ritratto di Germanico (Tolosa, Museo Saint-Raymond)

A Oriente la situazione politica, dopo un periodo di relativa tranquillità successivo agli accordi tra Augusto e i sovrani partici, tornò a farsi conflittuale: a causa delle lotte intestine, Fraate IV e i suoi figli morirono mentre a Roma regnava ancora Augusto, e i Parti chiesero dunque che Vonone, figlio di Fraate inviato tempo prima come ostaggio, potesse tornare in Oriente, per salire al trono in qualità di unico membro ancora in vita della dinastia arsacide. Il nuovo sovrano, però, estraneo alle tradizioni locali, risultò inviso ai Parti stessi, e fu quindi sconfitto e scacciato da Artabano II, e costretto a rifugiarsi in Armenia. Qui i re imposti sul trono da Roma erano morti, e Vonone fu dunque scelto come nuovo sovrano; tuttavia, ben presto Artabano fece pressione su Roma perché Tiberio destituisse il nuovo re armeno, e l'imperatore, per evitare di dover intraprendere una nuova guerra contro i Parti, fece arrestare Vonone dal governatore romano di Siria.
A turbare la situazione orientale intervennero anche le morti del re della Cappadocia Archelao, che era venuto a Roma a rendere omaggio a Tiberio, di Antioco III, re di Commagene, e di Filopatore, re di Cilicia: i tre Stati, che erano vassalli di Roma, si trovavano in una situazione di instabilità politica, e si acuivano i contrasti tra il partito filoromano e i fautori dell'autonomia.
La difficile situazione orientale rendeva necessario un intervento romano, e Tiberio nel 18 inviò il figlio adottivo, Germanico, che fu nominato console e insignito dell'imperium proconsolaris maius su tutte le province orientali. Contemporaneamente l'imperatore nominò un nuovo governatore per la provincia di Siria, Gneo Calpurnio Pisone, che era stato suo collega durante il consolato del 7 a.C. Giunto in Oriente, Germanico, con il consenso dei Parti, incoronò ad Artaxata un nuovo sovrano d'Armenia: il regno, infatti, dopo la deposizione di Vonone era rimasto privo di una guida, e Germanico conferì la carica di re al giovane Zenone, figlio del sovrano del Ponto Polemone I. Stabilì, inoltre, che Commagene ricadesse sotto la giurisdizione di un pretore, pur mantenendo la propria formale autonomia, che la Cappadocia fosse istituita come provincia a sé stante, e che la Cilicia entrasse invece a far parte della provincia di Siria.

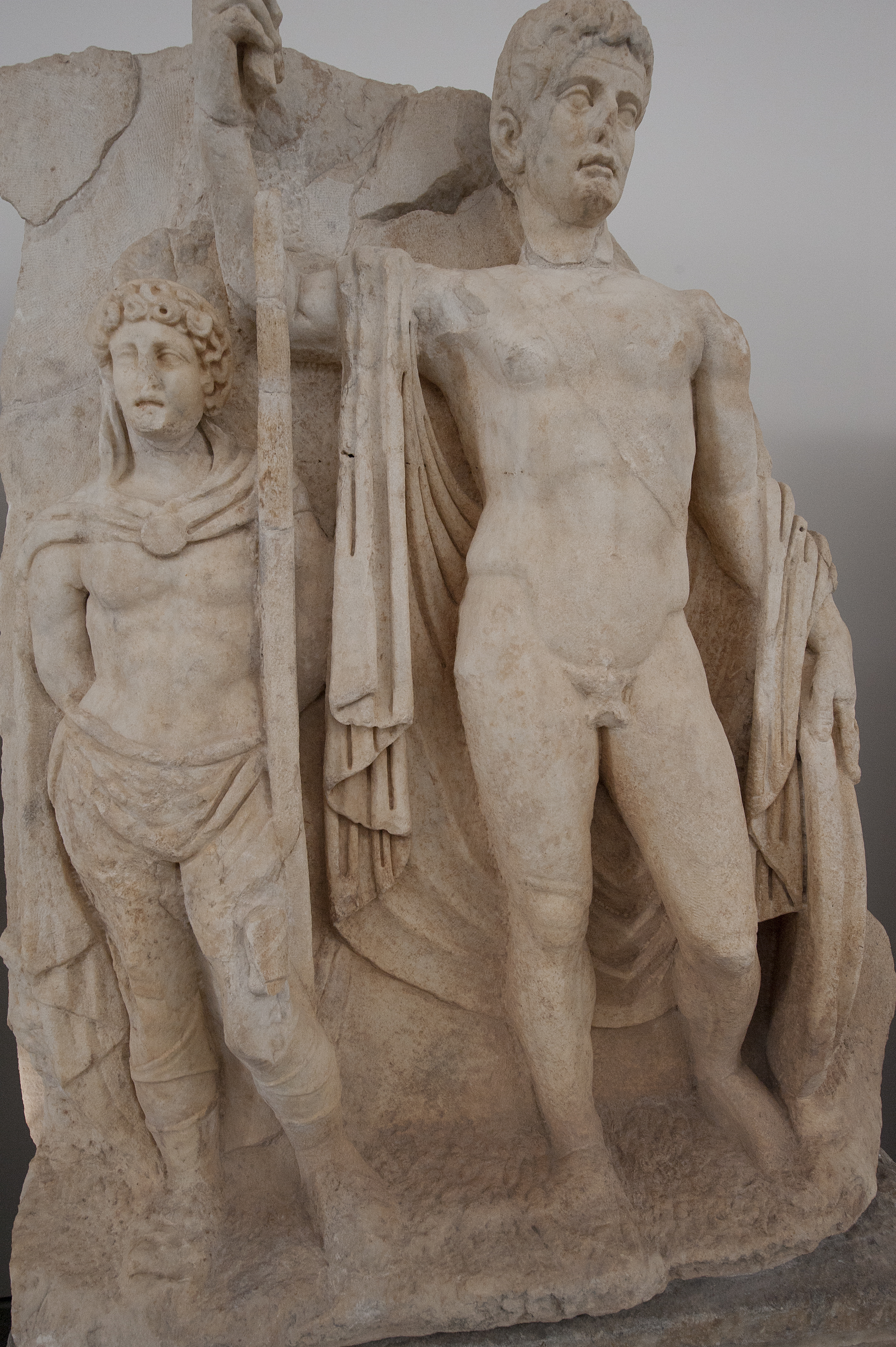
Rilievo dal Sebasteion di Afrodisia, raffigurante probabilmente Tiberio in nudità eroica con un prigioniero barbaro

Germanico aveva così brillantemente risolto tutti i problemi che avrebbero potuto far temere l'accendersi di nuove situazioni di conflitto nella regione orientale. Ricevette, intanto, un'ambasceria da parte del re dei Parti Artabano, che era intenzionato a confermare e rinnovare l'amicizia e l'alleanza dei due imperi: in segno di omaggio alla potenza romana Artabano decise di recarsi in visita da Germanico in riva al fiume Eufrate, e chiese che in cambio Vonone fosse scacciato dalla Siria, dov'era rimasto dal momento del suo arresto, poiché fomentava nuove discordie; Germanico accettò di rinnovare l'amicizia con i Parti, e acconsentì dunque all'allontanamento dalla Siria di Vonone, che aveva stretto un legame di amicizia con il governatore Pisone. L'ex re dell'Armenia fu dunque confinato nella città di Pompeiopoli in Cilicia, e morì poco tempo dopo, ucciso da alcuni cavalieri romani mentre tentava la fuga. Nel 19 anche Germanico morì, dopo aver evitato con oculati provvedimenti che una carestia sviluppatasi in Egitto avesse conseguenze catastrofiche per la provincia stessa.
La sistemazione dell'Oriente approntata da Germanico garantì la pace fino al 34: in quell'anno il re Artabano II di Partia, convinto che Tiberio, ormai vecchio, non avrebbe opposto resistenza da Capri, pose il figlio Arsace sul trono di Armenia dopo la morte di Artaxias. Tiberio, allora, decise di inviare Tiridate, discendente della dinastia arsacide tenuto in ostaggio a Roma, a contendere il trono partico ad Artabano, e sostenne l'insediamento di Mitridate, fratello del re di Iberia, sul trono di Armenia. Mitridate, con l'aiuto del fratello Farasmane, riuscì a impossessarsi del trono di Armenia: i servi di Arsace, corrotti, uccisero il loro padrone, gli Iberi invasero il regno e sconfissero, alleatisi con i popoli locali, l'esercito dei Parti guidato da Orode, figlio di Artabano. Artabano, temendo un nuovo massiccio intervento da parte dei Romani, rifiutò di inviare altre truppe contro Mitridate, e abbandonò le proprie pretese sul regno di Armenia. Contemporaneamente, gli odi che Roma fomentava tra i Parti contro Artabano costrinsero il re a lasciare il trono e a ritirarsi, mentre il controllo del regno passava all'arsacide Tiridate. Poco tempo più tardi, tuttavia, quando Tiridate era sul trono da circa un anno, Artabano, radunato un grosso esercito, marciò contro di lui; l'arsacide inviato da Roma, impaurito, fu costretto a ritirarsi, e Tiberio dovette accettare che lo Stato dei Parti continuasse a essere governato da un sovrano ostile ai Romani.

##### In Africa

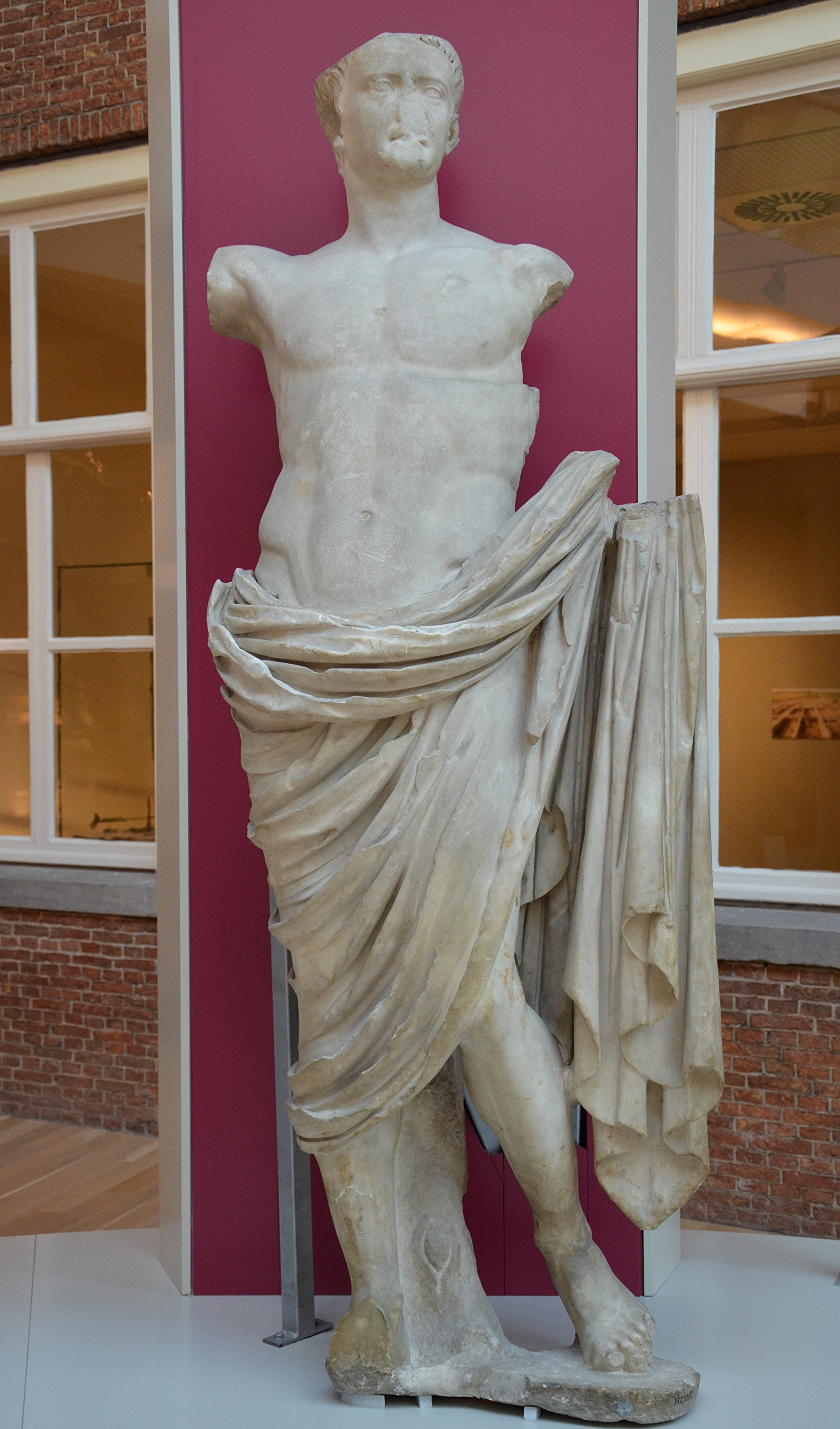
Statua di Tiberio da Utica (Rijksmuseum van Oudheden, Leida)

Nel 17, il numida Tacfarinas, che aveva servito come ausiliario nell'esercito romano, iniziò a raccogliere attorno a sé numerosi briganti, ma divenne poi guida dell'intero popolo dei Musulami, nomadi che abitavano le zone vicine al Sahara. Organizzato un esercito con il quale compiere razzie e tentare di intaccare il dominio romano, Tacfarinas attirò dalla sua parte i Mauri guidati da Mazippa; il proconsole d'Africa Marco Furio Camillo, allora, si affrettò a marciare contro Tacfarinas e i suoi alleati, nel timore che i ribelli rifiutassero di ingaggiare battaglia, e li sconfisse nettamente, meritandosi anche le insegne trionfali.
L'anno successivo, Tacfarinas riprese le ostilità, iniziando una serie di attacchi e razzie contro villaggi e accumulando un grosso bottino; cinse infine d'assedio una coorte dell'esercito romano, e riuscì a sconfiggerla duramente. Allora, il nuovo proconsole, che era succeduto a Camillo, inviò il corpo dei veterani contro Tacfarinas, che fu sconfitto. Il numida, allora, intraprese una tattica di guerriglia contro i Romani, ma, dopo alcuni successi iniziali, fu nuovamente sconfitto, e ricacciato nel deserto.
Dopo alcuni anni di pace, nel 22 Tacfarinas inviò ambasciatori presso Tiberio a Roma, affinché chiedessero per lui e per i suoi uomini la possibilità di risiedere stabilmente all'interno dei territori romani; se Tiberio non avesse accettato le condizioni, il numida minacciava di scatenare una nuova guerra che avrebbe protratto a oltranza. L'imperatore, tuttavia, considerò la minaccia di Tacfarinas come un oltraggio al potere di Roma, e ordinò di condurre una nuova offensiva contro i ribelli numidi. Il comandante dell'esercito romano, Bleso, decise di adottare una strategia simile a quella che Tacfarinas aveva a sua volta adottato nel 18: egli divise il suo esercito in tre colonne, con le quali poté attaccare ripetutamente i nemici e costringerli alla ritirata. Il successo sembrò essere definitivo, tanto che Tiberio acconsentì alla proclamazione a imperator di Bleso.
La guerra contro Tacfarinas ebbe fine soltanto nel 24: nonostante le sconfitte sofferte fino ad allora, il ribelle numida continuava a resistere, e decise di condurre ancora un'offensiva contro i Romani. Cinse dunque d'assedio una piccola cittadina, ma fu subito attaccato dall'esercito romano e costretto a retrocedere; molti capi ribelli, tuttavia, furono catturati e uccisi. All'inseguimento dei fuggiaschi si lanciarono i battaglioni di cavalleria e le coorti leggere, rinforzate anche dagli uomini inviati dal re Tolomeo di Mauretania, che alleato dei Romani, aveva deciso di scendere in guerra contro Tacfarinas, che aveva danneggiato anche il suo regno. Raggiunti, i ribelli numidi diedero nuovamente battaglia, ma furono duramente sconfitti; Tacfarinas, certo dell'inevitabilità di una sconfitta definitiva, si gettò nel mezzo delle schiere nemiche, e cadde trafitto dai colpi. Con la morte dell'uomo che l'aveva saputa organizzare, la rivolta ebbe fine.

##### In Gallia

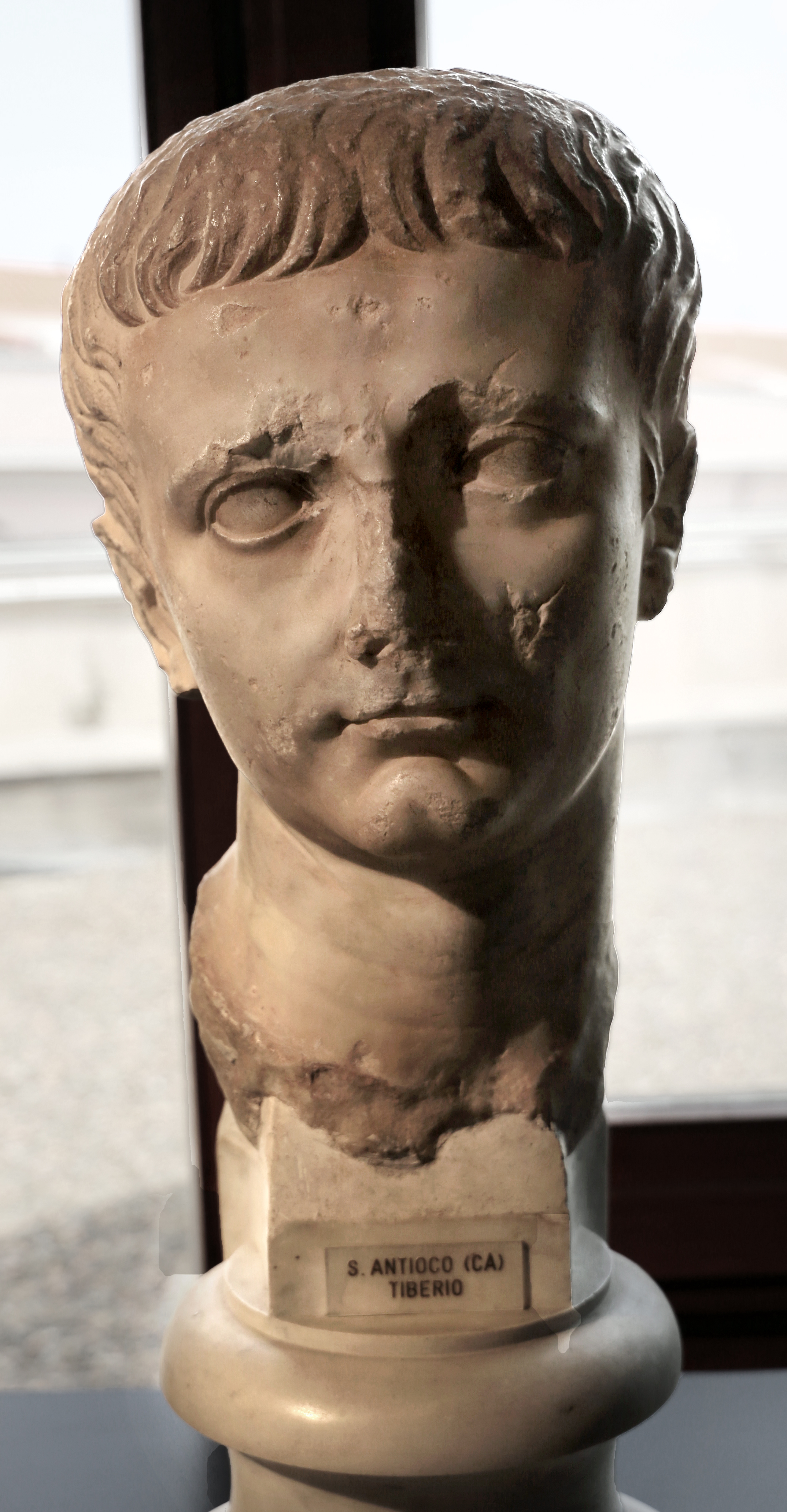
Ritratto di Tiberio (Museo archeologico nazionale, Cagliari)

Nel 21 gli abitanti della Gallia, oppressi dalla richiesta di esosi tributi e imposte, si ribellarono spinti da Giulio Floro e Giulio Sacroviro. I due organizzatori della rivolta, uno membro della tribù dei Treviri, l'altro di quella degli Edui, godevano della cittadinanza romana, che i loro antenati avevano ricevuto per i servigi prestati allo Stato, e conoscevano il sistema politico e militare romano. Per avere maggiori speranze di successo, decisero di estendere la ribellione a tutte le tribù della Gallia, e intrapresero dunque numerosi viaggi, guadagnando alla propria causa anche i Belgi. Tiberio tentò di evitare un intervento diretto di Roma, ma quando i Galli arruolati nelle milizie ausiliarie iniziarono a defezionare, le legioni marciarono contro Floro e lo sconfissero presso la selva Arduenna. Il capo dei Treviri, vedendo che per il suo esercito non v'era alcuna via di fuga, decise di uccidersi; per i suoi, rimasti senza una guida autorevole, ebbe dunque fine la ribellione. Sacroviro assunse allora il comando generale della ribellione, radunando attorno a sé tutte le tribù ancora disposte a combattere contro Roma; presso Augustodunum fu attaccato dall'esercito romano e, dopo aver dato prova di notevole valore, fu sconfitto. Anch'egli, per non finire nelle mani dei nemici, decise di togliersi la vita assieme ai suoi più fedeli collaboratori; morti coloro che l'avevano saputa organizzare, la ribellione delle Gallie finì, senza che si fosse ottenuta nessuna riduzione delle gravose imposte che gli abitanti del territorio dovevano pagare.

##### Nell'area Illirico-balcanica
Nel 14, non appena le legioni stanziate nella regione dell'Illirico vennero a conoscenza della notizia della morte di Augusto, scoppiò una rivolta fomentata dai legionari Percennio e Vibuleno. Essi speravano infatti di scatenare una nuova guerra civile da cui trarre notevoli guadagni e, allo stesso tempo, intendevano migliorare le condizioni in cui si trovavano tutti i militari: chiedevano infatti che si riducessero gli anni di servizio militare, e che il loro salario giornaliero venisse portato a un denario. Tiberio, da poco salito al potere, rifiutò di intervenire personalmente, e inviò presso le legioni il figlio Druso assieme ad alcuni cittadini romani e due coorti pretorie assieme a Lucio Elio Seiano, figlio del prefetto del pretorio Seio Strabone. Druso pose fine alla rivolta uccidendo i capi Percennio e Vibuleno e attuando ulteriori repressioni contro i ribelli; ai legionari non furono fatte sul momento particolari concessioni, ma essi poterono poi beneficiare delle stesse indennità che Germanico concesse più tardi alle legioni di Germania. Nell'area dell'ex Illirico, Tiberio dispose nel 15 che le province senatorie di Acaia e Macedonia fossero unite alla provincia imperiale di Mesia, prorogando l'incarico del governatore Gaio Poppeo Sabino (che rimase in carica 21 anni dal 15 al 36) e dei suoi successori.

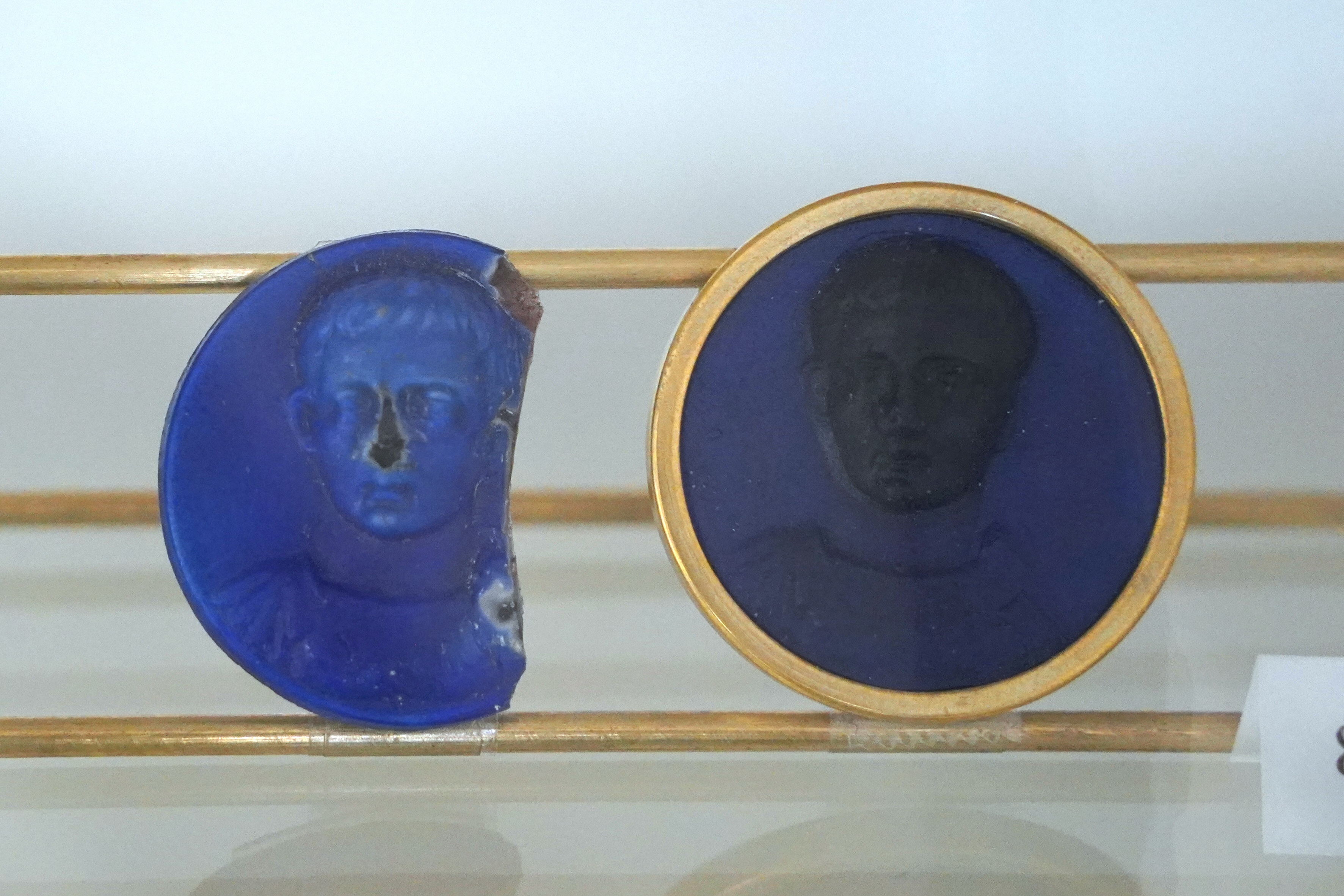
Falera in vetro raffigurante Tiberio (Museo del vetro antico, Zara)

Anche in Tracia la situazione di tranquillità dell'epoca augustea si ruppe alla morte del re Remetalce I, alleato di Roma: il regno fu diviso in due parti, che furono assegnate al figlio e al fratello del re defunto, Cotys V e Rescuporide. A Cotys spettò la regione vicina alla costa e alle colonie greche, a Rescuporide quella selvaggia e incolta dell'interno, esposta agli attacchi degli ostili popoli confinanti. Rescuporide, allora, deciso a impossessarsi delle terre spettate al nipote, iniziò a condurre contro il suo regno una serie di azioni violente; nel 19, Tiberio, nel tentativo di evitare lo scoppio di una nuova guerra che avrebbe probabilmente richiesto l'intervento di truppe romane, inviò emissari ai due re traci, favorendo l'avvio delle trattative di pace. Rescuporide, tuttavia, non desistette dal suo proposito, ma fece anzi imprigionare Cotys impossessandosi del suo regno, e chiese poi che Roma riconoscesse la sua sovranità su tutta la Tracia. Tiberio invitò allora lo stesso Rescuporide a raggiungere l'Urbe per giustificare l'arresto di Cotys, ma il re trace si rifiutò e uccise il nipote. Tiberio inviò allora da Rescuporide il governatore della Mesia Pomponio Flacco, che, vecchio amico del re trace, lo convinse a recarsi a Roma; ivi Rescuporide fu processato e condannato al confino per l'uccisione di Cotys, e morì più tardi mentre si trovava ad Alessandria. Il regno di Tracia fu diviso tra Remetalce III, figlio di Rescuporide che aveva apertamente osteggiato i piani del padre, e i giovanissimi figli di Cotys, in nome dei quali fu nominato reggente l'ex pretore Trebelleno Rufo.

## Ascendenza
|                        |                             |         | Genitori      |  |  | Nonni                  |  |  | Bisnonni |  |
|                        |                             |         |               |  |  | Tiberio Claudio Nerone |  |  | …        |  |
|                        |                             |         |               |  |  | Tiberio Claudio Nerone |  |  | …        |  |
|                        |                             | …       |               |  |  | Tiberio Claudio Nerone |  |  |          |  |
| Tiberio Claudio Nerone |                             |         |               |  |  | Tiberio Claudio Nerone |  |  |          |  |
|                        |                             | …       | …             |  |  |                        |  |  |          |  |
|                        |                             | …       | …             |  |  |                        |  |  |          |  |
|                        |                             | …       | …             |  |  |                        |  |  |          |  |
| Tiberio                |                             | …       |               |  |  |                        |  |  |          |  |
|                        | Marco Livio Druso Claudiano | …       |               |  |  |                        |  |  |          |  |
|                        | Marco Livio Druso Claudiano | …       |               |  |  |                        |  |  |          |  |
|                        | Marco Livio Druso Claudiano | …       |               |  |  |                        |  |  |          |  |
| Livia Drusilla         | Marco Livio Druso Claudiano |         |               |  |  |                        |  |  |          |  |
|                        |                             | Alfidia | Marco Alfidio |  |  |                        |  |  |          |  |
|                        |                             | Alfidia | Marco Alfidio |  |  |                        |  |  |          |  |
|                        |                             | Alfidia | …             |  |  |                        |  |  |          |  |
|                        |                             | Alfidia |               |  |  |                        |  |  |          |  |

### Esplicative
1. ↑  L'uso del cognomen "Claudiano" è attestato unicamente a livello letterario nella dedica da parte di Tiberio in nome suo e del fratello posta nel 6 sul tempio di Castore e Polluce e nel 10 sul Tempio della Concordia, restaurati dal futuro imperatore. Da principe, Tiberio evitò di usare il nomen Giulio nella propria nomenclatura, facendosi chiamare Tiberio Cesare Augusto, sebbene questo sia attestato in alcune iscrizioni, come nella porzione superstite della lex de imperio Vespasiani (Cassio Dione, LV, 27.4; Swan 2004, p. 186; Bert Lott 2012, p. 261; CIL VI, 930; CIL VI, 40339 CIL II, 1660).
2. ↑  A lungo si è creduto che Tiberio fosse nato nella città aurunca di Fondi, dove la nonna possedeva una villa. Nacque in realtà, come testimoniano i Fasti e gli atti ufficiali, a Roma sul Palatino, nell'antica casa degli avi. Cionondimeno, Tiberio mantenne un forte legame con l'area di Fondi (Svetonio, Tiberio, 5; Spinosa 1991, p. 16; Champlin 2013, p. 204).
3. ↑  Svetonio riferisce che alcuni autori, contraddicendo i documenti ufficiali, raccontarono che Tiberio fosse nato nel 43 o nel 41 a.C. (Svetonio, Tiberio, 5).
4. ↑  Per un riassunto delle cronologie proposte in relazione ai ritratti di Tiberio, vedi Slavazzi & Torre 2016, p. 39 n. 93.
5. ↑  Tuttavia, la natura dell'incarico ricoperto dal giovane Tiberio non appare chiarissima, se esso fosse quaestor Ostiensis o quaestor consulis, per poi divenire quaestor Caesaris (Levick 1999, p. 20; Seager 2005, pp. 12 e 213; Badian 1974, p. 172)
6. ↑  Probabilmente in funzione di legatus Augusti pro praetore. Sebbene sia stata avanzata l'ipotesi che il giovane Tiberio abbia agito come proconsole con imperium indipendente, non è possibile confermare nessuna ipotesi a causa del silenzio delle nostre fonti (Levick 1999, p. 26; Vervaet 2020, p. 130; Sawiński 2021, pp. 52 e 73)
7. ↑  Svetonio sostiene che fu Tiberio a ricevere le insegne perdute; alcuni studiosi hanno però messo in dubbio questa versione, poiché Velleio Patercolo tace su un eventuale ruolo di Tiberio. Tuttavia, è stato rilevato che esiste una lacuna nel testo di Velleio, e che dunque il suo silenzio non sia significativo (Svetonio, Tiberio, 9.1; Velleio Patercolo, II, 94; Seager 2005, p. 213).
8. ↑  Poiché il Trofeo delle Alpi riporta una data relativamente tarda, appare ragionevole assumere che la pacificazione delle Alpi abbia richiesto un po' più di un anno (Vervaet 2020, p. 130, n. 83)
9. ↑  Tuttavia, queste campagne non furono un mero atto di soppressione; infatti, il controllo di Roma avanzò in modo notevole a sud del Danubio, con l'intento di mettere in sicurezza i propri territori da possibili incursioni esterne (Dzino 2010, p. 130; Vervaet 2020, p. 152)
10. ↑  L'identità dei nemici combattuti da Tiberio non è chiara, poiché le nostre fonti utilizzano il termine Pannoni in senso generico; forse Tiberio fu impegnato contro i Desiziati e i Mazei (Dzino 2010, p. 132)
11. ↑  L'effettiva distanza percorsa da Tiberio è variamente riportata, fra le duecento miglia, probabilmente un'esagerazione e le centottantadue (Vervaet 2020, p. 180, n. 172)
12. ↑  Secondo Cassio Dione i due castra furono fondati da Druso nell'11 a.C.. In realtà, non è certa la loro attribuzione al fratello di Tiberio. (Cassio Dione, LIV, 33; Sawiński 2021, p. 58).
13. ↑  Svetonio racconta che, incontrando Vipsania dopo la separazione, Tiberio rimase commosso:

(latino)
«Sed Agrippinam et abegisse post diuortium doluit et semel omnino ex occursu uisam adeo contentis et [t]umentibus oculis prosecutus est, ut custoditum sit ne umquam in conspectum ei posthac ueniret.»

(italiano)
«Per quanto concerne Agrippina, non soltanto soffrì all'atto della separazione ma, dopo il divorzio, avendola vista una sola volta per caso, la seguì con uno sguardo tanto felice e tanto commosso che si ebbe cura di non farla più venire in sua presenza.»
(Svetonio, Tiberio, 7)
14. ↑  Gli autori antichi avanzarono l'ipotesi che Tiberio fosse partito per timore di Gaio e Lucio, per disgusto della propria moglie, per far sì che la sua assenza aumentasse il proprio prestigio o, aderendo alla linea promossa dallo stesso Tiberio, che egli si fece da parte in favore di Gaio e Lucio. Gli autori moderni, invece, suggeriscono sia motivazioni politiche dietro il suo ritiro, sostenendo che Tiberio fosse ostile all'instaurazione del regime di Augusto o vari aspetti legati ad esso, ai sostenitori di Gaio e Lucio, e che fosse indignato per la preferenza mostrata a Gaio, sia motivazioni di natura culturale, mettendo in luce il filellenismo di Tiberio (Velleio Patercolo, II.99.1-2; Svetonio, Tiberio, 11; Cassio Dione, LV.9.5-8; Grant 1984, p. 23; Mazzolani 1992, pp. 64-66; Scullard 1992, p. 323; Hurlet 1997, pp. 107-109; Levick 1999, pp. 38-40; Swan 2004, p. 86; Seager 2005, pp. 23-29; Rutledge 2008, p. 457; Pettinger 2012, pp. 62-64; Flower 2020, pp. 17-23)
15. ↑  Sebbene Svetonio sostenga che Tiberio abbia usato la sua tribunicia potestas per gettare in prigione chi l'aveva ricoperto di insulti durante un dibattito di filosofia, questo è probabilmente un errore, poiché in questa occasione Tiberio sembra piuttosto esercitare i poteri che gli derivavano dall'imperium (Levick 1999, pp. 237-238, n.24; Rowe 2002, p. 50, n. 25)
16. ↑  Velleio Patercolo, che era presente al seguito di Gaio Cesare, sostiene invece che fu quest'ultimo ad omaggiare Tiberio come un superiore, ma probabilmente si tratta di un'affermazione volta a sminuire l'umiliazione cui si era sottoposto Tiberio (Velleio Patercolo, 2.101.1; Swan 2004, p. 117).
17. ↑  Forse Publio Sulpicio Quirinio, che successe nell'ufficio di Lollio e che rimase vicino a Tiberio durante il suo esilio a Rodi, ebbe un ruolo rilevante nello scoprire i maneggi di Lollio e allontanarlo da Gaio (Tacito, III.49; Pettinger 2012, pp. 55-57)
18. ↑  Svetonio racconta che Tiberio poté tornare a Roma nell'agosto del 2, sicuro di poter raggiungere il supremo potere grazie ad una serie di presagi che gli si presentarono; questa narrazione si può ricondurre all'idea di Svetonio che il potere imperiale fosse predestinato (Svetonio, Tiberio, 14; Scarre 1995, p. 29; Spinosa 1991, p. 66; Gibson 2012, p. 37).
19. ↑  Tiberio dovette adottare Germanico prima di essere adottato da Augusto stesso, poiché per farlo avrebbe dovuto essere sui iuris e non sotto la potestas di Augusto (Swan 2004, p. 142)
20. ↑  Le fonti non concordano sulla durata della tribunicia potestas di Tiberio, se quinquennale o decennale, anche se generalmente è favorita la seconda indicazione, poiché s'accorda meglio con le indicazioni di Augusto stesso nelle Res Gestae (Svetonio, Tiberio, 16; Cassio Dione, LV.13.2; Levick 1999, p. 49; Swan 2004, p. 143; Sawiński 2021, p. 26)
21. ↑  Sebbene Dione sostenga che Augusto abbia inviato il giovane Germanico sul campo di battaglia sperando che alterasse il corso della guerra, questa affermazione è tratta probabilmente da una tradizione sfavorevole a Tiberio, anche perché all'epoca Germanico era totalmente privo di esperienza. Piuttosto, Augusto intendeva probabilmente introdurre Germanico alla vita militare sotto la supervisione di Tiberio. (Swan 2004, p. 204; Pettinger 2012, p. 97; Sawiński 2021, pp. 71-72)
22. ↑  Cassio Dione racconta che fu Livia a causare la morte del marito, avvelenandolo, e che Tiberio giunse a Nola quando Augusto era già morto (Cassio Dione, LVI, 30-33). Anche Tacito, pur rimanendo imparziale, racconta che ci fu il sospetto che fu Livia a far uccidere Augusto, che si era recentemente riavvicinato al nipote Agrippa Postumo, temendo che la successione di Tiberio potesse esser messa in discussione (Tacito, Annales, I, 5). Oggi generalmente la critica rifiuta la notizia che Livia abbia avvelenato Augusto, che si ritiene un duplicato della storia della morte di Claudio, anche se non c'è accordo se Tiberio sia in effetti riuscito a rivedere Augusto in vita o meno (Levick 1999, p. 68; Alston 2002, p. 21; Swan 2004, p. 305; Seager 2005, p. 40; Pettinger 2012, pp. 169-174).
23. ↑  Tacito riferisce che l'assassinio fu commissionato da Tiberio o da Livia (Tacito, Annales, I, 7, 1-2); Woodman, tuttavia, ritiene che Tacito nel suo brano in realtà scagioni Tiberio, ed accusi esclusivamente Livia (Woodman 1998, pp. 23-39); Svetonio racconta che non si sa se l'ordine dell'assassinio fu dato da Augusto morente o da altri (Svetonio, Tiberio, 22); Cassio Dione sostiene che sia stato Tiberio stesso a dare l'ordine di mettere a morte Postumo (Cassio Dione, LVII, 3.5).
24. ↑  Convenzionalmente, si ritiene che Tiberio sia stato acclamato imperatore nella stessa seduta del Senato durante la quale Augusto fu divinizzato, ovvero il 17 settembre del 14. In realtà, le fonti non sono chiare su questo punto: secondo alcuni, Tiberio non fu acclamato imperatore prima di metà ottobre (Sage 1982, passim; Levick 1999, pp. 68-75; Swan 2004, p. 299). Per una cronologia comparata delle nostre principali fonti al riguardo vedi Schrömbges 1992, pp. 299 e 303.
25. ↑  I motivi dietro questa scelta sono stati discussi. Se alcuni hanno sostenuto che Pisone fosse un confidente di Tiberio, inviato in Siria per tenere sotto controllo Germanico, come lui stesso aveva creduto, ed evitare un'inutile guerra, altri hanno invece osservato come Pisone non avesse i poteri legali per controllare il principe e che non esistano prove di un'amicizia fra Pisone e Tiberio, e che piuttosto questi avesse mandato il senatore in Siria proprio per accattivarsene il favore (Goodyear 1981, pp. 325-326; Syme 1993, pp. 551-554; Levick 1999, p. 154; Alston 2002, p. 27; Seager 2005, p. 83; Bert Lott 2012, p. 41; Drogula 2015, passim).
26. ↑  Hurlet 1997, pp. 204-206 ritiene che la critica di Tiberio fosse mirata esclusivamente all'ingresso di Germanico ad Alessandria, poiché di fatto il principe, in quanto detentore di un imperium maius, godeva del permesso legale per entrare in Egitto. Ad ogni modo, Bert Lott 2012, p. 343 osserva come l'apparizione di Germanico in Egitto sia omessa nelle res gestae del principe nel Senatus consultum in morte Germanici Caesaris e che ciò possa essere indicativa del fatto che l'imperatore non avesse approvato le azioni del figlio adottivo.
27. ↑  Sei copie distinte del Senatus consultum de Cn. Pisone patre, o SCPP, il decreto senatoriale riportante i risultati del processo contro Pisone, sono state rinvenute alla fine del '900 in Spagna, nella provincia Romana della Betica. Datato 10 dicembre 20, si è dibattuto se esso rappresenti un riassunto del processo, tenutosi diversi mesi prima, o piuttosto un verdetto emesso all'indomani del suicidio di Pisone. Il testo, che conferma molto del materiale presente in Tacito, presenta la domus Augusta in perfetta armonia, unita contro Pisone, dipinto invece in termini estremamente negativi (Rowe 2002, pp. 9-22; Seager 2005, pp. 222-224; Bert Lott 2012, pp. 50-52, 125-157 e 255-311; Gibson 2012, pp. 49-52; Cooley 2023, passim).
28. ↑  Poiché molti aderenti di Seiano erano declamatori e uomini di lettere, è possibile che Seiano condividesse con Tiberio anche i gusti letterari e l'alta erudizione (Champlin 2012, pp. 374-378).
29. ↑  Syme 1984, pp. 1376-1377 suggerisce che il male alla pelle che affliggeva Tiberio si trattasse del mentagra, un malanno cutaneo che sfigurava orribilmente il volto giunto a Roma proprio a metà del regno di Tiberio, e che si diffuse tramite baci fra le classi agiate, tanto che l'imperatore dovette emanare un editto per vietare di abbracciarsi (Plinio il Vecchio, XXVI.2; Svetonio, Tiberio, 34).
30. ↑  Non appare chiaro se Seiano stesse effettivamente ordendo una congiura contro Tiberio o meno; secondo le opinioni dei moderni, un complotto contro l'imperatore appare poco pratico e insensato, mentre più probabilmente il prefetto stava manovrando per sbarazzarsi di Caligola, il che istigò l'intervento di Antonia e Tiberio; l'imperatore stesso, nella sua autobiografia, dichiarò che aveva punito Seiano perché stava complottando contro i figli di Germanico (Svetonio, Tiberio, 65; Levick 1999, p. 173; Alston 2002, p. 34; Seager 2005, pp. 180-181; Champlin 2012, p. 366 n. 13).
31. ↑  Per quanto sia universalmente nota come Villa di Giove, questo nome in realtà è un emendamento moderno di Svetonio, che invece parla di villa Ionis, dunque villa di Ione o Villa di Io; altre possibilità includono Villa di Giunone o Villa di Ino (Svetonio, Tiberio, 65; Champlin 2013, pp. 226-230; per il rapporto fra Tiberio, Capri e la Campania, cfr. Dopico Caínzos & Villanueva Acuña 2018, pp. 123-124).
32. ↑  Poiché le fonti tendono molto al sensazionalismo e all'infiorettatura e fanno uso dei neologismi (inventati da Tiberio stesso) spintriae e sellaria, non appare immediatamente chiaro in cosa consistessero le pratiche sessuali ingegnate da Tiberio a Capri. Sembra che la prima parola si riferisca a giovani di estrazione libera di ambo i sessi e prenda spunto dal termine spinter, braccialetto, e la seconda faccia riferimento a una sorta di bordelli domestici dove Tiberio avrebbe disposto le sue spintriae, che 'recitavano' la parte di prostituti e prostitute, in triplice catena secondo le indicazioni dei libelli di Elefantide. L'idea di un bordello domestico però non era senza precedenti nella cultura Romana (Tacito, Annales, VI, 1; Svetonio, Tiberio, 43-44; Houston 1985, p. 196 n. 62; Champlin 2011, passim).
33. ↑  Nel 32, Tiberio costeggiò la Campania e raggiunse gli Horti di Cesare dall'altra parte del Tevere; nel 33 raggiunse il quarto miglio della via Appia, e visitò Anzio; nel 34 risiedette fra Alba e Tuscolo; nel 35 si trovava alle porte di Roma; nel 36 Tiberio si trovava un'altra volta a Tuscolo. I motivi di questo comportamento bizzarro e curioso non sono chiari, e vanno forse ricercati nella complessa personalità dell'imperatore (Tacito, Annales, VI, 1, 15, 39; Svetonio, Tiberio, 72; Cassio Dione, LVIII, 21.1, 24.1, 25.2; Flavio Giuseppe, Antiquitates iudaicae, XVIII, 161-179, 183-204; Champlin 2013, pp. 239-241).
34. ↑  A Cipro, in un giuramento risalente agli inizi del principato di Tiberio fu lasciato uno spazio bianco davanti al nome del nuovo imperatore, nell'incertezza se avesse assunto il titolo di autokrator, ovvero imperator, o meno; inoltre, alcune iscrizioni ed emissioni provinciali attribuiscono comunque a Tiberio il titolo di pater patriae (Levick 1999, p. 248 n. 11; Rowe 2002, pp. 52-53; Cowan 2011, p. 236).
35. ↑  Si può rintracciare l'influenza di Tiberio nei Fasti consolari del suo principato; di norma, Tiberio raccomandò personaggi provenienti da antiche famiglie repubblicane, o i figli di personaggi che avevano raggiunto il consolato sotto Augusto, tenendo di conto legami di fedeltà, nonché di competenze militari e diplomatiche (Levick 1999, p. 97; Seager 2005, pp. 106-109).
36. ↑  Nel 28, una grande folla di persone, fra senatori, cavalieri e buona parte della plebe, si recò in massa in Campania per poter incontrare Tiberio e Seiano, che avevano lasciato Capri (Tacito, Annales, IV, 74; Houston 1985, p. 185).
37. ↑  La resistenza di Tiberio, tuttavia, non ebbe sempre l'effetto sperato; sacerdoti e culti in suo onore sono ampiamente attestati già sotto Augusto e durante il suo principato, soprattutto in Oriente (Seager 2005, p. 121).
38. ↑  Nel 16, Livia chiese al figlio di difendere personalmente la sua amica Urgulania, citata in giudizio; Tiberio acconsentì, ma mentre si recava in tribunale si fermò a conversare con chiunque lo approcciasse per strada, ritardando deliberatamente la sua apparizione. Alla fine, Livia fu costretta a pagare la somma richiesta per Urgulania (Tacito, Annales, II, 34; Levick 1999, p. 182).
39. ↑  Le uniche eccezioni in tal senso riguardano processi condotti contro membri della domus di Tiberio, in linea col ruolo dell'imperatore quale pater familias, e almeno due casi che ebbero luogo a Capri (Tacito, Annales, VI, 10; Svetonio, Tiberio, 62).
40. ↑  Seneca racconta di aver sentito, sotto Tiberio, un gladiatore di nome Trionfo lamentarsi della scarsità dei giochi, esclamando 'Che bel periodo è passato!'; Tacito inoltre sostiene che fu la riluttanza di Tiberio a dare giochi che provocò, indirettamente, un terribile disastro nel 27, quando la gente, privata degli intrattenimenti a Roma, si riversò a Fidenae in un teatro costruito alla buona, che crollò sotto il peso della folla, facendo molti morti e feriti; l'imperatore stesso lasciò Capri per accorrere sul posto e prestare soccorso (Tacito, Annales, IV, 62-63; Svetonio, Tiberio, 40; Seneca, De providentia, IV, 4).
41. ↑  L'atteggiamento di Tiberio è conforme alla letteratura della sua epoca, in particolar modo Strabone, che riflette l'idea che Roma controllasse già la parte migliore del mondo: ciò indica come il moto propulsore dietro l'espansionismo romano si fosse infiacchito, e che le operazioni di conquista erano valutate da un punto di vista fiscale (Harris 2021, pp. 664-666).
42. ↑  Dopo la morte di Germanico, sulla Tabula Siarensis Tiberio presentò le spedizioni del figlio adottivo in Germania come strettamente di natura punitiva (Bert Lott 2012, pp. 218-219; Harris 2021, p. 662).

### Riferimenti
1. ↑  AE 1998, 278b; CIL VI, 31565a; CIL V, 4315; AE 1911, 177; CIL XIV, 4176; AE 1914, 172; AE 1947, 39; CIL VI, 903; CIL VI, 31563c.
2. 1 2 3 4 5 6 7  Scarre 1995, p. 29.
3. 1 2 3  Svetonio, Tiberio, 9.
4. ↑  Cassio Dione, LV, 9, 4.
5. 1 2  Mazzarino 1973, p. 79.
6. 1 2  Tacito, Annales, I, 72 e II, 87; Scullard 1992, p. 329; AE 2007, 312; CIL XI, 3303.
7. 1 2 3  Cassio Dione, LIV, 31.4.
8. ↑  Syme 1993, p. 106.
9. 1 2  Cassio Dione, LV, 6.4.
10. 1 2 3  Cassio Dione, LVI, 17.1.
11. ↑  Faoro 2016, p. 209.
12. 1 2 3  Svetonio, Tiberio, 17.
13. ↑  Faoro 2016, pp. 209-210.
14. ↑  Faoro 2016, p. 210.
15. ↑  AE 2001, 1012; Velleio Patercolo, II, 122.2; Faoro 2016, pp. 210-212.
16. ↑  Tacito, Annales, II, 18.
17. 1 2  Scarre 1995, p. 35.
18. 1 2 3 4 5  Cassio Dione, LIV, 31.2.
19. 1 2  Cassio Dione, LIV, 35.4.
20. ↑  Soprannominato Tiberillo nella storiografia moderna.
21. ↑  Svetonio, Tiberio, 6.3.
22. 1 2  Syme 1993, pp. 92, 147; Levick 1999, p. 20.
23. 1 2  Cassio Dione, LIII, 28.4.
24. 1 2  Cassio Dione, LIV, 19.6.
25. 1 2  Cassio Dione, LIV, 25.1.
26. 1 2  Cassio Dione, LV, 6.5.
27. ↑  Tacito, Annales, II, 53.
28. 1 2  Svetonio, Augusto, 65.
29. ↑  Terenzio, Phormio, 506; Svetonio, Tiberio, 25: «[...] era solito dire spesso che 'teneva un lupo per le orecchie'.».
30. ↑  Seager 2005, p. 232.
31. ↑  Svetonio, Tiberio, 61.
32. ↑  Champlin 2008, p. 418; Levick 1999, pp. 222-223.
33. ↑  Baar 1990, pp. 188-200.
34. ↑  Champlin 2008, pp. 418-419; Levick 1999, p. 222.
35. ↑  Champlin 2008, p. 419, n. 34.
36. ↑  Champlin 2008, p. 422.
37. 1 2  Svetonio, Tiberio, 1.
38. ↑  Svetonio, Tiberio, 2.
39. ↑  Levick 1999, p. 15.
40. ↑  Svetonio, Tiberio, 4.
41. ↑  Pollini 2005, pp. 59 e 64-65.
42. ↑  Svetonio, Tiberio, 6.
43. ↑  Spinosa 1991, pp. 22-23; Levick 1999, pp. 14-15; Mazzolani 1992, p. 57.
44. 1 2  Svetonio, Tiberio, 6; Levick 1999, p. 19.
45. ↑  Svetonio, Tiberio, 6; Levick 1999, p. 15; Seager 2005, p. 8.
46. ↑  Levick 1999, pp. 19-20; Seager 2005, p. 12.
47. ↑  Svetonio, Tiberio, 8; Vervaet 2020, p. 124.
48. ↑  Svetonio, Augusto, 86; Svetonio, Tiberio, 70 Spinosa 1991, p. 29; Levick 1999, pp. 16-18; Knox 2001, pp. 9-10; Rutledge 2008, passim; Champlin 2013, pp. 233-234; Slavazzi & Torre 2018, pp. 20-21; della produzione poetica di Tiberio non si è salvato nulla, se si eccettua forse un epigramma (Slavazzi & Torre 2016, pp. 50-51).
49. ↑  Svetonio, Tiberio, 8; Levick 1999, p. 20; Rutledge 2008, p. 457.
50. ↑  Svetonio, Tiberio, 9; Scarre 1995, p. 29; Spinosa 1991, p. 38; Vervaet 2020, p. 124.
51. ↑  Vervaet 2020, p. 125; Syme 1993, p. 464; Levick 1999, p. 20; Seager 2005, p. 12.
52. ↑  Levick 1999, pp. 20-21; Seager 2005, p. 12; Vervaet 2020, p. 126.
53. ↑  Svetonio, Tiberio, 8; Badian 1974, p. 161; Seager 2005, p. 12.
54. ↑  Svetonio, Tiberio, 8; Cassio Dione, LIV.3.4-5; Levick 1999, p. 22.
55. ↑  Cassio Dione, LIV, 9, 4-5; Strabone, XVII, 821; Svetonio, Tiberio, 9.1; Velleio Patercolo, II, 94; Scarre 1995, p. 29.
56. ↑  Spinosa 1991, p. 39.
57. ↑  Mazzarino 1973, p. 80.
58. 1 2  Spinosa 1991, p. 40.
59. ↑  Cassio Dione, LIV, 8, 1; Livio, Periochae, 141; Svetonio, Augusto, 21; Tiberio, 9; Velleio Patercolo, II, 91; Vervaet 2020, p. 128.
60. ↑  Floro, II, 34.
61. ↑  Syme 1993, pp. 587 e ss.; Vervaet 2020, p. 137.
62. ↑  Pollini 2005, pp. 59 e 71.
63. ↑  Scarre 1995, p. 29; Syme 1993, p. 587; Vervaet 2020, p. 139.
64. ↑  Floro, II, 30.23-25; Cassio Dione, LIV, 20; Velleio Patercolo, II, 97; Svetonio, Augusto, 23; Tacito, Annales, I, 10; Vervaet 2020', p. 143.
65. ↑  Cassio Dione, LIV, 22, 1;Svetonio, Tiberio, 9; Claudio, 1; Vervaet 2020, p. 146; Sawiński 2021, p. 53.
66. ↑  Cassio Dione, LIV, 22, 2.
67. ↑  Cassio Dione, LIV, 22, 4.
68. ↑  Orazio, Odi, IV.14.14-40; Strabone, 7.1.5; Seager 2005, p. 19; Vervaet 2020, p. 145.
69. ↑  Seager 2005, p. 19; CIL III, 3117.
70. ↑  Svetonio, Tiberio, 9; Spinosa 1991, p. 42; Levick 1999, p. 30; Seager 2005, p. 19.
71. ↑  Cassio Dione, LIV, 31, 1-2.
72. ↑  Cassio Dione, LIV, 28.
73. 1 2  Cassio Dione, LIV, 31, 2.
74. 1 2  Spinosa 1991, p. 42.
75. ↑  Velleio Patercolo, II, 39.3; Cassio Dione, LIV, 31.3.
76. ↑  Cassio Dione, LIV, 31.3; Dzino 2010, p. 132; Vervaet 2020, p. 152.
77. ↑  Dzino 2010, p. 132.
78. ↑  Cassio Dione, LIV.36.4; Seager 2005, p. 21; Dzino 2010, pp. 133-134.
79. ↑  Sawiński 2021, pp. 98-100.
80. ↑  Vervaet 2020, p. 179; cfr. Swan 2004, pp. 367-369 per una discussione dell'ovazione di Tiberio in base ai Fasti Prenestini.
81. ↑  Svetonio, Tiberio, 9; Spinosa 1991, p. 43.
82. ↑  Vervaet 2020, p. 178.
83. ↑  Valerio Massimo, V.5.3.
84. ↑  Cassio Dione, LV, 1.
85. ↑  Spinosa 1991, p. 43.
86. ↑  Plinio il Vecchio, VII.84; Cassio Dione, LV, 2.1.
87. ↑  Spinosa 1991, p. 44.
88. ↑  Cassio Dione, LV, 2, 1; Svetonio, Tiberio, 7.
89. ↑  Cassio Dione, LV.2.2.
90. ↑  Cassio Dione, LV, 6, 1.
91. ↑  Cassio Dione, LV, 6.3; Sawiński 2021, p. 59.
92. ↑  Velleio Patercolo, II.97.4; Svetonio, Tiberio, 9; Cassio Dione, LVI.8.2; Swan 2004, p. 73; Flower 2020, pp. 17-20.
93. ↑  Sawiński 2021, p. 60.
94. ↑  Levick 1999, pp. 27 e 31; Swan 2004, p. 143.
95. ↑  Svetonio, Augusto, 63; Grant 1984, p. 23; Syme 1993, pp. 204, 473.
96. 1 2  Svetonio, Tiberio, 7.
97. ↑  Spinosa 1991, p. 48.
98. ↑  Cassio Dione, LV, 9.4; Svetonio, Tiberio, 9; Velleio Patercolo, II.99.1; Mazzarino 1973, p. 79; Sawiński 2021, p. 26.
99. ↑  Cassio Dione, LV, 9.1-4.
100. ↑  Svetonio, Tiberio, 11; Scarre 1995, p. 29.
101. 1 2 3  Svetonio, Tiberio, 10.
102. ↑  Pollini 2005, p. 62.
103. 1 2 3  Svetonio, Tiberio, 11.
104. ↑  Svetonio, Tiberio, 12.
105. ↑  Svetonio, Tiberio, 11, 2-3.
106. ↑  Come testimoniato da I. Olympia, 218 = S.I.G.³, 782. Nel merito che l'Olimpiade a cui partecipò Tiberio fosse più probabilmente la CXCIV del 4 a.C. e non quella successiva, tenutasi nel 1 d.C., in considerazione del fatto che dal 2 a.C. il futuro imperatore accentuò la sua propensione alla riservatezza evitando di mostrarsi il più possibile in pubblico, cfr. Luigi Moretti, Olympionikai, i vincitori negli antichi agoni olimpici, in Memorie della Accademia Nazionale dei Lincei, Classe di Scienze Morali, Storiche e Filologiche 8, 8, 2, 1957, p. 153.
107. ↑  Levick 1999, p. 44; Seager 2005, p. 28.
108. ↑  Svetonio, Tiberio, 12; Cassio Dione, LV.10.19, che errando pone l'incontro a Chio e non a Samo, luogo in cui la presenza di Tiberio è confermata da un'iscrizione rinvenuta sull'isola (cf. Swan 2004, p. 117).
109. 1 2  Svetonio, Tiberio, 13.
110. ↑  Sawiński 2021, pp. 100-102.
111. ↑  Spinosa 1991, p. 61.
112. ↑  Spinosa 1991, p. 67.
113. ↑  Svetonio, Tiberio, 15.
114. ↑  Velleio Patercolo, II.104.1; Svetonio, Tiberio, 21.
115. ↑  Grant 1984, p. 23; Syme 1993, p. 146.
116. ↑  Cassio Dione, LV, 13; Svetonio, Tiberio, 15; Spinosa 1991, p. 68.
117. 1 2 3  Syme 1993, p. 156.
118. 1 2  Syme 1993, p. 155.
119. ↑  Spinosa 1991, p. 69.
120. ↑  Velleio Patercolo, II, 107.2-3; Spinosa 1991, pp. 69-70; Swan 2004, pp. 193-195.
121. ↑  Velleio Patercolo, II, 108.1; Syme 1993, p. 156.
122. ↑  Spinosa 1991, p. 70.
123. ↑  Svetonio, Tiberio, 16; Spinosa 1991, p. 70.
124. ↑  Cassio Dione, LVI, 16.3; Dzino 2010, pp. 142-144.
125. ↑  Cassio Dione, LV, 29.2.
126. ↑  Cassio Dione, LV, 29.3.
127. ↑  Velleio Patercolo, II.110.6-111.2; Dzino 2010, pp. 148-149.
128. ↑  Cook 1975, p. 180.
129. ↑  Cassio Dione, LV, 30.1.
130. ↑  Cassio Dione, LV, 30, 4.
131. ↑  Cassio Dione, LV, 31.1; Dzino 2010, p. 150.
132. ↑  RIC I 240 (Augustus); BMCRE 572; Cohen 28..
133. ↑  Velleio Patercolo, II.112.3-4; Dzino 2010, p. 150.
134. 1 2  Cassio Dione, LV, 32, 3.
135. ↑  Velleio Patercolo, II.113.1-3; Dzino 2010, p. 150.
136. ↑  Dzino 2010, p. 151.
137. ↑  Cassio Dione, LV.34.4.
138. ↑  Cassio Dione, LV.34.7.
139. ↑  Dzino 2010, p. 152.
140. ↑  Svetonio, Tiberio, 17; Cassio Dione, LVI.1.1; Swan 2004, p. 224.
141. ↑  Cassio Dione, LVI, 12, 2.
142. ↑  Cassio Dione, LVI.12.3-14.7.
143. ↑  Cassio Dione, LVI, 17, 2.
144. ↑  Velleio Patercolo, II, 119.4.
145. ↑  Velleio Patercolo, II, 119.
146. ↑  Cassio Dione, LVI.23.3; CIL IX, 3664.
147. ↑  Cassio Dione, LVI.24.6; Svetonio, Tiberio, 18; Swan 2004, p. 275.
148. ↑  Svetonio, Tiberio, 18.
149. 1 2  Svetonio, Tiberio, 19.
150. ↑  Hurlet 1997, pp. 153-154; Seager 2005, pp. 216-217.
151. ↑  Pollini 2005, pp. 65 e 71.
152. ↑  Per i piani relativi alla successione di Augusto, cfr. con bibliografia Rowe 2002, pp. 1-22 e Bert Lott 2012, pp. 4-24.
153. 1 2 3  Svetonio, Augusto, 63.
154. ↑  Svetonio, Augusto, 64.
155. ↑  Cassio Dione, LIV.33.5; 34.3; cfr. Vervaet 2020, pp. 122-169.
156. ↑  Tacito, Annales, I, 3; Bert Lott 2012, p. 340.
157. ↑  Svetonio, Augusto, 19; 65; Tacito, Annales, I, 3-4; Pettinger 2012, pp. 51-52; p. 101.
158. 1 2  Svetonio, Tiberio, 21.
159. ↑  Pollini 2005, pp. 62-63 e 71.
160. ↑  Scarre 1995, p. 30; Flower 2020, pp. 20-21.
161. ↑  Svetonio, Tiberio, 20.
162. ↑  Grant 1984, p. 23; Scullard 1992, p. 324; Hurlet 1997, pp. 142-146; Pettinger 2012, p. 157; Sawiński 2021, p. 26.
163. ↑  Spinosa 1991, p. 77.
164. ↑  Levick 1999, pp. 53-54; Knox 2001, p. 2.
165. ↑  Spinosa 1991, p. 79.
166. ↑  Svetonio, Augusto, 98; Tiberio, 21.
167. ↑  Sage 1982, p. 306; Swan 2004, p. 306; Hope 2019, p. 135.
168. ↑  Tacito, Annales, I, 6; Svetonio, Tiberio, 22; Cassio Dione, LVII, 3.5; Pettinger 2012, pp. 177-182, che ritiene Sallustio Crispo colui che ordinò l'assassinio di Postumo.
169. ↑  Svetonio, Tiberio, 25; Tacito, Annales, II, 39-40; diversi autori moderni hanno voluto vedere le manovre di Clemente come coordinate alla contemporanea congiura di Libone Druso, pure non esplicitamente connesse nelle fonti antiche (Levick 1999, pp. 118-119 e 149-152; Pettinger 2012, pp. 209-214).
170. ↑  Cassio Dione, LVI.31.2; Svetonio, Augusto, 101; Tacito, Annales, I, 8, 1.
171. ↑  Tacito, Annales, I, 8, 3-6; Cassio Dione, LVI.35.1-41.9 riporta la laudatio di Tiberio ad Augusto, ma si tratta chiaramente di una composizione dell'autore (Swan 2004, pp. 352-353).
172. ↑  Tacito, Annales, I, 7-13; cfr. Woodman 1998, pp. 40-69 per l'accessione di Tiberio in Tacito.
173. 1 2 3  Svetonio, Tiberio, 24.
174. ↑  Tacito, Annales, I, 11; Svetonio, Tiberio, 24; Cassio Dione, LVII, 2.4; cfr. Swan 2004, p. 318 per la richiesta di Tiberio di aiutanti per gestire lo Stato.
175. ↑  Tacito, Annales, I, 11; Cassio Dione, LVII, 2.4; cfr. Schrömbges 1992, pp. 305-307 per i presunti piani di Tiberio di dividere l'impero.
176. ↑  Tacito, Annales, I, 12; Cassio Dione, LVII, 2.5-2.6.
177. ↑  Mazzarino 1973, p. 136; Sage 1982, p. 309; Mazzolani 1992, pp. 139-144; Syme 1993, pp. 660-661; Levick 1999, p. 68; Alston 2002, pp. 21-23; Seager 2005, p. 42; Cowan 2011, pp. 234-238; Pettinger 2012, pp. 163-168; Gibson 2012, pp. 85-89.
178. ↑  RPC I 74; SNG Copenaghen; Burgos 1588.
179. ↑  Grant 1984, p. 24; Scullard 1992, p. 324.
180. ↑  Svetonio, Gaio Cesare, 4.
181. ↑  Alston 2002, p. 25.
182. ↑  Scarre 1995, p. 31.
183. ↑  Gibson 2012, p. 47.
184. ↑  Spinosa 1991, pp. 100-101; Hurlet 1997, pp. 163-208; Rose 1997, pp. 24-27; Alston 2002, pp. 27-28; Drogula 2015, p. 130; Sawiński 2021, p. 96.
185. ↑  Tacito, Annales, II, 43; Drogula 2015, p. 136.
186. ↑  Pollini 2005, pp. 67 e 71.
187. 1 2  Tacito, Annales, II, 59.
188. ↑  Tacito, Annales, II, 64; Rose 1997, p. 25.
189. ↑  Tacito, Annales, II, 69.
190. ↑  Svetonio, Gaio Cesare, 1.
191. ↑  Tacito, Annales, II, 72.
192. ↑  Tacito, Annales, II, 82.
193. ↑  Tacito, Annales, III, 3; Alston 2002, p. 28; Rowe 2002, p. 62; Bert Lott 2012, pp. 204, 213 e 230; Hope 2019, pp. 127-128.
194. ↑  Tacito, Annales, III, 10 e 12; Scarre 1995, p. 31; Scullard 1991, p. 327.
195. ↑  Tacito, Annales, III, 11.
196. ↑  Tacito, Annales, III, 15; Scarre 1995, p. 31.
197. ↑  Tacito, Annales, III, 55; Spinosa 1991, p. 114; Hurlet 1997, pp. 527-531; Rose 1997, pp. 27-29.
198. ↑  Tacito, Annales, I, 72; Cassio Dione, LVII.13.1-3; Plinio il Vecchio, XIV.146 e XIX.137; Levick 1999, p. 158.
199. ↑  Spinosa 1991, p. 114; Hurlet 1997, p. 571; Levick 1999, pp. 44 e 158; Gibson 2012, pp. 89-92.
200. ↑  Levick 1999, p. 158; cfr. Gibson 2012, pp. 41-57.
201. ↑  Tacito, Annales, IV, 7; Levick 1999, p. 159; Alston 2002, p. 30; Champlin 2012, p. 362 e 370 n. 26.
202. ↑  Tacito, Annales, IV, 1; Champlin 2012, p. 378.
203. ↑  Tacito, Annales, IV, 2.
204. ↑  Tacito, Annales, IV, 3; Spinosa 1991, p. 130; Levick 1999, pp. 159-160.
205. ↑  Tacito, Annales, IV, 10; Cassio Dione, LVII.22.3.
206. ↑  Scarre 1995, p. 32; Scullard 1992, p. 334; oggi la critica ritiene più probabile che Druso sia morto di morte naturale (Levick 1999, p. 161; Seager 2005, pp. 156-157 e 227; Bert Lott 2012, p. 347)
207. ↑  Flavio Giuseppe, Antiquitates iudaicae, XVIII.129; Hope 2019, p. 129.
208. 1 2  Tacito, Annales, IV, 8.
209. ↑  Seneca, Consolatio ad Marciam, XV.3; Hope 2019, p. 129.
210. ↑  Tacito, Annales, IV, 12 e 17; Svetonio, Tiberio, 54; Levick 1999, pp. 162-163; Rutledge 2001, pp. 140-141; Seager 2005, p. 159.
211. ↑  Tacito, Annales, IV, 17; Rutledge 2001, p. 141.
212. ↑  Levick 1999, pp. 163-166 e 168-169; Rutledge 2001, pp. 141-146; Alston 2002, p. 31; Seager 2005, pp. 160-161, 169 e 174-176.
213. ↑  Tacito, Annales, IV, 52; Svetonio, Tiberio, 53; Levick 1999, p. 166; Seager 2005, p. 169.
214. ↑  Tacito, Annales, IV, 53; Seager 2005, pp. 169-170.
215. ↑  Tacito, Annales, IV, 54; Svetonio, Tiberio, 53; Levick 1999, pp. 166-167; Seager 2005, p. 170.
216. ↑  Tacito, Annales, III, 31 e IV, 58; Svetonio, Tiberio, 38; per il tempio a Nola dedicato ad Augusto, vedi Cassio Dione, LVI.46.3 con Swan 2004, p. 355; per un confronto della narrativa di Tacito e Svetonio su questo punto, cfr. Woodman 1998, pp. 142-145.
217. ↑  Tacito, Annales, IV, 58.
218. ↑  Syme 1984, p. 943; Houston 1985, pp. 180-183; Seager 2005, p. 171; Rutledge 2008, p. 457; Champlin 2013, pp. 240-241.
219. ↑  Tacito, Annales, IV, 57; Svetonio, Tiberio, 70; cfr. Houston 1985, pp. 183-187 per una lista di amici e familiari di Tiberio che presumibilmente condivisero il soggiorno caprese dell'imperatore; vedi anche Champlin 2013, pp. 231-233 e Slavazzi & Torre 2016, pp. 46-59.
220. ↑  Tacito, Annales, IV, 59; Svetonio, Tiberio, 39. Per i gruppi statuari presenti all'interno della grotta, raffiguranti scene dall'Odissea, e le loro implicazioni con la persona e la cultura di Tiberio, il quale forse si identificava lui stesso con l'eroe mitico, cfr. Champlin 2013, pp. 200-220 e Slavazzi & Torre 2016, pp. 11-17.
221. ↑  Tacito, Annales, IV, 67; Houston 1985, p. 182.
222. ↑  Tacito, Annales, V, 1; Svetonio, Tiberio, 51; Scarre 1995, p. 32; Seager 2005, p. 176.
223. ↑  Tacito, Annales, IV, 58-59.
224. ↑  Tacito, Annales, V, 3; Svetonio, Tiberio, 53; Scarre 1995, p. 32; Spinosa 1991, p. 168; Levick 1999, pp. 169-170; Rutledge 2001, p. 146; Seager 2005, p. 178.
225. ↑  Cassio Dione, LVIII.3.8; Levick 1999, p. 170; Rutledge 2001, p. 146; Seager 2005, p. 179.
226. ↑  RPC I 398; NAH 1079-80; SNG Copenaghen 620
227. ↑  Pollini 2005, pp. 60 e 67-68; cfr. Rose 1997, p. 100.
228. ↑  Levick 1999, p. 159; Seager 2005, p. 153; Champlin 2012, pp. 371-374.
229. ↑  Tacito, Annales, IV, 39-40.
230. ↑  Tacito, Annales, VI, 8; Svetonio, Tiberio, 65; Levick 1999, pp. 170 e 227; Seager 2005, p. 228.
231. ↑  Cassio Dione, LXVI, 14; Flavio Giuseppe, Antiquitates iudaicae, XVII, 6; Spinosa 1991, p. 172.
232. ↑  Svetonio, Caligola, 10; Cassio Dione, LVIII, 6-8.
233. ↑  Cassio Dione, LVIII, 9.3.
234. ↑  Cassio Dione, LVIII, 9.4-10.
235. ↑  Cassio Dione, LVIII, 11.4-5; Scarre 1995, pp. 32-33; Spinosa 1991, p. 175.
236. ↑  Cassio Dione, LVIII, 11.5; Giovenale, X.58-88.
237. ↑  Tacito, Annales, V, 4; pare tuttavia che Seiano avesse provato a ingraziarsela, promuovendo un'associazione fra sé stesso e Servio Tullio (Champlin 2012, pp. 381-386).
238. ↑  Cassio Dione, LVIII, 12.5.
239. ↑  CIL XI, 4170; per la reazione delle città italiche alla caduta di Seiano cfr. Dopico Caínzos & Villanueva Acuña 2018, pp. 122-123.
240. ↑  Seager 2005, p. 186.
241. 1 2  Spinosa 1991, p. 179.
242. ↑  Tacito, Annales, V, 9.
243. ↑  Scullard 1992, p. 330; non tutti gli aderenti di Seiano però caddero in disgrazia; fra gli altri, Gneo Cornelio Lentulo Getulico riuscì a salvarsi e a proseguire la sua carriera (Tacito, Annales, VI, 30).
244. 1 2  Spinosa 1991, p. 213.
245. 1 2 3  Spinosa 1991, p. 214.
246. ↑  Cassio Dione, LVIII, 23.1; Rose 1997, p. 31; Levick 1999, pp. 207-209.
247. ↑  Plinio il Vecchio, XIV.16, XIV.64, XV.54, XIX.64, XIX.90, XIX.137 e XIX.145; Tacito, Annales, VI, 46; Svetonio, Tiberio, 42 e 68; Syme 1984, p. 947; Levick 1999, pp. 209-210, che fa notare come, secondo una versione, l'astrologo Trasillo aveva predetto a Tiberio che sarebbe vissuto un altro decennio (cfr. Svetonio, Tiberio, 62; Cassio Dione, LVIII.27.3).
248. ↑  Svetonio,  Tiberio, 72-73; CIL VI, 903.
249. ↑  Tacito, Annales, VI, 50; Spinosa 1991, p. 217.
250. ↑  Svetonio,  Tiberio, 73; Cassio Dione, LVIII, 28.3.
251. ↑  Filone, De Legatione ad Gaium, IV, 25; Svetonio,  Tiberio, 73; Levick 1999, p. 219; cfr. soprattutto Seager 2005, pp. 206-207 per una discussione sulle varie versioni della morte di Tiberio.
252. ↑  Svetonio,  Tiberio, 75; Scarre 1995, p. 35; Spinosa 1991, p. 220; CIL XIV, 244.
253. ↑  Svetonio,  Tiberio, 76; Svetonio,  Claudio, 6; Cassio Dione, LIX, 1.1;Seager 2005, p. 208.
254. ↑  Svetonio,  Caligola, 14; Cassio Dione, LIX, 1.1-2.
255. ↑  Cassio Dione, LIX, 3.7; una conio battuto a Lugdunum all'inizio del principato di Caligola, con il volto di Tiberio con sopra il sidus già associato al divo Augusto, forse potrebbe indicare che ci si aspettava l'apoteosi di Tiberio (Seager 2005, p. 208 n. 83).
256. ↑  RIC 38; BMC 85; CBN 127; MIR 46-5.
257. ↑  Cowan 2016, p. 77, con bibliografia; cfr. Cooley 2023, pp. 67-69.
258. ↑  Velleio Patercolo, II.124.2; Levick 1999, pp. 78-79; Cowan 2009, p. 468; Bert Lott 2012, pp. 299-300.
259. ↑  Cook 1975, p. 310; Mazzarino 1973, p. 134; Cowan 2009, passim; Gibson 2012, pp. 59-78.
260. ↑  Rowe 2002, pp. 52-54; Cowan 2009, pp. 476-478; Segenni 2018, pp. 195-206; cfr. Velleio Patercolo, II.126.4.
261. ↑  Velleio Patercolo, II.131; Svetonio, Tiberio, 29; Cowan 2011, pp. 223-238.
262. ↑  Cowan 2009, p. 480.
263. ↑  Levick 1999, p. 89; Rutledge 2001, p. 55; Bert Lott 2012, p. 214.
264. ↑  Levick 1999, pp. 87-88; Cowan 2016, pp. 79-80.
265. ↑  Cooley 2023, pp. 69-82.
266. ↑  Cooley 2023, pp. 59-62.
267. ↑  Mazzarino 1973, p. 134.
268. ↑  Mazzarino 1973, p. 135.
269. 1 2  Mazzarino 1973, p. 144.
270. ↑  Svetonio, Tiberio, 55; Levick 1999, pp. 92-93.
271. ↑  Tacito, Annales, III, 60.
272. ↑  Svetonio, Tiberio, 29; Scullard 1992, p. 328; Seager 2005, pp. 104-105.
273. ↑  Tacito, Annales, IV, 6, 2.
274. ↑  Tacito, Annales, I, 15; Levick 1999, pp. 95-97; Seager 2005, p. 105.
275. ↑  Tacito, Annales, I, 81; Seager 2005, pp. 105-106.
276. ↑  Levick 1999, pp. 96-97.
277. ↑  Cooley 2023, pp. 57-59.
278. ↑  Seneca, De beneficiis, II, 7.2; Tacito, Annales, I, 75, II, 37-38 e II, 47; Levick 1999, pp. 94-95; Seager 2005, pp. 112-114.
279. ↑  Levick 1999, p. 114; Seager 2005, p. 112.
280. ↑  Tacito, Annales, II, 35; Levick 1999, pp. 113-114; Seager 2005, p. 109.
281. ↑  Tacito, Annales, III, 51; Svetonio, Tiberio, 75; Spinosa 1991, p. 160.
282. ↑  Levick 1999, p. 288 n. 107.
283. ↑  Tacito, Annales, IV, 62-64; Svetonio, Tiberio, 40, 48 e 73; Seneca, Epistulae morales ad Lucilium, 83.14-15; Houston 1985, p. 185; Alston 2002, p. 38.
284. ↑  Levick 1999, pp. 113-114.
285. ↑  Svetonio, Tiberio, 69.
286. ↑  Seager 2005, pp. 123-125.
287. ↑  Tacito, Annales, I, 54; Seager 2005, p. 120; Bert Lott 2012, pp. 225-226.
288. ↑  Tacito, Annales, I, 78 e IV, 36; Seager 2005, pp. 120-121.
289. ↑  Svetonio, Tiberio, 26.
290. ↑  SEG 11.922-23; Levick 1999, pp. 139-140; Seager 2005, p. 122.
291. ↑  Tacito, Annales, IV, 37-38.
292. ↑  Tacito, Annales, II, 32, 3;Svetonio, Tiberio, 36; Cassio Dione, LVII, 15.8.
293. ↑  Williams 1989, passim; Seager 2005, p. 125.
294. ↑  Tacito, Annales, II, 85, 4.
295. ↑  Giuseppe Flavio, Antiquitates iudaicae, 18.65-18.84; Svetonio, Tiberio, 36; Cassio Dione, LVII, 18.5; Williams 1989, p. 778; cfr. anche Seneca, Epistulae morales ad Lucilium, 108.22.
296. ↑  Plinio il Vecchio, XXX.13; Seager 2005, p. 125.
297. ↑  BMCRE I 131 Nr. 79-80; BNat II Nr. 57-61; RIC I² Nr. 46.
298. ↑  Velleio Patercolo, II.129.2; Levick 1999, pp. 89 e 180; cfr. Cowan 2016, passim.
299. ↑  Tacito, Annales, I, 75 e II, 34; Svetonio, Tiberio, 33; Levick 1999, p. 180; Rutledge 2001, p. 54; Seager 2005, p. 126.
300. ↑  Tacito, Annales, III, 25-28 e IV, 6; Levick 1999, p. 182; Rutledge 2001, pp. 57-58; Seager 2005, pp. 118-119.
301. ↑  Tacito, Annales, II, 33 e III, 52-55; Levick 1999, pp. 95 e 182; Seager 2005, p. 118.
302. ↑  Tacito, Annales, I, 72; Levick 1999, p. 183; Rutledge 2001, pp. 86-88; Seager 2005, pp. 126-127.
303. ↑  Tacito, Annales, IV, 30; Seager 2005, pp. 137-138; sulla figura del delatore in generale, vedi Rutledge 2001, passim.
304. ↑  Cooley 2023, pp. 79-81.
305. ↑  Levick 1999, pp. 192-194.
306. ↑  Tacito, Annales, III, 17-18, 22-23, IV, 21, V, 3-5, VI, 9 e 48-49.
307. ↑  Rutledge 2001, pp. 55 e 89-94; Seager 2005, pp. 125-138.
308. ↑  Levick 1999, pp. 197-198.
309. ↑  Levick 1999, pp. 186-189; Seager 2005, p. 202.
310. ↑  Levick 1999, p. 200.
311. ↑  Tacito, Annales, II, 48; Cassio Dione, LVII, 10.4-5.
312. ↑  Tacito, Annales, I, 78 e II, 42; Cassio Dione, LVIII, 16.2.
313. ↑  Tacito, Annales, VI, 29; Cassio Dione, LVIII, 15.3-16.1.
314. ↑  Cook 1975, pp. 313-314.
315. ↑  Svetonio, Tiberio, 34.
316. ↑  Tacito, Annales, I, 76-77; Svetonio, Tiberio, 48; Cassio Dione, LVII, 11.1-5 e 14.2-3; Levick 1999, pp. 122-123.
317. ↑  Velleio Patercolo, II, 126.4; Tacito, Annales, II, 87 e VI, 13.
318. ↑  Tacito, Annales, IV, 64 e VI, 45; Svetonio, Tiberio, 48.
319. ↑  RIC I 61; BMCRE 116; Cohen 69.
320. ↑  Velleio Patercolo, II, 130.1; Tacito, Annales, II, 41, III, 72 e VI, 44; Svetonio, Tiberio, 48; Cassio Dione, LV, 27.4, LVI, 25.1 e LVII, 10.1; Svetonio, Tiberio, 47; Seager 2005, p. 117; Segenni 2018, pp. 207-216; CIL IX, 4192.
321. ↑  De Caprariis 1992, passim; Cooley 2023, pp. 42-43.
322. ↑  Svetonio, Tiberio, 37; Dopico Caínzos & Villanueva Acuña 2018, pp. 120-121.
323. ↑  Tacito, Annales, VI, 17; Cook 1975, p. 314; Spinosa 1991, p. 183; Elliott 2015, passim.
324. ↑  Slavazzi & Torre 2016, pp. 75-81; Dopico Caínzos & Villanueva Acuña 2018, pp. 114-116; CIL XI, 3303.
325. ↑  Dopico Caínzos & Villanueva Acuña 2018, pp. 117-119.
326. ↑  Dopico Caínzos & Villanueva Acuña 2018, p. 124.
327. ↑  Levick 1999, pp. 99 e 137-138; per Tiberio e l'Asia, vedi Slavazzi & Torre 2016, pp. 68-74; per Tiberio e la Spagna, vedi Dopico Caínzos & Villanueva Acuña 2018, pp. 173-186.
328. ↑  Levick 1999, p. 138.
329. ↑  Velleio Patercolo, II, 126.2; Tacito, Annales, II, 47; Svetonio, Tiberio, 48; Cassio Dione, LVII, 17.7.
330. ↑  Svetonio, Tiberio, 32; Cassio Dione, LVII, 10.5; Seager 2005, p. 147; la massima attribuita a Tiberio è una rielaborazione di una favola popolare (cfr. Champlin 2008, pp. 416-417).
331. ↑  Levick 1999, p. 135; Seager 2005, p. 145.
332. ↑  Tacito, Annales, I, 80 e VI, 39.
333. ↑  Tacito, Annales, VI, 27; Cassio Dione, LVII, 14.5 e LVIII, 23.5; Levick 1999, p. 128; Seager 2005, p. 147.
334. ↑  Tacito, Annales, VI, 27.
335. ↑  Levick 1999, pp. 128-129; Drogula 2015, p. 149.
336. ↑  Cook 1975, p. 318.
337. ↑  RIC 29; BMC 38.
338. ↑  Levick 1999, p. 137.
339. ↑  Scullard 1992, p. 332.
340. ↑  Cook 1975, pp. 310-312.
341. ↑  Tacito, Annales, IV, 5.
342. ↑  Cook 1975, p. 310.
343. ↑  Tacito, Annales, II, 26; Harris 2021, passim; secondo alcuni quello di Tiberio fu un pragmatismo temporaneo (cfr. Goodyear 1981, p. 258; Seager 2005, pp. 72-73).
344. ↑  Goodyear 1981, p. 66; Seager 2005, p. 73.
345. ↑  Tacito, Annales, I, 46, 1.
346. ↑  Tacito, Annales, I, 33-34.
347. ↑  Tacito, Annales, I, 36, 3.
348. ↑  Svetonio, Gaio Cesare, 1; Tacito, Annales, I, 35.
349. ↑  Tacito, Annales, I, 48-49.
350. 1 2  Tacito, Annales, I, 52, 3.
351. ↑  Tacito, Annales, I, 51.
352. ↑  Tacito, Annales, I, 56.
353. ↑  Tacito, Annales, I, 56, 5.
354. ↑  Tacito, Annales, I, 56, 2-3.
355. ↑  Tacito, Annales, I, 60, 1.
356. ↑  Tacito, Annales, I, 57-59.
357. ↑  Tacito, Annales, I, 61-62.
358. ↑  Sawiński 2021, pp. 103-104.
359. ↑  Tacito, Annales, I, 63-64.
360. ↑  Tacito, Annales, I, 67-68.
361. ↑  Tacito, Annales, II, 5.
362. ↑  Tacito, Annales, II, 6.
363. ↑  Tacito, Annales, II, 12 e 16.
364. ↑  Tacito, Annales, II, 14.
365. ↑  Tacito, Annales, II, 17.
366. ↑  Tacito, Annales, II, 20-21.
367. ↑  Tacito, Annales, II, 22.
368. ↑  Tacito, Annales, II, 23-24.
369. ↑  Tacito, Annales, II, 25.
370. ↑  Tacito, Annales, II, 88.
371. ↑  Tacito, Annales, II, 2.
372. ↑  Tacito, Annales, II, 4.
373. ↑  Tacito, Annales, II, 42.
374. ↑  Tacito, Annales, II, 43.
375. ↑  Tacito, Annales, II, 56, 1-3.
376. ↑  Tacito, Annales, II, 56, 4.
377. ↑  Tacito, Annales, II, 58, 1.
378. ↑  Tacito, Annales, II, 58, 2.
379. ↑  Tacito, Annales, II, 68.
380. ↑  Svetonio, Gaio Cesare, 1; Tacito, Annales, II, 72.
381. ↑  Tacito, Annales, VI, 31.
382. ↑  Tacito, Annales VI, 32; Scullard 1992, p. 332.
383. ↑  Tacito, Annales, VI, 33.
384. ↑  Tacito, Annales, VI, 36.
385. ↑  Tacito, Annales, VI, 37.
386. ↑  Tacito, Annales, VI, 44.
387. ↑  Tacito, Annales, II, 52.
388. ↑  Tacito, Annales, III, 20.
389. ↑  Tacito, Annales, III, 21.
390. ↑  Tacito, Annales, III, 73.
391. ↑  Tacito, Annales, III, 74.
392. ↑  Tacito, Annales, IV, 23.
393. ↑  Tacito, Annales, IV, 24.
394. ↑  Tacito, Annales, IV, 25.
395. ↑  Tacito, Annales, III, 40; per le cause della rivolta, cfr. Levick 1999, pp. 131-134.
396. ↑  Tacito, Annales, III, 41.
397. ↑  Tacito, Annales, III, 42.
398. ↑  Tacito, Annales, III, 42, 3.
399. ↑  Tacito, Annales, III, 44.
400. ↑  Tacito, Annales, III, 46.
401. ↑  Tacito, Annales, III, 46, 4.
402. ↑  Tacito, Annales, III, 47.
403. ↑  Tacito, Annales, I, 16.
404. ↑  Tacito, Annales, I, 17.
405. ↑  Tacito, Annales, I, 24.
406. ↑  Tacito, Annales, I, 29, 4.
407. ↑  Tacito, Annales, I, 30.
408. ↑  Scarre 1995, p. 34; Scullard 1992, p. 333.
409. ↑  Tacito, Annales, I, 80.
410. ↑  Tacito, Annales, II, 64, 2.
411. ↑  Tacito, Annales, II, 64, 3.
412. ↑  Tacito, Annales, II, 65, 1.
413. ↑  Tacito, Annales, II, 65, 3.
414. ↑  Tacito, Annales, II, 65, 4-5.
415. ↑  Tacito, Annales, II, 66.
416. ↑  Tacito, Annales, II, 67, 1.
417. ↑  Tacito, Annales, II, 67, 2.
418. ↑  Tacito, Annales, II, 67, 3.